# Chiến dịch Blau
Chiến dịch Blau (tiếng Đức: Fall Blau) là mật danh của Kế hoạch tổng tấn công từ mùa hè năm 1942 của quân đội Đức Quốc xã trên toàn bộ cánh Nam của mặt trận Xô-Đức trong Chiến tranh thế giới thứ hai, (blau có nghĩa là "xanh" trong tiếng Đức). Ban đầu tên dự định của chiến dịch này là Siegfried, đặt theo tên của một người anh hùng trong thần thoại German. Tuy nhiên Adolf Hitler nhớ đến chiến dịch tấn công trước đó với cái tên hoành tráng, chiến dịch Barbarossa (tên của một hoàng đế nổi tiếng của Đức thế kỉ 12), với kết quả không như mong đợi của nó nên đã đặt một cái tên vừa phải hơn là Blau. Do đó "Chiến dịch Blau" thực chất là tổ hợp các chiến dịch mang tên Blau.
Trong lịch sử quân sự Liên Xô (trước đây) và Nga (hiện nay), nó còn được biết đến với tên gọi Chiến cục 1942 - 1943. Đây là một tổ hợp hoạt động quân sự rất lớn gồm hàng loạt chiến dịch song song và nối tiếp nhau tương tự như Chiến dịch Barbarossa một năm trước đó. Bắt đầu ngày 28 tháng 6 năm 1942 bằng Chiến dịch Voronezh, với thất bại cực kỳ nặng nề ngày 2 tháng 2 năm 1943 tại Trận Stalingrad và kết thúc bằng việc tạm giành được quyền chủ động mong manh trước Trận Kursk, Chiến dịch Blau thể hiện tham vọng rất lớn của nước Đức Quốc xã trong những cố gắng tiêu diệt nhà nước Xô Viết, đối thủ lớn nhất của nước Đức tại châu Âu; qua đó làm thất bại những nỗ lực tiếp tục chiến tranh của Liên Xô, đánh chiếm nốt phần phía đông còn lại của vùng công nghiệp Donbass và vựa lúa mỳ lớn nhất của Liên Xô khi đó ở hạ lưu hai con sông Đông và Volga, cắt đứt và đánh chiếm nguồn dầu mỏ quan trọng của Liên Xô tại Kavkaz, tiến ra Trung - Cận Đông và xa hơn nữa, đến Ấn Độ, thực hiện mưu đồ bá chủ toàn cầu của nước Đức Quốc xã cùng các đồng minh của nó là Nhật Bản và Ý tại các châu lục của "cựu thế giới".

## Tổng quan
Tổ hợp các chiến dịch trong kế hoạch Blau diễn ra trên một không gian rộng lớn có diện tích lên đến hàng triệu km². Từ Bắc xuống Nam, nó trải dài trên 3000 km từ phía nam Oryol đến sườn phía bắc của dãy núi Kavkaz. Từ Tây sang Đông, nó có chiều sâu đến hơn 500 km từ bờ Tây sông Bắc Donets đến bờ Tây Sông Volga tại Stalingrad và xa hơn về phía đông nam, chỉ còn cách bờ biển Caspi gần 300 km. Trên vùng đất rộng lớn này đã diễn ra hơn 10 chiến dịch lớn do cả hai bên phát động nhằm giành giật khu vực địa-quân sự, địa-kinh tế có vị trí chiến lược cực kỳ quan trọng của mặt trận Xô-Đức. Tổ hợp hoạt động quân sự khổng lồ này gồm hai giai đoạn chính: Giai đoạn từ 28 tháng 6 đến 19 tháng 11 năm 1942, quân đội Đức Quốc xã tấn công; giai đoạn 2 từ 19 tháng 11 năm 1942, quân đội Liên Xô phản công và kết liễu Tập đoàn quân 6 (Đức) bằng Chiến dịch Cái Vòng; sau đó mở một loạt chiến dịch tổng phản công mùa Đông 1942-1943 và đến hết tháng 3 năm 1943, phải rút lui trên hướng Kharkov - Belgorod. Ngay sát trước giai đoạn đầu có chiến dịch đệm Barvenkovo-Lozovaya, tuy không nằm trong Kế hoạch Blau nhưng trên thực tế, nó được coi như khúc dạo đầu của chiến cục này. Ngay sau chiến cục này là các hoạt động tấn công của quân đội Liên Xô và cuộc phản công của quân đội Đức Quốc xã vào mùa xuân năm 1943 tại thảo nguyên Donets được gọi là Chiến dịch Donets như một dấu gạch nối quan trọng với Chiến dịch Kursk (người Đức gọi là Chiến dịch Citadel).
Theo kế hoạch của quân đội Đức Quốc xã, tổ hợp các hoạt động quân sự này gồm 4 bước:
- Bước 1: từ ngày 28 tháng 6 đến ngày 7 tháng 7 với Chiến dịch Voronezh
- Bước 2: từ ngày 7 tháng 7 đến ngày 22 tháng 7 với Chiến dịch Braunschweig đánh chiếm vòng hạ lưu các con sông Đông và Bắc Donets, làm bàn đạp chuẩn bị tấn công Stalingrad và tiến vào Kavkaz.
- Bước 3: từ ngày 22 tháng 7 đến ngày 1 tháng 8 với Chiến dịch Hoa nhung tuyết đánh chiếm thảo nguyên Kuban.
- Bước 4: bắt đầu từ ngày 1 tháng 8 với các cuộc tấn công trên hai hướng chính nhằm đánh chiếm Stalingrad và đánh chiếm vùng dầu mỏ Grozny - Baku. Đây là hai mục tiêu cuối cùng mà quân đội Đức Quốc xã không bao giờ thực hiện được.

Mục đích chính trị-quân sự cuối cùng của Chiến dịch Blau thực chất vẫn là mục đích của Chiến dịch Barbarossa mà trước đó một năm quân đội Đức Quốc xã đã không đạt được. Những mục tiêu cơ bản cũng như ý đồ chiến lược và các chiến thuật quân sự được áp dụng trong "Chiến dịch Blau" tương đối giống với Chiến dịch Barbarossa đến mức nhà nghiên cứu Anthony Beevor đã gọi Kế hoạch Blau là một phiên bản của Kế hoạch Barbarossa.
Trong giai đoạn cuối, giống như Chiến dịch Barbarossa một năm trước đó, do các nỗ lực phòng ngự tích cực và các đòn phản kích liên tục của quân đội Liên Xô, quân đội Đức Quốc xã đã không đạt được mục tiêu cuối cùng và buộc phải chuyển sang phòng ngự trên toàn mặt trận. Nắm được quyền chủ động chiến lược, quân đội Liên Xô huy động những lực lượng dự bị to lớn, tiến hành phản công, tiêu diệt một lực lượng lớn quân Đức trên cả hai chiến trường Volga-sông Đông và Bắc Kavkaz, chiếm lại Stalingrad trước mùa xuân năm 1943, đánh bật quân Đức khỏi Bắc Kavkaz và Kuban trong mùa xuân năm 1943, đẩy quân Đức lùi về bên kia tuyến sông Bắc Donets, sông Mius, chiếm lại Rostov và phát triển tấn công về hướng Dnepro Petropavlovsk và Zaporozhye. Ngày 14 tháng 3, quân đội Đức Quốc xã mở chiến dịch Kharkov lần thứ ba, phản công đánh chiếm Kharkov và Belgorod, hình thành mặt chính diện phía nam của vòng cung Kursk.
Đến đây, hai bên tạm hưu chiến và đều tăng cường bổ sung lực lượng để chuẩn bị cho trận đánh quyết định trên vòng cung lửa tại khu vực Kursk.

## Bối cảnh

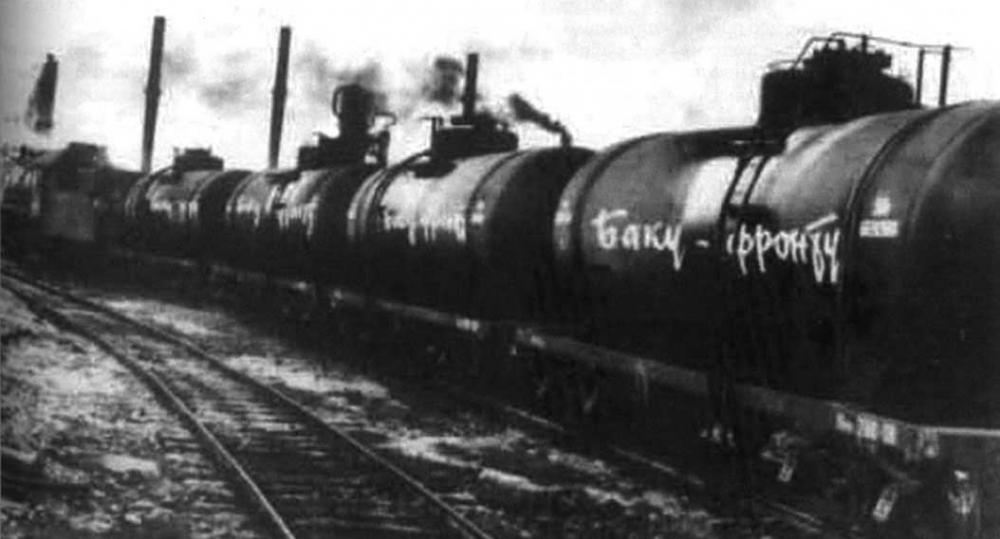
Tàu chở dầu ở Baku tiến ra tiền tuyến.

### Tình hình chiến tranh Xô-Đức và tình hình thế giới
Từ ngày 22 tháng 6 năm 1941 đến ngày 20 tháng 6 năm 1942, quân đội Đức đã chịu những thiệt hai chưa từng có kể từ đầu cuộc Chiến tranh thế giới thứ hai với 1.299.784 người chết, bị thương và mất tích tại Mặt trận Xô-Đức; trong đó có 38.837 sĩ quan và 1.260.947 binh lính. Nhờ được tăng viện từ châu Âu, từ nước Đức và nền công nghiệp quốc phòng phát triển với sản lượng lớn vẫn được duy trì nên đến mùa hè năm 1942, quân đội Đức Quốc xã đã vượt qua cuộc khủng hoảng đầu tiên sau khi Chiến dịch Typhoon thất bại, kéo theo sự phá sản của Kế hoạch Barbarossa. Mặt trận mở rộng đã buộc quân Đức phải huy động thêm quân của các nước đồng minh của họ ra chiến trường. Trong đó, Thống chế Ion Antonescu của Romania cung cấp hai tập đoàn quân; Nhiếp chính vương Miklós Horty của Hungary cung cấp một quân đoàn bộ binh (5 sư đoàn) và ba sư đoàn cơ giới; Benito Mussolini, lãnh tụ Đảng Phát xít cầm quyền ở Ý cũng gửi một tập đoàn quân đến tham chiến bên cạnh quân Đức tại mặt trận Xô-Đức. Ngoài ra, các đồng minh khác của Đức như Tây Ban Nha, Croatia, Slovakia cũng gửi hàng vạn quân của các nước này tham gia chiến đấu dưới quyền chỉ huy của người Đức.
Tình hình quốc tế cũng không thuận lợi cho người Đức. Mặt trận Đồng Minh chống phát xít đã được hình thành với 26 nước tham gia với trụ cột là ba quốc gia mạnh nhất là Hoa Kỳ, Liên Xô và Anh. Vào năm 1942, quân đội Hoa Kỳ (gồm cả ba quân chủng) đã có quy mô lên đến 7 triệu người và đang tiến hành cuộc Chiến tranh Thái Bình Dương chống lại quân phiệt Nhật. Quân đội Anh (gồm cả quân Úc) cũng có quy mô lên đến gần 4 triệu người đang phải chiến đấu trên các vùng Đông và Đông Nam châu Á, Bắc Phi, Cận Đông và cả ở Nam Thái Bình Dương. Khả năng quân Anh và Hoa Kỳ, đồng minh của Liên Xô mở mặt trận thứ hai tại Tây Âu đã xuất hiện vào tháng 5 năm 1942 trong chuyến thăm Anh của ngoại trưởng Liên Xô V. M. Molotov. Tất cả những dữ kiện đó buộc Hitler phải có một kế hoạch mới nhằm tiếp tục thực hiện mục tiêu đánh sập Liên Bang Xô Viết trong thời gian ngắn nhất có thể.
Vấn đề cốt yếu nhất đối với quân đội Đức Quốc xã là chọn hướng tấn công. Sau nhiều ngày nghiên cứu, các nhà chiến lược quân sự Đức quyết định chọn cánh Nam mặt trận Xô-Đức làm địa bàn tác chiến chiến lược trong chiến cục 1942-1943. Với việc chọn hướng tấn công này, quân đội Đức Quốc xã không chỉ nhằm các mục tiêu kết hợp giữa quân sự với chính trị và kinh tế mà còn là sự lựa chọn một khu vực có đặc điểm địa hình phù hợp với tác chiến cơ giới và phối hợp với không quân. Vùng đồng bằng phía tây Ukraina, phía nam nước Nga, thảo nguyên Kuban nằm ở hạ lưu các con sông lớn như Volga, Đông, các con sông nhỏ như Bắc Donets, Mius, Sal đều là những địa hình lý tưởng cho tác chiến hiệp đồng binh chủng. Trên những thảo nguyên tương đối bằng phẳng, các lực lượng xe tăng, cơ giới, pháo binh và không quân có thể phát huy tối đa sức mạnh của chúng. Toàn bộ tuyến mặt trận trải dài trên 1500 km từ Bryansk đến sườn phía bắc của dãy núi Kavkaz đang chuẩn bị chứng kiến cuộc đọ sức thứ hai giữa hai đối thủ khổng lồ về quân sự ở châu Âu.

### Những diễn biến mới trên mặt trận Xô-Đức
Mùa xuân năm 1942 trôi qua với thắng lợi nghiêng về quân đội Liên Xô sau trận phòng thủ bảo vệ Moskva. Thất bại trong việc đánh chiếm Moskva, Đức chuyển từ chiến tranh chớp nhoáng sang chiến tranh lâu dài và đặt kế hoạch tiêu diệt các cơ sở kinh tế của Liên Xô tại phía nam. Tuy nhiên, quân đội Liên Xô cũng phải trả giá đắt với hàng triệu quân thương vong cùng hàng chục vạn đơn vị vũ khí, khí tài hạng nặng và máy bay bị tổn thất trong các trận đánh của Chiến cục Thu-Đông 1941-1942. Trong khi đó, các cơ sở công nghiệp quốc phòng được di dời khỏi vùng bị chiếm đóng còn đang hồi phục và các cơ sở mới được xây dựng ở Tây Sibir cũng mới bắt đầu cho ra mặt trận những mẻ sản phẩm đầu tiên.
Bước vào mùa hè năm 1942, quân đội Đức Quốc xã đã cơ bản thanh toán xong những vị trí phòng thủ của quân đội Liên Xô tại Odessa và bán đảo Krym. Mặc dù phải giữ thế phòng thủ trên hướng Moskva nhưng đến tháng 5 năm 1942, Cụm tập đoàn quân Trung tâm của Đức đã xóa được "cái dằm" Rzhev - Viazma do 7 sư đoàn Liên Xô đóng giữ. Trên hướng Bắc, mặt trận Leningrad tương đối ổn định do quân đội Liên Xô không đủ người và phương tiện để phản công (trừ trận Tikhvin). Những điều kiện này đã làm cho quân đội Đức Quốc xã có thể rút thêm nhiều sư đoàn trên các hướng thứ yếu để tập trung thành một quả đấm cực mạnh trên mặt trận miền Nam.
Góp thêm vào những thuận lợi đó của quân Đức là cuộc tấn công phiêu lưu về quân sự của Phương diện quân Tây Nam (Liên Xô) trong Chiến dịch Barvenkovo-Lozovaya đã thất bại bởi cuộc phản công của quân Đức trên hướng Slaviansk-Kramatorsk. Chiến dịch này không những đã làm tiêu hao đáng kể cánh bắc của Phương diện quân Tây Nam mà còn đặt cả Phương diện quân này cũng với Phương diện quân Nam trước nguy cơ bị hợp vây. Và điều đó, cũng nằm trong mục tiêu trước mắt của Kế hoạch Blau. Trong khi đó, những lực lượng dự trữ của Liên Xô về cơ bản đã sử dụng hết trong mùa Đông 1941-1942. Với tốc độ nhanh nhất thì phải đến cuối mùa hè, quân đội Liên Xô mới có thể sử dụng được gần 50 sư đoàn dự bị mới được thành lập cấp tốc và đang trong giai đoạn đầu thực hành huấn luyện.

## Binh lực và kế hoạch của hai bên

### Quân đội Đức Quốc xã
Tính đến tháng 5 năm 1942, cả nước Đức Quốc xã đã dành đến 85% tiềm lực sức người và vật chất về quân sự của nó cho Mặt trận phía đông với quân số lên đến 6.198.000 người; bao gồm 5.386.000 người Đức và 812.000 người của các nước phụ thuộc Đức. Số lượng xe tăng hạng nặng và hạng trung bị thiệt hại trong 6 tháng cuối năm 1941 chỉ còn 1.453 chiếc đã được bổ sung lên đến 3.229 chiếc, số lượng máy bay chiến đấu cũng tăng từ 2.465 chiếc lên 3.390 chiếc (không kể 580 chiếc của không quân Ý và Romania tham gia cuộc chiến), pháo binh có 56.941 khẩu có cỡ nòng từ 50 mm trở lên. Tại Cụm tập đoàn quân Nam mà chẳng bao lâu sau sẽ được chia ra thành Cụm tập đoàn quân A, Cụm tập đoàn quân B và Cụm tập đoàn quân Sông Đông, quân Đức tập trung tại đây 102 sư đoàn trên tổng số 217 sư đoàn có mặt tại Mặt trận Xô-Đức. Trong số 102 sư đoàn này có 73 sư đoàn và 8 lữ đoàn Đức và 29 sư đoàn các nước phụ thuộc Đức (Romania, Ý, Hungary, Slovakia). Vào thời điểm bắt đầu chiến dịch, Khối quân khổng lồ này gồm 2.012.120 binh lính và sĩ quan, được trang bị hơn 2.570 xe tăng, 28.300 pháo và súng cối, 2.490 máy bay.
Tuy vậy, tinh thần chiến đấu của các đội quân đồng minh của quân đội Đức rất thấp, đến mức Thống chế Đức Gerd von Rundstedt đã phải than phiền:
| “                     | Người Romania thì làm dở nhưng lại hay chỉ trích, người Ý thì luôn thấy cái gì cũng khủng khiếp, còn người Hungary thì chỉ có một ước mơ đơn giản là được trở về nhà càng nhanh càng tốt | ” |
| — Gerd von Rundstedt, | |   |

#### Binh lực
Đây là lần tập trung binh lực lớn thứ hai của quân đội Đức Quốc xã tại mặt trận phía đông, với số lượng quân số và phương tiện chỉ đứng sau Chiến dịch Barbarossa và trở thành cuộc huy động lớn nhất quân đội Đức Quốc xã vào một hướng mặt trận trong toàn bộ cuộc Chiến tranh thế giới thứ hai. Trong khi Cụm tập đoàn quân Trung tâm chỉ duy trì số lượng đơn vị khoảng 70 sư đoàn, Cụm tập đoàn quân Bắc chỉ có 45 sư đoàn thì Cụm tập đoàn quân Nam đã thâu tóm trong tay 102 sư đoàn được biên chế vào 6 tập đoàn quân Đức, 2 tập đoàn quân Romania, 1 tập đoàn quân Ý và 1 tập đoàn quân Hungary. Đến ngày 7 tháng 7 năm 1942, sau khi hoàn thành Chiến dịch Voronezh (1942), Hitler đến Sở chỉ huy tiền phương của Bộ tư lệnh mặt trận phía đông đặt tại Poltava (Ukraina). Tại đây, ông ta trực tiếp giao nhiệm vụ cho các cụm tập đoàn quân A và B tác chiến trên hai hướng chiến lược khác nhau. Cụm tập đoàn quân B nhằm hướng Stalingrad, Cụm tập đoàn quân A nhằm hướng Kavkaz.

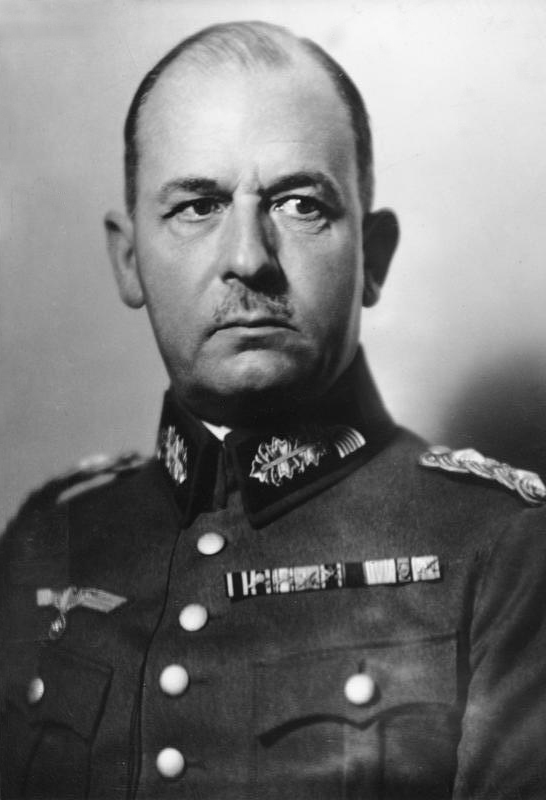
Wilhelm List

Cụm tập đoàn quân A (cuối chiến dịch được đổi thành "Cụm quân ven biển Azov") do Thống chế Wilhelm List chỉ huy, bị Hitler thay thế ngày 10 tháng 9 năm 1942; từ ngày 22 tháng 11 năm 1942 do Đại tướng Paul Ludwig Ewald von Kleist chỉ huy;
gồm các 3 tập đoàn quân và một số sư đoàn độc lập:
- Tập đoàn quân xe tăng 1 (trong chiến dịch còn có các tên gọi "Cụm quân Kleist", "Cụm quân Raus", "Cụm quân Heinrici" do các tướng Paul Ludwig Ewald von Kleist và Eberhard von Mackensen (từ ngày 22 tháng 11 năm 1942) lần lượt chỉ huy, trong biên chế có:
  - Quân đoàn xe tăng 3 do các tướng Eberhard von Mackensen và Hermann Breith lần lượt chỉ huy gồm sư đoàn xe tăng 13, sư đoàn xe tăng 19, sư đoàn cơ giới SS "Wiking".
  - Quân đoàn xe tăng 40, được trang bị lại và chuyển binh chủng từ Quân đoàn bộ binh 40 ngày 9 tháng 7 năm 1942 do các tướng Leo Freiherr Geyr von Schweppenburg (tháng 7 năm 1942), Gustav Fehn (tháng 9 năm 1942) và Gotthard Heinrici (tháng 11 năm 1942) lần lượt chỉ huy, gồm sư đoàn xe tăng 3, sư đoàn xe tăng 11, sư đoàn cơ giới 16, sư đoàn pháo chống tăng tự hành 670.
  - Quân đoàn sơn chiến 49 của tướng Rudolf Konrad gồm các sư đoàn bộ binh sơn chiến 1, 4 (Đức) và sư đoàn bộ binh sơn chiến 2 (Romania)
  - Quân đoàn bộ binh 52 của tướng Albert Zehler gồm các sư đoàn bộ binh 50, 111 và 370

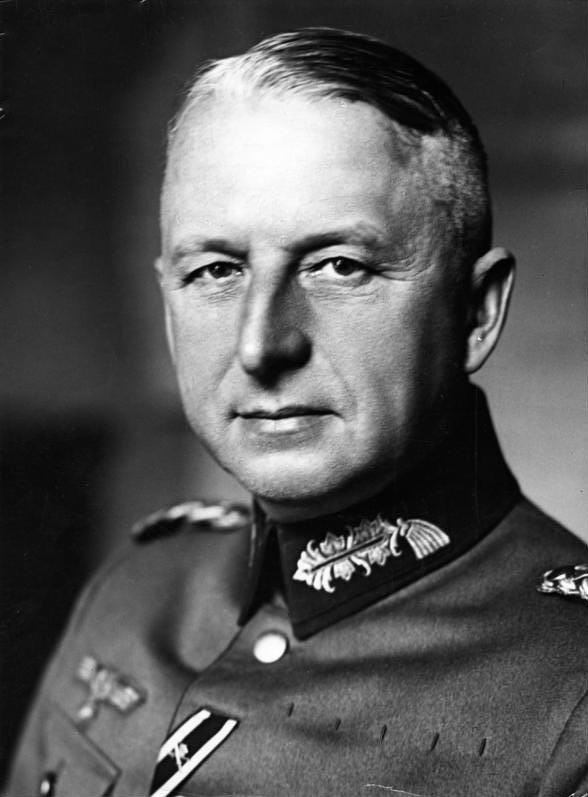
Thống chế von Manstein

- Tập đoàn quân 11 do các tướng Erich von Manstein (đến ngày 12 tháng 9 năm 1942) và Friedrich Schulz lần lượt chỉ huy; trong biên chế có:
  - Quân đoàn bộ binh 50 do các tướng Herbert von Böckmann (tháng 5 năm 1942), Philipp Kleffel (tháng 7 năm 1942) lần lượt chỉ huy, gồm các sư đoàn bộ binh 58, 121, 215, 225, sư đoàn cảnh binh SS và lữ đoàn 2 SS.
  - Quân đoàn bộ binh 14 do tướng Erik Hansen chỉ huy, gồm các sư đoàn bộ binh 22, 170, 250 và sư đoàn bộ binh sơn chiến 5.
  - Quân đoàn bộ binh 26 do các tướng Albert Wodrig và Ernst von Leyser (từ 1 tháng 10 năm 1942) chỉ huy, gồm các sư đoàn bộ binh 24, 96, 223 và 227 và sư đoàn pháo tự hành 207.
  - Sư đoàn bộ binh sơn chiến độc lập 3 của tướng Hans Kreysing.
- Tập đoàn quân 17 (trong chiến dịch còn được gọi là "Cụm quân Ruoff") do tướng Richard Ruoff chỉ huy, trong biên chế có:
  - Quân đoàn bộ binh 5 của tướng Wilhelm Wetzel gồm các sư đoàn bộ binh 9, 35, 73 (Đức), sư đoàn bộ binh 10 và sư đoàn kỵ binh 3 (Romania).
  - Quân đoàn bộ binh 42 của tướng Franz Mattenklott gồm các sư đoàn bộ binh 132, 153, sư đoàn xe tăng 22 và sư đoàn phục vụ mặt đất 5 của không quân.

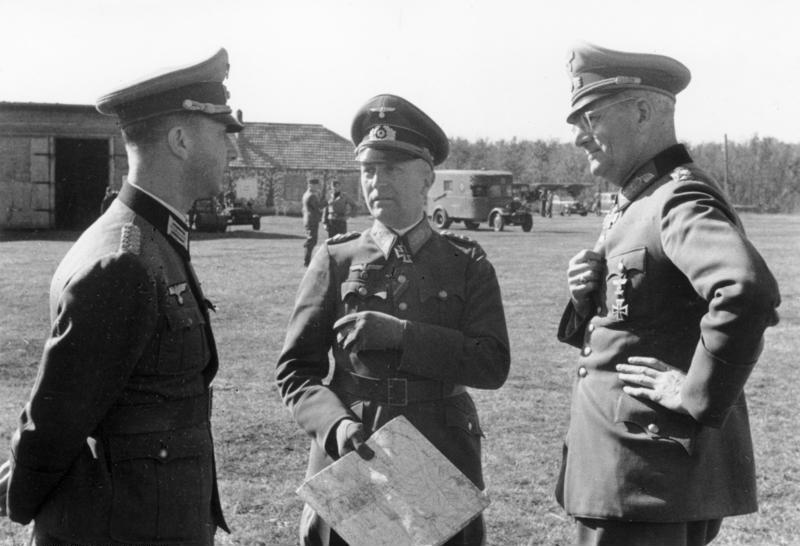
Maximilian von Weichs, phải

Cụm tập đoàn quân B do Đại tướng Maximilian Freiherr von Weichs chỉ huy, trong biên chế có 3 Tập đoàn quân Đức, 2 tập đoàn quân Romania, 1 tập đoàn quân Ý và 1 tập đoàn quân Hungary:
- Tập đoàn quân 2 (Đức) (cuối chiến dịch được gọi là "Cụm tác chiến Weiss ") do các tướng Hans von Salmuth và Walter Weiß lần lượt chỉ huy, trong biên chế có:
  - Quân đoàn bộ binh 13 do các tướng Otto-Ernst Ottenbacher, Erich Straube và Friedrich Siebert lần lượt chỉ huy, gồm các sư đoàn bộ binh 82, 382 và sư đoàn xe tăng 11.
  - Quân đoàn bộ binh 6 do các tướng Bruno Bieler và Hans Jordan lần lượt chỉ huy, gồm các sư đoàn bộ binh 6, 14, 206, 251 và 256.
  - Quân đoàn bộ binh 7 do các tướng Wilhelm Fahrmbacher và Ernst-Eberhard Hell lần lượt chỉ huy, gồm các sư đoàn bộ binh 27, 57, 75, 323 và 387.
  - Sư đoàn bộ binh độc lập 88.
- Tập đoàn quân 6 (Đức) do tướng Friedrich Paulus chỉ huy, trong biên chế ban đầu có:
  - Quân đoàn bộ binh 8 (Quân đoàn Breslau) của tướng Walter Heitz, gồm các sư đoàn bộ binh 62, 108 và 454.
  - Quân đoàn bộ binh 17 do các tướng Karl Hollidt, Dietrich von Choltitz và Willi Schneckenburger lần lượt chỉ huy, gồm các sư đoàn bộ binh 79, 113, 294 và 306.
  - Quân đoàn bộ binh 29 của tướng Hans von Obstfelder gồm các sư đoàn bộ binh 79, 168, 299 và sư đoàn xe tăng 23.
  - Quân đoàn bộ binh 51 của tướng Walther von Seydlitz-Kurzbach, gồm các sư đoàn bộ binh 71, 44, 297, 305 và 389.
- Tập đoàn quân xe tăng 4 (trong chiến dịch còn được gọi là Cụm quân Hoth) của tướng Hermann Hoth, trong biên chế có:
  - Quân đoàn xe tăng 14 do các tướng Wilibald Freiherr von Langermann, Otto von Knobelsdorff, Martin Wandel, Karl Eibl và Walther Nehring lần lượt chỉ huy, gồm các sư đoàn xe tăng 1, 8 và 27, các sư đoàn cơ giới 3 và 16.
  - Quân đoàn xe tăng 48 do các tướng Rudolf Veiel, Ferdinand Heim, Heinrich Eberbach và Otto von Knobelsdorff lần lượt chỉ huy, gồm các sư đoàn xe tăng 14, 19, 24, sư đoàn cơ giới 29, sư đoàn cơ giới SS "Đại Đức" ("Großdeutschland"), sư đoàn bộ binh 336 và sư đoàn bộ binh 20 (Romania).
  - Quân đoàn xe tăng 57 của tướng Friedrich Kirchner gồm các sư đoàn xe tăng 6, 16, 17, sư đoàn cơ giới SS "Wiking" và sư đoàn bộ binh 15.
  - Quân đoàn bộ binh 4 do các tướng Viktor von Schwedler, Erwin Jaenecke và Max Pfeffer lần lượt chỉ huy, gồm các sư đoàn bộ binh 68, 76, 371 và sư đoàn bộ binh 4 (Romania).

Các tập đoàn quân của quân đội các nước đồng minh của Đức
- Tập đoàn quân 2 Hungary của tướng Gusztáv Vitéz Jány gồm 5 sư đoàn bộ binh, 3 sư đoàn cơ giới;
- Tập đoàn quân 8 Ý của tướng Italo Gariboldi gồm 8 quân đoàn bộ binh;
- Tập đoàn quân 3 Romania của tướng Petre Dumitrescu gồm 9 sư đoàn bộ binh;
- Tập đoàn quân 4 Romania của tướng Constantin Constantinescu-Claps gồm 8 sư đoàn bộ binh.

Tập đoàn quân không quân 4 của Đại tướng Wolfram Freiherr von Richthofen yểm hộ từ trên không và phối hợp tác chiến với các lực lượng mặt đất, trong biên chế có:
- Cụm không quân Sông Đông gồm các quân đoàn không quân 4 (ném bom), 8 (cường kích), các sư đoàn không quân tiêm kích 1 và 6, các cụm hàng không vận tải Kharkov, Kiev, Rostov (mỗi cụm tương đương một quân đoàn).
- Cụm không quân Kavkaz gồm quân đoàn không quân 24, 25, 27 và sư đoàn tác chiến đặc nhiệm Kuban.

Tập đoàn quân không quân 6 của Đại tướng Robert Ritter von Greim được thành lập ngày 5 tháng 5 năm 1943, có 1/3 lực lượng tham gia giai đoạn cuối chiến dịch, trong biên chế có:
- Quân đoàn không quân 27.
- Các sư đoàn không quân độc lập 1, 4, 12, 18 và 23.

#### Những nét cơ bản của Kế hoạch Blau qua các chỉ thị 41 và 45 của Hitler
Ngày 5 tháng 4 năm 1942, Adolf Hitler ký ban hành Chỉ thị 41, trong đó vạch ra những ý đồ chiến lược cho các hành động quân sự của Quân đội Đức Quốc xã tại mặt trận Xô-Đức, trong đó có đoạn viết:
| “               | Sau khi xem xét các vị trí cuối cùng của mặt trận sau mùa đông, kết quả cho thấy trước hết cần tập trung các hoạt động chính của toàn bộ Cụm tập đoàn quân Nam để sẵn sàng tiêu diệt kẻ thù tại các cửa ngõ của vùng sông Đông, chiếm lấy khu vực dầu mỏ ở Kavkaz và vượt qua dãy núi Kavkaz tiến sang Iran... Mục đích chính của các hoạt động quân sự trên Mặt trận phía đông, như đã nhấn mạnh, là quyết tâm đánh chiếm Kavkaz để giành thắng lợi quyết định và tiêu diệt các lực lượng Nga đồn trú tại khu vực phía nam Voronezh, phía tây và phía bắc sông Đông. Vì vậy, cần di chuyển các lực lượng chủ lực và dự bị theo hướng trực tiếp hoặc bổ sung cho các lực lượng đang tiến công trên mặt trận. Tổng thể các đòn tấn công được bắt đầu bằng các bước đột phá từ khu vực phía nam Ogla theo hướng Voronezh. Bước hai dự định tung các đơn vị thiết giáp và cơ giới mạnh mẽ hơn phát triển lên phía bắc và phía nam. Mục đích của nhiệm vụ này là đột phá và đánh chiếm Voronezh. Vào thời điểm đó, các đơn vị bộ binh có nhiệm vụ ngay lập tức thiết lập một mặt trận phòng thủ vững mạnh giữa các điểm của cuộc tấn công từ Ogla đến Voronezh. Sau khi đột phá Voronezh, các đơn vị thiết giáp và cơ giới có nhiệm vụ tấn công từ Voronezh theo sườn trái của họ, men theo tả ngạn sông Đông tiếp tục tấn công về phía nam để hỗ trợ cho bước đột phá thứ hai được thực hiện tại các khu vực phía đông Kharkov. Ngoài ra, để đạt các mục tiêu ban đầu, không tấn công vỗ mặt quân Nga mà phải kết hợp với việc luồn sâu vào hạ lưu sông Đông để tiêu diệt quân đội Nga. Bước thứ ba của các đòn tấn công là đánh chiếm vùng hạ lưu sông Đông, phát triển một phần lực lượng đến Stalingrad; hướng đòn tấn công về phía nam qua Taganrog - Artemovsk và về phía đông qua sông Bắc Donets qua đến Voroshilovgrad. Bước cuối cùng là dùng xe tăng phối hợp với bộ binh đánh chiếm Stalingrad cùng lúc với việc tiến chiếm vùng dầu mỏ Grozny - Baku | ” |
| — Adolf Hitler, | |   |

Chỉ thị này cũng là mệnh lệnh cho Bộ Tổng tham mưu quân đội Đức Quốc xã phải soạn thảo một kế hoạch chi tiết cho các hành động quân sự tại chiến trường dựa trên kế hoạch tấn công chiến lược mang tên "Siegfried" được hình thành từ tháng 3 năm 1942 và lần này, nó được đích thân Hitler chọn cái tên "Blau" từ ngày 11 tháng 4 năm 1942.
Kế hoạch Blau có một quy mô huy động quân đội khổng lồ trên một địa bàn rộng đến 1,5 triệu km² nên Bộ tổng tư lệnh quân đội Đức Quốc xã đã phải dự kiến chia đôi Cụm tập đoàn quân Nam cũng như vạch các kế hoạch chiến dịch bộ phận cho nó. Hitler chuẩn y cả hai đề nghị này và ngày 7 tháng 7, ông ta đã ra lệnh chia tách Cụm tập đoàn quân Nam thành các Cụm tập đoàn quân A và B. Ngày 23 tháng 7, đúng một năm một tháng sau khi phát động Chiến dịch Barbarossa, Hitler ký ban hành tiếp Chỉ thị 45. Chỉ thị này quy định chi tiết hơn các hoạt động quân sự của nước Đức Quốc xã tại miền Tây Nam Liên Xô trong hai bước đầu của kế hoạch được dự kiến tiến hành bởi Chiến dịch Braunschweig với một số mệnh lệnh cụ thể sau đây:
| “               | A: Đối với lục quân: 1. Mục tiêu trước mắt của Cụm tập đoàn quân "A" là bao vây và tiêu diệt binh lực đối phương trong khu vực phía nam và đông nam Rostov và đánh chiếm vùng hạ lưu sông Đông. Để thực hiện nhiệm vụ này, phải thành lập ở khu vực Konstantinovskaya - Tsymlyanskaya một cánh quân xung kích gồm các đơn vị cơ giới mạnh tấn công theo hướng chung về phía tây nam Tikhoretsk; các sư đoàn bộ binh, kỵ binh và sơn chiến phải tăng tốc độ vượt sông Đông ở vùng Rostov. Trong khi đó, các lực lượng đặc nhiệm tiên phong phải cắt đứt tuyến đường sắt Tikhoretsk - Stalingrad. Cánh quân thiết giáp thứ hai của Cụm tập đoàn quân "A" (bao gồm cả sư đoàn xe tăng 24) phải tiếp tục tấn công ở phía đông để siết chặt với sườn phải của Cụm tập đoàn quân "B". Sư đoàn cơ giới "Großdeutschland" làm lực lượng dự bị. 2. Sau khi tiêu diệt các lực lượng đối phương ở phía nam sông Đông, Cụm tập đoàn quân A có nhiệm vụ đánh chiếm toàn bộ bờ phía đông của Biển Đen, làm tê liệt các cảng ở Biển Đen và hạm đội Biển Đen của đối phương. Để thực hiện nhiệm vụ này, Tập đoàn quân 11 với sự hỗ trợ của hải quân từ Krym sẽ vượt qua eo biển Kerch, đổ bộ lên Taman, tiến dọc bờ Biển Đen đến phía tây dãy núi Kavkaz. Các lực lượng còn lại với các sư đoàn sơn chiến làm nòng cốt sẽ tập trung tấn công Kuban, đánh chiếm các khu vực cao nguyên Maikop - Armavir. Cụm quân này cần lợi dụng những nhóm chống đối Xô Viết ở sườn tây Kavkaz để hỗ trợ cho Tập đoàn quân 11 đánh chiếm bờ Biển Đen. 3. Đồng thời với hoạt động của kỵ binh, bộ binh, phải sử dụng các đơn vị cơ giới để hình thành một lá chắn thép ở sườn phía đông, đánh chiếm Terrible và cắt đứt con đường giao thông quân sự giữa Ossetia và Gruzia. Sau đó, tiến dọc theo bờ biển Kaspi để đánh chiếm Baku. Cụm tập đoàn quân có thể sẽ được tăng cường Quân đoàn sơn chiến Alpine của quân đội Ý. Những hoạt động của Cụm tập đoàn quân "A" lấy tên mã là "Edelweiss". Mức độ bí mật: Tuyệt mật. 4. Cụm tập đoàn quân "B" có nhiệm vụ thiết lập một tuyến phòng thủ mạnh dọc theo sông Đông từ Bắc xuống Nam; bước tiếp theo là vượt sông Đông và đánh bại đối phương tại Stalingrad, đánh chiếm thành phố và eo đất giữa sông Don và sông Volga. Sau đó, huy động lực lượng cơ giới tấn công dọc theo sông Volga với nhiệm vụ đánh chiếm Astrakhan và cuối cùng cắt đứt tuyến vận tải thủy của đối phương trên sông Volga. Những hoạt động của Cụm tập đoàn quân "B" lấy tên mã là "Gray Heron". Mức độ bí mật: Tuyệt mật. | ” |
| — Adolf Hitler, | |   |

Chỉ thị này cũng quy định bốn nhiệm vụ chính của Tập đoàn không quân 4 là yểm trợ các hoạt động mặt đất của lục quân Đức tại các khu vực chiến sự, ném bom cắt đứt và làm tê liệt các tuyến đường sắt và các tuyến ống dẫn dầu phía sau mặt trận của quân đội Liên Xô, ném bom hủy diệt Stalingrad làm cho nó mất hết ý nghĩa là một căn cứ bàn đạp quân sự, khống chế vùng trời Kuban và khống chế các tuyến vận tải đường thủy của đối phương trên hai con sông Đông và Volga. Nhiệm vụ ném bom các giàn khoan khai thác dầu ở Grozny và Baku đã không được đặt ra vì Hitler muốn các mỏ dầu này bị đánh chiếm trong tình trạng đang hoạt động. Hải quân Đức ở Biển Đen cũng được giao nhiệm vụ hỗ trợ cho bộ binh (Tập đoàn quân 11), dùng tàu ngầm phá hoại Hạm đội Biển Đen (Liên Xô), kiềm chế hỏa lực của các căn cứ trên bờ, trên các quân cảng Liên Xô dọc bờ đông Biển Đen. Kế hoạch này vẽ ra một viễn cảnh thắng lợi quá lớn đến mức nó đã gây niềm tin thái quá đến cả chính những người vạch ra nó khi một số tướng lĩnh hải quân Đức đã được Hitler giao nhiệm vụ khởi thảo kế hoạch thành lập Hạm đội Kaspi để phá hoại đường tiếp tế của đồng minh Anh cho Liên Xô từ Iran qua biển Kaspi và các tướng lĩnh công binh được lệnh nghiên cứu khả năng xây dựng một con đường sắt vắt qua dãy Kavkaz đi thẳng đến Bagdad.
Để giải quyết nhiệm vụ thứ nhất và nhiệm vụ thứ hai của Kế hoạch Blau, thê đội 1 của chiến dịch (mà sau này trở thành Cụm tập đoàn quân B) được tổ chức với hơn 40% bộ binh và kỵ binh, trên 50% lực lượng thiết giáp, bao gồm 918.200 sĩ quan và binh sĩ, 1.260 xe tăng, khoảng 17.000 pháo và súng cối, 1.640 máy bay. Trong khi cụm quân này tiến đến sông Volga, Cụm tập đoàn quân A với binh lực được phân chia gồm hơn 1.093.200 quân, 1.310 xe tăng, 11.300 pháo và súng cối, 850 máy bay cũng tổ chức tấn công vào Bắc Kavkaz.

### Quân đội Liên Xô
Quân đội Liên Xô bị tổn thất hàng triệu người trong các trận đánh liên tục từ mùa hè đến mùa đông năm 1941 để làm thất bại Kế hoạch Barbarossa của Hitler. Tháng 12 năm 1941, họ chỉ còn trong tay 4.200.000 quân. Nhờ các biện pháp động viên và huấn luyện cấp tốc quân dự bị cùng với các nỗ lực sản xuất vũ khí và phương tiện quân sự, đến tháng 6 năm 1942, quân đội Liên Xô đã có tổng quân số 5.500.000 người, 57.500 pháo và súng cối, 4.900 xe tăng và 4.200 máy bay. Tuy vậy, các trận đánh cục bộ không thành công tại các "chỗ lồi" Rzhev-Viazma, bán đảo Krym, khu vực Spas-Demensk và đặc biệt là thất bại trong Chiến dịch Barvenkovo-Lozovaya đã làm tiêu hao một phần đáng kể lực lượng này. Chất lượng vũ khí của Liên Xô vẫn là vấn đề thường xuyên "nóng" đối với Bộ Tổng tư lệnh tối cao quân đội Liên Xô. Mặc dù có ưu thế 1,5/1 về xe tăng nhưng cho đến trước trận Stalingrad, 1/3 số xe tăng của Liên Xô vẫn là những chiếc BT và T-26, T-35, T-60 với hỏa lực, vỏ giáp bảo vệ, sức cơ động và tầm hoạt động thua kém so với xe tăng Đức. Nắm trong tay ưu thế tương đối về binh lực nhưng quân đội Liên Xô lại không nắm được quyền chủ động chiến lược khi trong Bộ Tổng tư lệnh tối cao, cuộc tranh cãi giữa tấn công chiến lược và phòng thủ chiến lược đã không đi đến một giải pháp tổng thể.

#### Binh lực

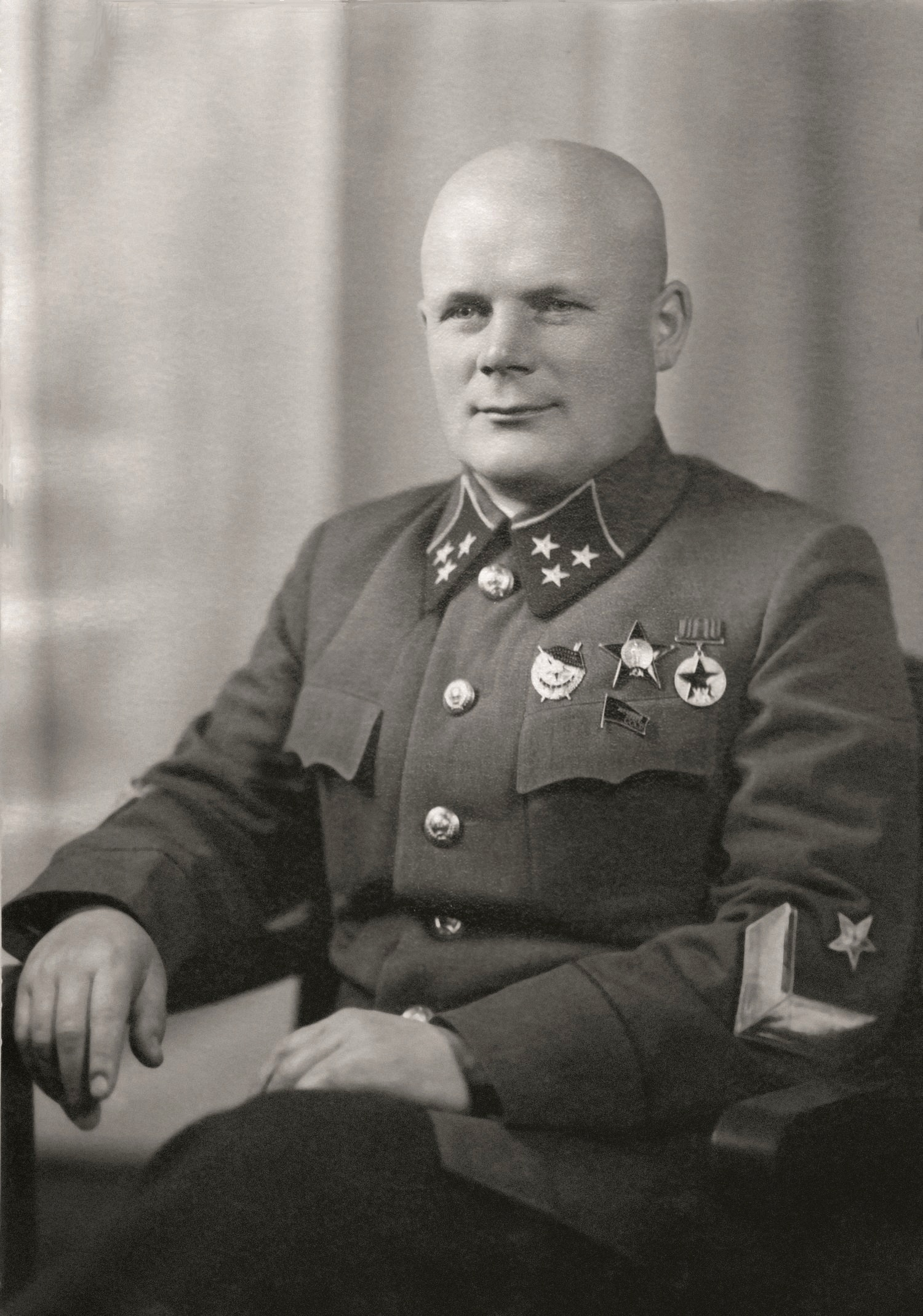
Trung tướng F.I. Golikov

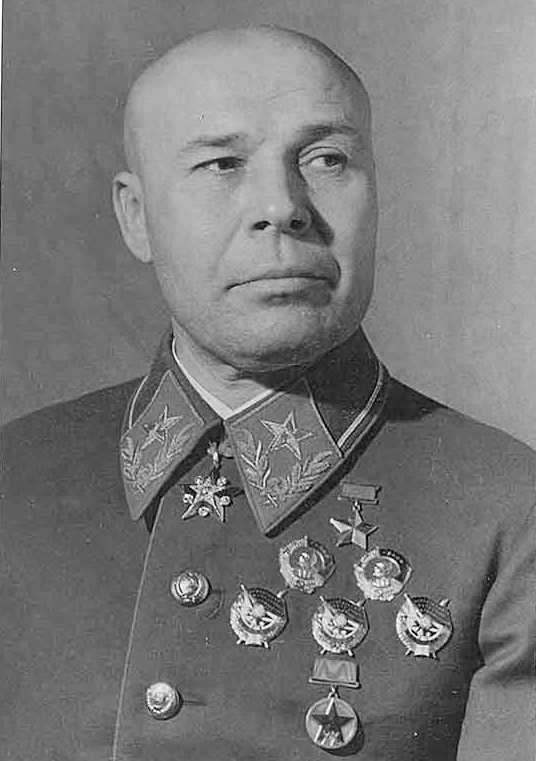
Nguyên soái S.K. Timoshenko

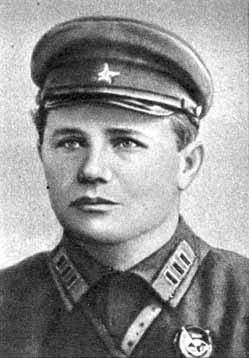
Trung tướng A.I. Yeryomenko

Tình hình bố trí và biên chế binh lực của quân đội Liên Xô tại sườn phía nam mặt trận Xô-Đức trong tiến trình chiến dịch khá phức tạp. Đã có đến 2 lần bố trí lại trong khoảng thời gian chỉ 6 tháng. Đến ngày 28 tháng 6, họ có 4 Phương diện quân và một cụm tác chiến tương đương Phương diện quân; được bố trí thành hai bộ phận bảo vệ hai hướng mặt trận. Hướng Volga-Đông có 3 tập đoàn quân Voronezh, Tây Nam và Nam. Hướng Kavkaz có Phương diện quân Bắc Kavkaz và Cụm tác chiến Primorie. Phương diện quân Voronezh được thàh lập ngày 9 tháng 7 trên cơ sở cánh Bắc của Phương diện quân Tây Nam. Đến ngày 17 tháng 7, Phương diện quân Stalingrad được thành lập trên cơ sở cánh Nam của Phương diện quân Tây Nam đã bị giải thể. Ngày 30 tháng 9, Phương diện quân Stalingrad đổi tên thành Phương diện quân Sông Đông. Ngày 7 tháng 8, Phương diện quân Đông Nam được thành lập trên cơ sở chia tách Phương diện quân Stalingrad, đến ngày 30 tháng 9, Phương diện quân này đổi tên thành Phương diện quân Stalingrad. Cuối cùng, Phương diện quân Tây Nam được phục hồi vào ngày 25 tháng 10 năm 1942.
Hướng Volga-Đông
- Phương diện quân Voronezh được thành lập ngày 9 tháng 7 năm 1942, do Trung tướng F. I. Golikov làm tư lệnh,[27][28] trong biên chế có:
  - Tập đoàn quân 6 (thành lập lần thứ ba) do trung tướng F.M. Kharitonov chỉ huy, gồm các sư đoàn bộ binh 45, 99, 160, 174, 212, 219, 309 và sư đoàn pháo binh 141.[29]
  - Tập đoàn quân 40 do các tướng M.A. Parsegov, M.M. Popov và K.S. Moskalenko lần lượt chỉ huy, gồm các sư đoàn bộ binh 10, 135, 293, các lữ đoàn phục vụ mặt đất 2, 3, 4 của Tập đoàn quân không quân 2, lữ đoàn pháo binh 5, các trung đoàn pháo binh 21, 595, 738 và 760.[29]
  - Tập đoàn quân 60 (thành lập lần thứ hai ngày 7 tháng 7 năm 1942 từ binh lực của Tập đoàn quân dự bị 3) do Thiếu tướng I.D. Cherniakhovsky chỉ huy; gồm các sư đoàn bộ binh 107, 121, 161, 167, 195, 232, 237, và 303, lữ đoàn xe tăng 75, pháo binh và các đơn vị trợ chiến.[29]
  - Tập đoàn quân không quân 2 được thành lập ngày 12 tháng 5 năm 1942, được phiên chế cho Phương diện quân Voronezh ngày 9 tháng 7 năm 1942; do các Thiếu tướng S.A. Krasovsky và K.N. Smirnov lần lượt chỉ huy; gồm các sư đoàn tiêm kích 205 và 207, các sư đoàn ném bom 208 và 223, các sư đoàn cường kích 225 và 227.

- Phương diện quân Tây Nam (cũ) do Nguyên soái S.K. Timoshenko chỉ huy; ngày 30 tháng 9, được đổi thành Phương diện quân Stalingrad; sau Chiến dịch Barvenkovo-Lozovaya, trong biên chế còn lại:
  - Tập đoàn quân 21 do Trung tướng Ya.D. Cherevischenko chỉ huy gồm các sư đoàn bộ binh 51, 621, 76, 119, 227, 293 và 301. Ngày 30 tháng 9, tập đoàn quân này được chuyển thuộc Phương diện quân Stalingrad, sau đó, đến Phương diện quân Sông Đông.
  - Tập đoàn quân 28 do Thiếu tướng V.D. Kryuchenkin chỉ huy, sau Chiến dịch Barvenkovo-Lozovaya, trong biên chế còn lại các sư đoàn bộ binh 359, 363, 367 và 375 trong tình trạng suy yếu. Ngày 31 tháng 7, Tập đoàn quân này bị giải thể để chuyển thành Tập đoàn quân xe tăng 4. Đến ngày 9 tháng 9 năm 1942, Tập đoàn quân 28 được thành lập lại trong đội hình Phương diện quân Stalingrad, biên chế ban đầu gồm các sư đoàn bộ binh 34, 76, 116, 248; các lữ đoàn bộ binh 52, 152 và 159; do Trung tướng V.F. Gerasimenko chỉ huy.
  - Tập đoàn quân 38 do Thiếu tướng K.S. Moskalenko chỉ huy, trong biên chế còn các sư đoàn bộ binh 47, 169, 199, 304, quân đoàn xe tăng 24 (thiếu). Ngày 23 tháng 7, nó được tổ chức lại thành Tập đoàn quân xe tăng 1 và chuyển thuộc Phương diện quân Stalingrad (sau này là Phương diện quân Sông Đông).

- Phương diện quân Stalingrad (thành lập trên cơ sở Phương diện quân Tây Nam bị giải thể ngày 17 tháng 7), do các tướng V.N. Gordov (đến 13 tháng 8) và A.I. Yeryomenko lần lượt chỉ huy. Đến ngày 30 tháng 9, Phương diện quân này đổi thành Phương diện quân Sông Đông do tướng K.K. Rokossovsky chỉ huy. Trong biên chế Phương diện quân có:
  - Tập đoàn quân xe tăng 1, được thành lập ngày 22 tháng 7 trên cơ sở một phần khung sĩ quan và binh sĩ của Tập đoàn quân 38, do Thiếu tướng K.S. Moskalenko chỉ huy, biên chế ban đầu gồm các quân đoàn xe tăng 13, 28, lữ đoàn xe tăng 158, các sư đoàn bộ binh 131 và 139. Toàn bộ trang bị chỉ có 160 xe tăng.[30] Trong các trận đánh phòng ngự tại bờ Tây sông Đông, tập đoàn quân này bị mất toàn bộ xe tăng và bị giải thể ngày 6 tháng 8, các sĩ quan và binh sĩ còn lại được rút ra cùng cơ quan chỉ huy của tập đoàn quân để thành lập bộ khung cho Phương diện quân Đông Nam.[29]
  - Tập đoàn quân xe tăng 4 được thành lập ngày 1 tháng 8 năm 1942 trên cơ sở khung cán bộ chỉ huy và quân số còn lại của Tập đoàn quân 28 do Thiếu tướng V.D. Kyuchenkin và Trung tướng P.I. Batov lần lượt chỉ huy. Biên chế ban đầu gồm các quân đoàn xe tăng 22; các lữ đoàn cơ giới 5, 25, 133 và sư đoàn bộ binh 18. Toàn bộ phương tiện chỉ có 80 xe tăng.[30] Trong quá trình chiến đấu ở Stalingrad, tập đoàn quân này bị mất hết xe tăng và giải thể ngày 22 tháng 10 để thành lập Tập đoàn quân 65 thuộc Phương diện quân Sông Đông.[29]
  - Tập đoàn quân 62 do các Thiếu tướng V.Ya. Kolpakchi (đến tháng 7 năm 1942), A.I. Lopatin (đến giữa tháng 8 năm 1942), N.I. Krylov (đến giữa tháng 9 năm 1942) và Trung tướng V.I. Chuikov chỉ huy gồm các sư đoàn bộ binh 33 (cận vệ), 147, 181, 184, 192, 196, lữ đoàn xe tăng 121, 4 đoàn tàu hỏa chiến đấu bọc thép (mỗi đoàn tàu có 8 toa), các trung đoàn pháo binh 508, 555, 614, 652 và 881, các tiểu đoàn pháo chống tăng 1185, 1186, 1183.[23][29]
  - Tập đoàn quân 64, thành lập ngày 10 tháng 7 trên cơ sở Tập đoàn quân dự bị 1, do các Trung tướng V.I. Chuikov (đến cuối tháng 8 năm 1942) và M.S. Shumilov lần lượt chỉ huy, gồm sư đoàn bộ binh 18, 29, 112, 131, 214 và 229; các lữ đoàn hải quân đánh bộ 66 và 154; các lữ đoàn xe tăng 40 và 137, các trung đoàn học viên pháo binh 1 (Zhytomyr), 3 (Krasnodar) và học viên trường quân sự Ordzhonikidze.[29]
  - Tập đoàn quân 63 được thành lập ngày 9 tháng 7 trên cơ sở Tập đoàn quân dự bị 5, do Trung tướng V.I. Kuznetsov chỉ huy. Ngày 29 tháng 10, nó được chuyển thành Tập đoàn quân cận vệ 1 và được điều đến Phương diện quân Tây Nam (mới). Trong biên chế ban đầu của tập đoàn quân gồm sư đoàn bộ binh cận vệ 14, các sư đoàn bộ binh 1, 127, 153, 197, và 203.[29]
- Phương diện quân Sông Don (vốn là Phương diện quân Stalingrad cũ đổi tên), do Trung tướng K.K. Rokossovsky chỉ huy, trong biên chế có:

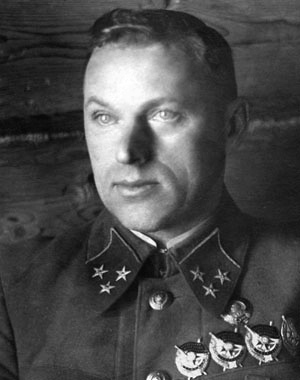
Trung tướng K.K. Rokossovsky

- - Tập đoàn quân 21 (chuyển từ Phương diện quân Tây Nam cũ đến)
  - Tập đoàn quân 24, thành lập lần thứ ba ngày 1 tháng 9 năm 1942, do các tướng D.T. Kozlov, I.V. Galanin và V.A. Gorbatov lần lượt chỉ huy. Biên chế ban đầu gồm các sư đoàn bộ binh 173, 207, 221, 292, 308 và Lữ đoàn xe tăng 217. Trong quá trình Chiến dịch Sao Thiên Vương và Chiến dịch Cái Vòng, Tập đoàn quân này được bổ sung các sư đoàn bộ binh 214, 233, 258, 260 và 273.
  - Tập đoàn quân 62 (từ Phương diện quân Stalingrad mới chuyển sang)
  - Tập đoàn quân 65, (nguyên là Tập đoàn quân xe tăng 4, được chuyển từ Phương diện quân Stalingrad cũ sang).
  - Tập đoàn quân 66, thành lập ngày 27 tháng 8 năm 1942 trên cơ sở Tập đoàn quân dự bị 8, do các tướng V.N. Kurdiumov, S.A. Kalinin, R.Ya. Malinovsky và A.S. Zhadov lần lượt chỉ huy, gồm các sư đoàn bộ binh 49, 64, 120, 231, 299 và 316; các lữ đoàn xe tăng 10, 49 và 148.
  - Tập đoàn quân không quân 16 do các tướng P.S. Stepanov và S.I. Rudenko lần lượt chỉ huy gồm các sư đoàn tiêm kích 220, 238, các sư đoàn náem bom 228, 291 và 2 trung đoàn cường kích độc lập.

Trong quá trình Chiến dịch Cái Vòng, Phương diện quân Sông Đông còn được chuyển thuộc các tập đoàn quân 57 và 64 từ Phương diện quân Stalingrad mới.
- Phương diện quân Đông Nam được thành lập ngày 7 tháng 8 trên cơ sở chia tách 5 tập đoàn quân phía nam của Phương diện quân Stalingrad và Bộ tham mưu tập đoàn quân xe tăng 1, do Thượng tướng A. I. Yeryomenko chỉ huy. Từ ngày 28 tháng 9, Phương diện quân này đổi thành Phương diện quân Stalingrad và vẫn do A.I. Yeryomanko chỉ huy. Ở giai đoạn cuối Chiến dịch Stalingrad, ngày 1 tháng 1 năm 1943, phương diện quân được đổi thành Phương diện quân Nam do Trung tướng R.Ya. Malinovsky chỉ huy. Trong biên chế lúc cao nhất gồm có:
  - Tập đoàn quân 28 (chuyển từ Phương diện quân Stalingrad cũ sang)
  - Tập đoàn quân 64 (chuyển từ Phương diện quân Stalingrad cũ sang)
  - Tập đoàn quân 51 do các tướng A.M. Kuznetsov, N.I. Trufanov, T.K. Kolomiets và G.F. Zakharov lần lượt chỉ huy, gồm các sư đoàn bộ binh 64, 96, 172, 184, 263, 273, 279, 316.
  - Tập đoàn quân 57 do các tướng N.D. Nikishev và F.I. Tolbukhin lần lượt chỉ huy, gồm các sư đoàn bộ binh 32, 33, 37, 137, sư đoàn trượt tuyết 26, các sư đoàn kỵ binh 60 và 79.
  - Tập đoàn quân cận vệ 2 do các tướng R.Ya. Malinovsky và G.F. Zakharov lần lượt chỉ huy, trong biên chế gồm các quân đoàn bộ binh cận vệ 1, 2 và 13.
  - Tập đoàn quân không quân 8 do tướng T.T. Khryukin chỉ huy gồm các sư đoàn tiêm kích 206, 235, 268 và 269, sư đoàn cường kích 226, các sư đoàn ném bom 270, 271 và 272.
- Phương diện quân Tây Nam (mới), thành lập ngày 25 tháng 10 năm 1942, do Thượng tướng N.F. Vatutin chỉ huy; trong biên chế có:
  - Tập đoàn quân xe tăng 5 thành lập lần đầu ngày 5 tháng 6 năm 1942, do Thiếu tướng A.I. Lizyukov chỉ huy; trong biên chế ban đầu có các quân đoàn xe tăng 2, 7, 22, sư đoàn bộ binh 340 và lữ đoàn pháo chống tăng 19. Tại các chiến dịch Voronezh và Braunschweig, tập đoàn quân này bị xé lẻ thành các lữ đoàn xe tăng độc lập để tăng cường cho các sư đoàn bộ binh. Ngày 3 tháng 9 năm 1942, tập đoàn quân được thành lập lại với biên chế gồm các quân đoàn xe tăng 1, 22, 26 và sư đoàn bộ binh 119, do các tướng P.S. Rybalko, P.L. Romanenko, M.M. Popov và I.T. Shlyomin lần lượt chỉ huy.
  - Tập đoàn quân cận vệ 1 (nguyên là một bộ phận Tập đoàn quân 63), thành lập ngày 5 tháng 11 năm 1942 do các tướng K.S. Moskalenko và I.M. Chistyakov lần lượt chỉ huy, gồm các quân đoàn bộ binh cận vệ 4 và 6 (nguyên là các quân đoàn xe tăng 18 và 25), Quân đoàn xe tăng 24 và các sư đoàn bộ binh 153, 197.
  - Tập đoàn quân cận vệ 3 (nguyên là một bộ phận Tập đoàn quân 63), thành lập ngày 5 tháng 12 năm 1942 do Trung tướng D.D. Lelyushenko chỉ huy, gồm Quân đoàn bộ binh cận vệ 14, Quân đoàn cơ giới cận vệ 1, Sư đoàn bộ binh cận vệ 50, các sư đoàn bộ binh 197, 203, 278, Lữ đoàn cơ giới 22, các lữ đoàn bộ binh 90, 94 và ba đại đội xe tăng độc lập.
  - Tập đoàn quân 6 (chuyển đến từ Phương diện quân Voronezh)
  - Tập đoàn quân xung kích 5 thành lập ngày 9 tháng 12 năm 1942 trên cơ sở Tập đoàn quân dự bị 10, do các tướng M.M. Popov và V.D. Tsvetayev lần lượt chỉ huy, gồm Quân đoàn cơ giới 4, Quân đoàn xe tăng 7, các sư đoàn bộ binh 87, 300 (tái lập) và 315.
  - Tập đoàn quân không quân 17 do tướng S.A. Krasovsky chỉ huy gồm các sư đoàn tiêm kích 282, 288, các sư đoàn ném bom 221, 267, sư đoàn ném bom ban đêm 262, các trung đoàn cường kích 208 và 637, tổng cộng có 447 máy bay.

Hướng Kavkaz
Binh lực quân đội Liên Xô tại hướng Kavkaz ban đầu bị phân tán do Liên Xô phải đưa ba tập đoàn quân 44, 47 và Trung Á 53 sang đóng tại Iran theo đề nghị của Chính phủ Anh và hiệp ước tương trợ quân sự ký kết giữa nước Nga Xô Viết và Iran năm 1921. Đến cuối năm 1941, các tập đoàn quân 46 và 47 mới được rút về để phòng thủ Kavkaz. Phương diện quân Kavkaz thành lập ngày 30 tháng 12 năm 1941 do Trung tướng D.T. Kozlov chỉ huy, gồm các tập đoàn quân bộ binh 44, 45, 46, 47 và 51. Đến ngày 28 tháng 1 năm 1942 được chia tách thành Phương diện quân Zakavkaz và Phương diện quân Krym. Do thua trận trong Chiến dịch Krym-Sevastopol, ngày 19 tháng 5, Phương diện quân Krym bị giải thể để thành lập Phương diện quân Bắc Kavkaz và đến ngày 28 tháng 7 được đổi thành Cụm tác chiến Biển Đen. Phương diện quân Zakavkaz được chuyển thành Cụm tác chiến Bắc Kavkaz. Trong toàn bộ chiến dịch, Quân đội Liên Xô tại hướng Kavkaz gồm các đơn vị:

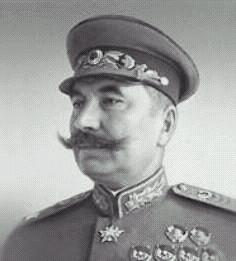
Nguyên soái S.M. Budyonny

- Cụm tác chiến Bắc Kavkaz do Nguyên soái S.M. Budyonny (đến tháng 9 năm 1942) và Trung tướng I.I. Maslennikov lần lượt chỉ huy, trong biên chế ban đầu có:
  - Tập đoàn quân bộ binh 9 (chuyển đến từ Phương diện quân Nam cũ) do các tướng P.M. Kozlov, A.I. Lopatin, F.A. Parkhomenko, K.A. Koroteyev và V.V. Glagolev lần lượt chỉ huy, gồm các sư đoàn bộ binh 80, 81, 82, 84, 86 và Quân đoàn cơ giới 11.
  - Tập đoàn quân bộ binh 37 (tái lập) do các tướng P.M. Kozlov, K.A. Koroteyev và A.A. Filatov lần lượt chỉ huy, gồm các sư đoàn bộ binh 51, 96, 99, 216, 253 và 295.
  - Tập đoàn quân bộ binh 44 (rút từ Iran về) do các tướng A.A. Khriashev, I.Ye. Petrov, K.S. Melnik và V.A. Khomenko chỉ huy, gồm các sư đoàn bộ binh sơn chiến 20 và 77, các sư đoàn bộ binh 138, 156, 157, 236, 302 và sư đoàn kỵ binh 17.
  - Tập đoàn quân bộ binh 58 do các tướng V.A. Khomenko (đến tháng 1 năm 1942) và K.S. Melnik lần lượt chỉ huy, gồm các sư đoàn bộ binh 317, 328 và 337, sư đoàn Makhachkala của Bộ Nội vụ và 3 lữ đoàn bộ binh độc lập.
  - Tập đoàn quân không quân 4 do các tướng F.A. Naumenko và V.A. Vershinin lần lượt chỉ huy, gồm các sư đoàn tiêm kích 216, 217 và 229, sư đoàn cường kích 230, các sư đoàn ném bom 218, 219 và 7 trung đoàn độc lập ném bom ban đêm.
- Cụm tác chiến Biển Đen do Thượng tướng I.Ye. Petrov chỉ huy, trong biên chế có:
  - Tập đoàn quân bộ binh 18 do các tướng A.A. Grechko, A.I. Ryzhov và K.A Koroteyev lần lượt chỉ huy, gồm Quân đoàn bộ binh cận vệ 10, Quân đoàn bộ binh 16, các sư đoàn bộ binh 176 và 318, Lữ đoàn xe tăng 5, các lữ đoàn hải quân đánh bộ 83 và 255, các lữ đoàn bộ binh 107 và 165, trung đoàn đổ bộ đường không 31, trung đoàn pháo chống tăng 29 và hai trung đoàn pháo binh.
  - Tập đoàn quân bộ binh sơn chiến 46 (rút từ biên giới Azerbaijan-Thổ Nhĩ Kỳ về) do các tướng V.F. Sergatskov, K.N. Leselidze, I.P. Rosly và A.I. Ryzhov lần lượt chỉ huy, gồm các sư đoàn sơn chiến 9 và 47, sư đoàn bộ binh 4, sư đoàn cơ giới 7, các trung đoàn sơn pháo 51, 457, 547 và 647.
  - Tập đoàn quân bộ binh sơn chiến 47 (rút từ Iran về) do các tướng G.P. Kotov, A.A. Grechko, F.V. Kamkov và K.N. Leselidze lần lượt chỉ huy, gồm các sư đoàn sơn chiến 63, 76, sư đoàn bộ binh 236, các sư đoàn xe tăng hạng nhẹ 6 và 54, các trung đoàn pháo binh 116 và 456.
  - Tập đoàn quân bộ binh 56 do các tướng V.V. Tsyganov, A.I. Ryzhov và A.A. Grechko chỉ huy gồm các sư đoàn bộ binh 31, 317, 343, 347, 353, sư đoàn sơn chiến 302, các sư đoàn kỵ binh 62, 64, 68, 70, các lữ đoàn xe tăng 6, tiểu đoàn xe tăng độc lập 81 và sư đoàn pháo chống tăng 7.
  - Tập đoàn quân không quân 5 do Thượng tướng S. K. Goryunov chỉ huy gồm các sư đoàn tiêm kích 236, 237, 265, sư đoàn cường kích 238, sư đoàn ném bom 312 và 2 trung đoàn ném bom ban đêm.

#### Kế hoạch
Tại Bộ Tổng tư lệnh tối cao Liên Xô đã xuất hiện những ý kiến trái ngược nhau về dự kiến các hoạt động quân sự trong chiến cục 1942-1943, trước mắt là mùa hè năm 1942. Theo báo cáo của chủ nhiệm Ủy ban kế hoạch Nhà nước N. A. Voznesensky thì mặc dù đã duy trì và đẩy mạnh sản xuất vũ khí và phương tiện chiến tranh so với tháng 12 năm 1941 nhưng Liên Xô vẫn chưa vượt lên rõ rệt so với nước Đức Quốc xã về sản lượng vũ khí tiên tiến. Bộ Tổng tham mưu cũng cung cấp số liệu về binh lực cho thấy vào tháng 3 năm 1942, quân Đức đang chiếm ưu thế 1,2/1 về người, 1,3/1 về pháo và súng cối, 1,4/1 về máy bay. Quân đội Liên Xô có ưu thế hơn về xe tăng (1,3/1) nhưng đó chỉ là về số lượng. Căn cứ các số liệu đó, I. V. Stalin đồng ý rằng không đủ lực lượng và phương tiện để mở các cuộc tấn công lớn. Mặc dù Bộ Tổng tham mưu đã báo cáo phân tích nhiều số liệu cho thấy một khi Đức đã tập trung đến 102 sư đoàn ở Cụm tập đoàn quân Nam trong đó có hai tập đoàn quân xe tăng (1 và 4) thì rõ ràng mặt trận chính sẽ diễn ra tại đây nhưng I. V. Stalin vẫn khăng khăng cho rằng quân Đức vẫn sẽ lại tấn công vào hướng Moskva. Ý kiến này được đa số thành viên của Đại bản doanh đồng tình khi họ cho rằng, số phận cuộc chiến vẫn sẽ được quyết định ở Moskva. Như đã nhiều lần diễn ra, G. K. Zhukov lại đứng về phía thiểu số khi ông cho rằng chiến trường phía nam đang chứa đựng nhiều nguy cơ hơn cả vì trên hướng Trung tâm, quân Đức chỉ có 70 sư đoàn.
Từ nhận định đó, các thành viên trong Đại bản doanh đã có ba luồng ý kiến khác nhau. G. K. Zhukov và B. M. Shaposhnikov chủ trương phòng ngự chiến lược, tạm thời không nên mở các cuộc tiến công lớn. Các cuộc tấn công bộ phận cũng không nên mở quá nhiều vì nó sẽ ngốn hết lực lượng dự bị và sử dụng chúng một cách phân tán, gây khó khăn lớn khi tổ chức tổng phản công sau này. Zhukov cho rằng chỉ nên mở một cuộc tấn công cục bộ để xóa bàn đạp Rzhev-Viazma nguy hiểm của quân Đức trên hướng Moskva. I. V. Stalin và các nguyên soái K. E. Voroshilov, S. K. Timoshenko chủ trương cần mở nhiều chiến dịch tấn công tại các khu vực Krym, Leningrad, Demyansk, Smolensk, Lgov-Kursk để cải thiện thế trận. Về hướng Moskva, I. V. Stalin còn quả quyết rằng quân Đức sẽ mở mũi tấn công chính từ Bryansk và Orion vòng qua phía nam và Đông Nam Moskva để tiến ra thượng lưu sông Volga tại Gorky, cô lập Moskva với các vùng Povolzhe, Ural và sau đó, đánh chiếm thủ đô. Nguyên soái S. M. Budyonny thì đề nghị cần lưu ý đến hướng Kavkaz vì binh lực của quân đội Liên Xô tại vùng này rất mỏng.
Những kết luận không dứt khoát của cuộc họp quan trọng ngày 27 tháng 3 năm 1942 đã dẫn đến những kế hoạch quân sự không phù hợp với tình hình thực tế ngay từ việc phân phối lực lượng dự bị. Trong số các phương diện quân trên cánh Nam của mặt trận Xô-Đức thì Phương diện quân Bryansk được bố trí nhiều lực lượng tăng viện nhất, gồm Tập đoàn quân xe tăng 5, 4 quân đoàn xe tăng độc lập, 4 lữ đoàn xe tăng độc lập, 7 sư đoàn bộ binh và 11 lữ đoàn bộ binh độc lập. Đến lúc đó, nguyên soái B. M. Shaposhnikov phải nói thẳng rằng do chưa kết luận được về khả năng quân Đức sẽ giáng đòn tấn công chủ yếu vào đâu thì tốt nhất là nên giữ nguyên các lực lượng dự bị để khỏi bị động về sau. Chỉ có G. K. Zhukov đồng tình với ý kiến này. A. M. Vasilevsky cũng nhận xét rằng điểm yếu nhất của kế hoạch này là vừa phòng ngự, lại vừa phản công nhưng I. V. Stalin không cho ông nói hết ý kiến của mình.
Trong khi đại bản doanh còn chưa thống nhất về chiến lược hành động tấn công cục bộ hay phòng thủ tích cực thì Nguyên soái S. K. Timoshenko phụ trách khu vực mặt trận Tây Nam đồng thời là tư lệnh Phương diện quân Tây Nam còn đem đến hội nghị cả một kế hoạch sơ bộ dự kiến đòn tấn công ở khu vực Izyum-Barvenkovo. Bản báo cáo ý đồ chiến dịch có đoạn viết:
| “                   | Quân Đức ở hướng Tây Nam đã tập trung khối binh lực lớn đến 102 sư đoàn, trong đó có 9 sư đoàn xe tăng, 7 sư đoàn cơ giới, 3 sư đoàn SS... Mặc dù vậy, quân đội tại khu vực mặt trận Tây Nam trong chiến cục Xuân - Hè 1942 sẽ cố gắng đạt được mục tiêu chiến lược cơ bản là đập tan sức phản kháng của kẻ địch, tiến tới vùng trung lưu sông Dniepr tại Gomel, Kiev, Cherkasy và sau nữa, sẽ tiến ra tuyến Pervomaisk - Nikolaev | ” |
| — S. K. Timoshenko, | |   |

Cần lưu ý rằng trên thực tế, mãi đến mùa thu năm 1943, quân đội Liên Xô mới đạt được mục tiêu này. Kế hoạch này gây ra cuộc tranh luận và mối hoài nghi lớn giữa Bộ Tổng tham mưu với Bộ chỉ huy Phương diện quân Tây Nam nhưng nó lại được I. V. Stalin "giải quyết" bằng một mệnh lệnh:
| “               | Bộ Tổng tham mưu cần coi chiến dịch đó là công việc nội bộ của khu vực mặt trận và không được can thiệp vào bất cứ vấn đề gì của chiến dịch | ” |
| — I. V. Stalin, | |   |

Các sự kiện về sau đã cho thấy rõ Chiến dịch Barvenkovo-Lozovaya bị thất bại nặng nề và nó trở thành khúc dạo đầu cho một loạt những đòn tấn công lớn của quân đội Đức Quốc xã trên khu vực phía tây nam và Nam của mặt trận Xô-Đức, đưa lại nhiều thiệt hại to lớn và thế bất lợi chiến lược cho quân đội Liên Xô mà phải mất hơn nửa năm sau, quân đội Liên Xô mới khôi phục lại được quyền chủ động chiến lược bằng Trận Stalingrad.

## Diễn biến chiến sự trên hướng Volga-Đông
Trong giai đoạn đầu của chiến dịch, tổng cộng cả ba Phương diện quân Voronezh, Tây Nam (cũ) và Nam của quân đội Liên Xô chỉ có trong tay 655.000 sĩ quan và binh sĩ, 740 xe tăng, 14.200 pháo và súng cối và khoảng 1.000 máy bay chiến đấu. Quân đội Đức Quốc xã đã ném vào hướng sông Volga-sông Đông 918.200 sĩ quan và binh sĩ, 1.260 xe tăng, khoảng 17.000 pháo và súng cối, 1.640 máy bay. Ưu thế rõ rệt của quân đội Đức về người (1,5/1), xe tăng (1,7/1), pháo binh (1,2/1) và máy bay (1,6/1) đã bảo đảm cho họ sức tấn công liên tục và rộng khắp trong suốt hai giai đoạn đầu của chiến dịch.

### Chiến sự dọc Sông Đông năm 1942

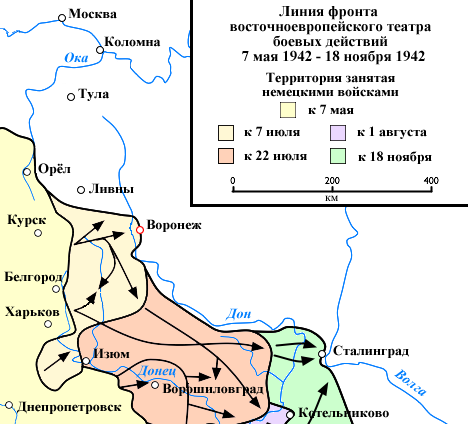
Diễn biến chiến sự tại khu vực Voronezh - Vorosilovgrrad từ tháng 5 đến tháng 7 năm 1942

Ngày 28 tháng 6 năm 1942, Cánh bắc Cụm tập đoàn quân Nam của quân đội Đức Quốc xã (từ ngày 7 tháng 7 là Cụm tập đoàn quân B) bắt đầu tấn công trên hướng Voronezh. Đòn tấn công đầu tiên của Tập đoàn quân xe tăng 4 do tướng Hermann Hoth chỉ huy đã chọc thủng tuyến phòng ngự của quân đội Liên Xô tại điểm tiếp giáp giữa tập đoàn quân 13 (Phương diện quân Briansk) và tập đoàn quân 40 (Phương diện quân Tây Nam). Sau hai ngày, tập đoàn quân này đã mở được một đột phá khẩu rộng hơn 50 km và sâu 40 km về hướng Voronezh. Mặc dù nắm trong tay một lực lượng dự bị rất mạnh nhưng Tư lệnh Phương diện quân Briansk, tướng F.I. Golikov đã không tổ chức được các đòn tấn công tổng lực vào hai bên sườn cánh quân xe tăng Đức mà lại tung từng quân đoàn xe tăng vào trận một cách nhỏ giọt để vá víu những lỗ thủng cục bộ, nhất thời trên tuyến phòng thủ. Các quân đoàn xe tăng sợ bị tách rời khỏi bộ binh nên không dám mở những đòn đột kích sâu. Kết quả là các tập đoàn quân 13 và 40 (Liên Xô) phải vừa chống đỡ vừa lùi dần về bờ tây sông Đông. Đến ngày 2 tháng 7 năm 1942, lỗ đột phá của Tập đoàn quân xe tăng 4 (Đức) tại khu vực tiếp giáp giữa hai phương diện quân đã sâu đến 80 km và mở rộng đến hàng trăm km.

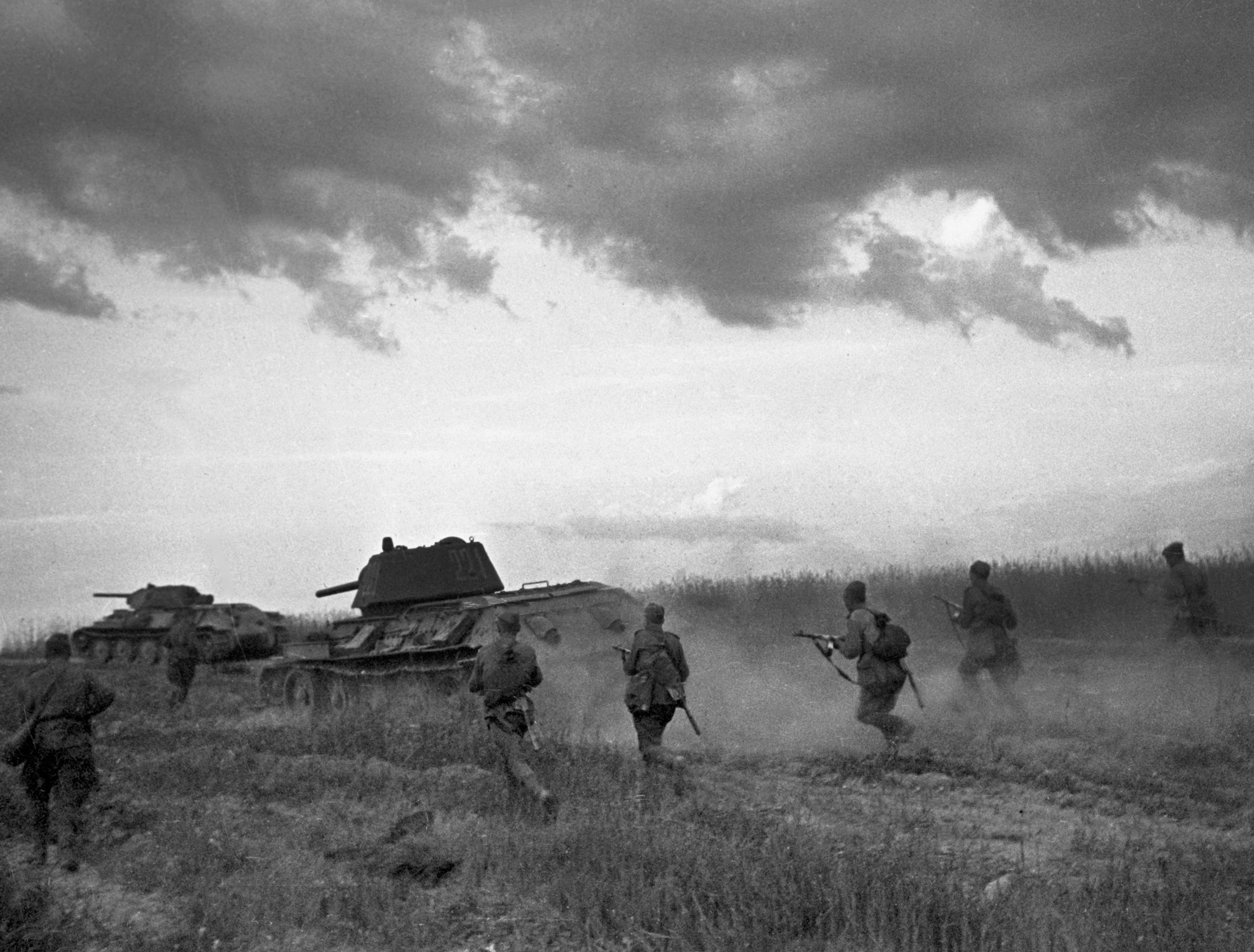
Xe tăng và bộ binh của Tập đoàn quân xe tăng 5 (Liên Xô) từ Phương diện quân Briansk phản kích, tháng 6 năm 1942

Mặc dù Đại bản doanh yêu cầu tổ chức cho Tập đoàn quân xe tăng 5 phản công ngay nhưng tướng F.I. Golikov vẫn không giao cho tập đoàn quân này một nhiệm vụ nào cả. Đến khi tướng A.I. Lizyukov nhận được mệnh lệnh thì thời gian đã trôi đi mất mấy ngày quý giá. Lẽ ra được dùng vào việc phản công, phần lớn Tập đoàn quân xe tăng 5 đã phải làm nhiệm vụ cản hậu, cắt đứt các đường giao thông của các cánh quân xe tăng Đức đang tấn công và yểm hộ cho Tập đoàn quân 40 rút về Voronezh ở bên kia sông Đông qua Gorsetsnoye và Stary Oskol. Ngày 6 tháng 7, Tập đoàn quân xe tăng 5 bị xé lẻ ra và phải rút lui cùng với bộ binh. Trước tình hình trở nên nghiêm trọng, ngày 9 tháng 7, Bộ Tổng tư lệnh quân đội Liên Xô tách các tập đoàn quân cánh trái của Phương diện quân Briansk để thành lập Phương diện quân Voronezh do Trung tướng N.F. Vatutin làm tư lệnh, đồng thời tăng viện cho phương diện quân này các tập đoàn quân 6 và 60 để tổ chức phòng thủ tuyến Zadonsk - Pavlovsk. Trung tướng F.I. Golikov, Tư lệnh Phương diện quân Briansk bị cách chức. Trung tướng K.K. Rokossovsky thay thế ông ta.
Sau khi chiếm một nửa thành phố Voronezh trên bờ Tây sông Đông, ngày 7 tháng 7, Tập đoàn quân xe tăng 4 và Tập đoàn quân 6 (Đức) không vượt sông Đông tại đây mà mở cuộc tấn công về phía nam nhằm phối hợp với Cụm tập đoàn quân A hợp vây các Phương diện quân Tây Nam và Nam của Liên Xô tại khúc cong lớn của sông Đông. Đến ngày 16 tháng 7, quân Đức đã chiếm được một loạt các mục tiêu quan trọng trên con đường sắt chạy dọc theo hữu ngạn sông Đông gồm: Valuiky, Rossosh, Bogutsar, Chernaya Kalitva, toàn bộ vùng công nghiệp Donets, mở đường tiến ra sông Volga, đến Stalingrad và Kuban.

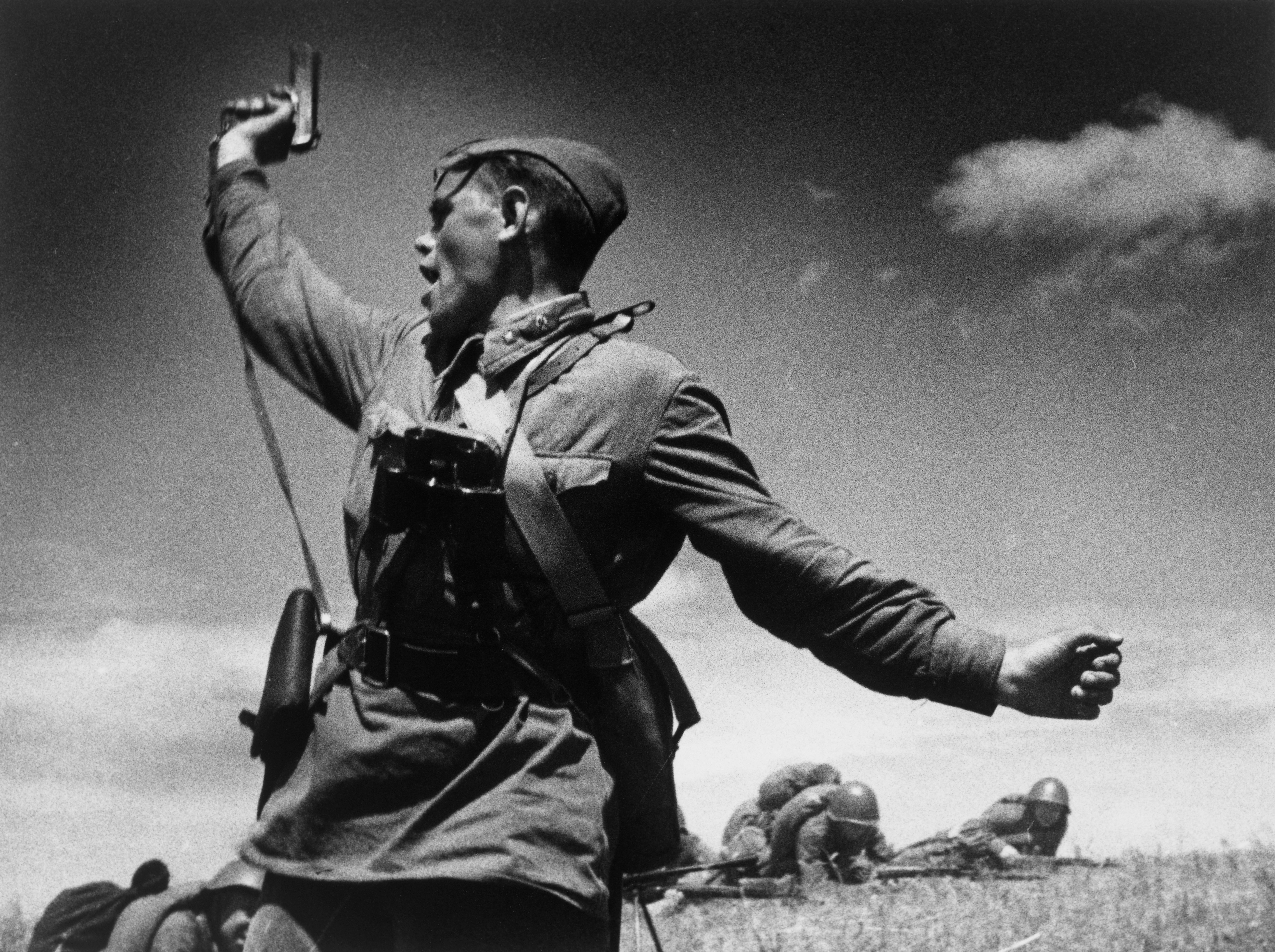
Bức ảnh của Max Alpert chụp một sĩ quan Hồng quân đang vung khẩu TT-33 ra lệnh cho đơn vị tấn công. Theo xác nhận của báo Komsomolskaya Pravda thì đó là Chính trị viên sơ cấp Aleksey Gordeyevich Yeremenko, thuộc Trung đoàn bộ binh 220, Sư đoàn bộ binh 4 dẫn đầu đơn vị phản công trong một trận đánh tại thành phố Voroshilovgrad ngày 12 tháng 6 năm 1942. Yeremenko đã hy sinh chỉ vài phút sau khi bức ảnh được chụp.

Trên hướng Nam, sau Chiến dịch Barvenkovo-Lozovaya, tướng von Kleist hướng đòn tấn công của tập đoàn quân xe tăng 1 về phía đông nam, đánh chiếm các đầu mối đường sắt quan trọng tại Kantemirovka, Minlerovo, đe dọa hợp vây các binh đoàn còn lại của Phương diện quân Tây Nam tại khu vực Donbass. Giữa lúc tình hình nghiêm trọng đang diễn ra, nguyên soái S. K. Timoshenko đã bỏ sở chỉ huy chính tại Kalach và dời đến sở chỉ huy dự bị tại Gorokhovka cách Kalach 4 giờ đi ô tô mà không hề thông báo cho Đại bản doanh biết. Vì vậy mà việc chỉ huy phương diện quân bị xáo trộn, các biện pháp cần thiết để rút quân cũng không được tiến hành kịp thời. Đích thân I. V. Stalin phải yêu cầu S. K. Timoshenko quay về sở chỉ huy chính. Trong khoảng thời gian đó, các tập đoàn quân 12, 28, 37 và 38 của phương diện quân đã phải tự mình chống đỡ đòn tấn công của 3 quân đoàn xe tăng và 2 quân đoàn bộ binh của Tập đoàn quân xe tăng 1 (Đức) đang đánh bọc sườn và chia cắt họ thành từng mảnh. Ngày 6 tháng 7 tập đoàn quân 6 bắt đầu tiến xuống phía nam từ Kamenka và tập đoàn quân xe tăng 1 tiến sang từ Konstantinov. Vì Tập đoàn quân xe tăng 4 (Đức) đang phải đối phó với cuộc phản kích của Tập đoàn quân xe tăng 5 (Liên Xô) tại Tây Nam Voronezh nên 2 tập đoàn quân này đã không hợp vây được các tập đoàn quân 9, 28 và 38 của Phương diện quân Tây-Nam mặc dù các đơn vị này đã suy yếu sau Chiến dịch Barvenkovo-Lozovaya. Tuy nhiên quân Đức cũng đã tiến được hàng trăm km. Ngày 11 tháng 7, sau khi được tăng viện, Tập đoàn quân xe tăng 1 và Tập đoàn quân 6 (Đức) đã tiến công bao vây các phân đội của Phương diện quân Tây-Nam làm nhiệm vụ cản hậu tại Millerovo ngày 15 tháng 7. Cuộc rút lui này đã đẩy Phương diện quân Nam (Liên Xô) vào tình thế hiểm nghèo do bị hở cả hai bên sườn và ngay lập tức bị Tập đoàn xe tăng 1 và Tập đoàn quân 6 bao vây. Phương diện quân Nam buộc phải rút lui xuống phía nam và một phần đã bị tiêu diệt. Tập đoàn quân xe tăng Đức 1 và tập đoàn quân 17 chiếm Rostov vào 23 tháng 7. Không còn hy vọng phòng thủ tại tuyến sông Đông, Bộ Tổng tư lệnh quân đội Liên Xô phải gấp rút thành lập Phương diện quân Stalingrad do tướng V. N. Gordov chỉ huy gồm các tập đoàn quân dự bị 1, 4, 5 và các đơn vị còn lại của các tập đoàn quân 21, 28, 38 và 57 thoát khỏi vòng vây bên hữu ngạn sống Đông rút sang. Nguyên soái S. K. Timoshenko bị triệu hồi về Đại bản doanh.

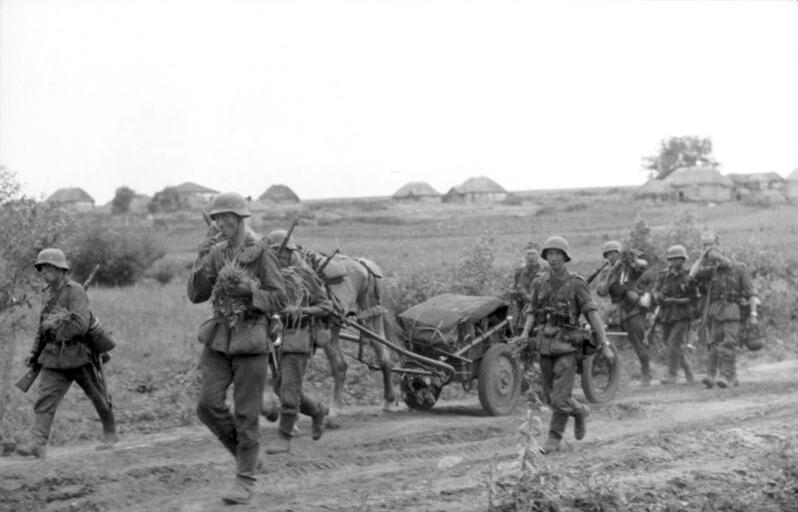
Quân đội Đức quốc xã tiến về Voronezh, tháng 6 năm 1942

Ngày 24 tháng 7 năm 1942, tư lệnh tập đoàn quân xe tăng 5 (Liên Xô), tướng A. I. Lizyukov tử trận, cũng là ngày mà Chiến dịch Voronezh (1942) của quân đội Đức đã kết thúc với mục tiêu đạt được là "quét sạch bờ Tây sông Đông" để tạo bàn đạp tiến về phía nam theo đúng kế hoạch Blau đã quy định. Việc Cụm tập đoàn quân A (Đức) chờ đợi kết quả của cánh quân phía bắc, chậm phát động tấn công cũng như các đòn phản kích của Tập đoàn quân xe tăng 5 vào sau lưng cánh quân xe tăng Đức đang tiến về phía nam đã tạo điều kiện cho Phương diện quân Tây Nam và Nam tranh thủ được mấy ngày để rút được một nửa lực lượng còn lại sang bờ Đông sông Đông. Trong chiến dịch này, quân đội Liên Xô bị tổn thất lớn với 197.825 người chết và bị bắt, 172.695 người bị thương, chiếm khoảng 3/5 tổng quân số tham chiến ban đầu. Những tổn thất lớn nhất của quân đội Liên Xô thuộc về Phương diện quân Nam trước sức tấn công của Cụm tập đoàn quân A (Đức). Với quân số còn lại chỉ hơn 100.000 người, Phương diện quân này đã không thể phục hồi được và bị giải thể ngày 1 tháng 8 năm 1942.

### Quân đội Đức Quốc xã tấn công Stalingrad

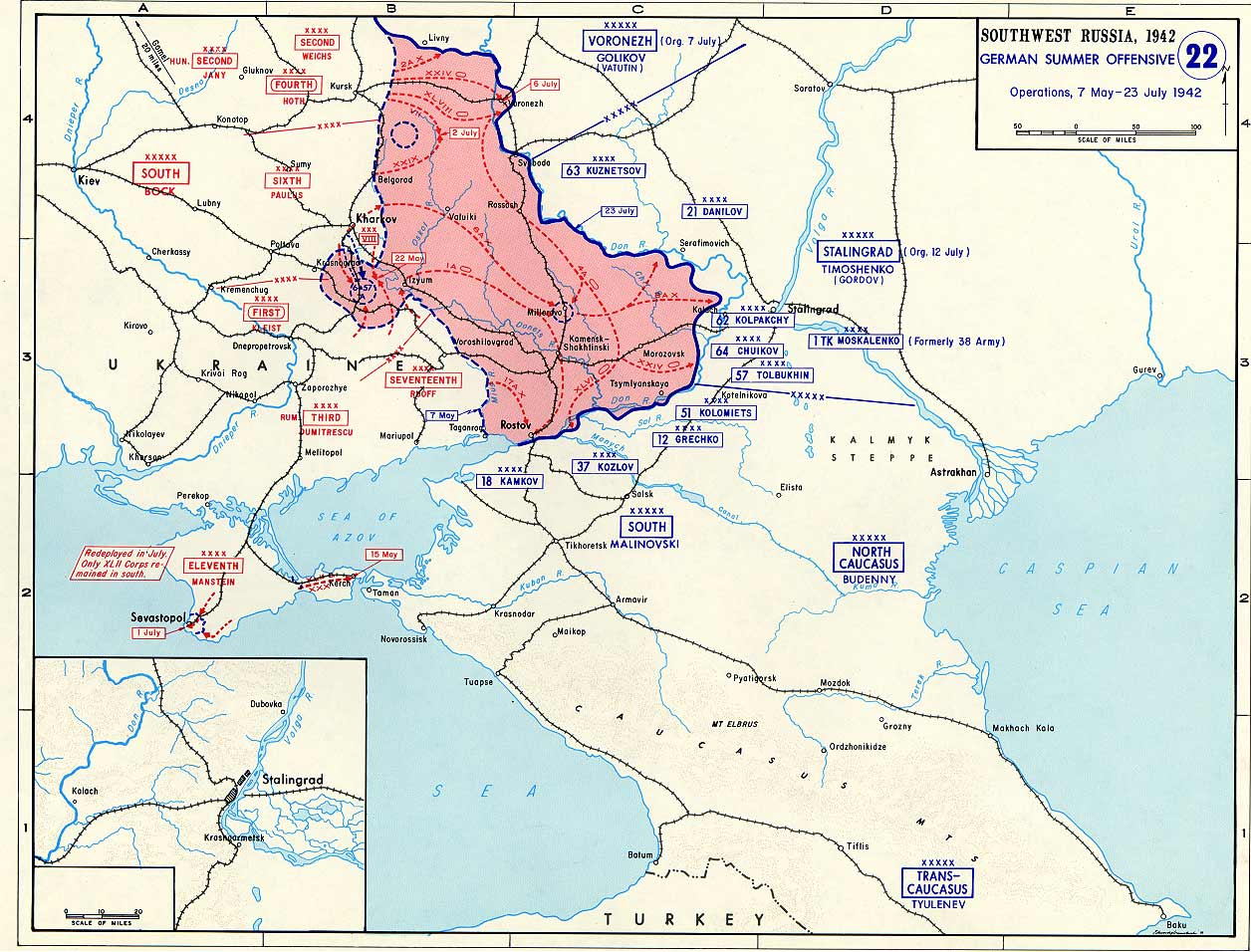
Diễn biến chiến sự trên cánh Nam của Mặt trận Xô-Đức từ ngày 22 tháng 5 đến 7 tháng 7 năm 1942

Hơn cả Kharkov, Stalingrad là trung tâm công nghiệp rất lớn của Liên Xô với 126 nhà máy, trong đó có 29 nhà máy cơ khí - luyện kim trọng yếu của Nhà nước Xô Viết. Trong số này có Nhà máy máy kéo cho ra 300.000 máy kéo/năm và đương nhiên, có thể sản xuất cả xe tăng; Nhà máy luyện kim "Tháng Mười Đỏ" cho ra lò 775.800 tấn thép thỏi và 584.300 tấn thép cán mỗi năm. Ngoài ra còn nhiều nhà máy sản xuất vũ khí, đạn dược, đóng tàu... Đây còn là đầu mối trung tâm của mạng lưới giao thông đường sắt, đường bộ và đường thủy chiến lược của miền Tây Nam Liên Xô. Các nhà hoạch định chiến lược của nước Đức Quốc xã cho rằng, trong chiến cục mùa hè năm 1942, cần làm cho Stalingrad mất hết ý nghĩa là một căn cứ chiến lược, đồng thời là trung tâm công nghiệp quốc phòng quan trọng của Liên Xô. Thực hiện ý định này, Tập đoàn quân 6 và cánh trái của Tập đoàn quân xe tăng 4 (Đức), sau khi chiếm được các đầu mối giao thông đường sắt quan trọng bên hữu ngạn sông Đông đã dừng lại trước tuyến sông Chir và Tsimla để tập trung lực lượng cho cuộc tấn công lớn vào nửa cuối tháng 7.
Ngày 17 tháng 7 năm 1942, Phương diện quân Stalingrad được thành lập do trung tướng V. N Gordov chỉ huy, với biên chế ban đầu gồm các tập đoàn quân 21, 62, 63, 64 và được rải ra trên một chính diện dài đến 700 km từ Serafimovich đến phía tây Kotelnikovo để phòng thủ Stalingrad từ xa. Từ ngày 18 tháng 7, Tập đoàn quân 6 (Đức) và các quân đoàn xe tăng 14, 24 của Tập đoàn quân xe tăng 4 (Đức) mở cuộc tổng công kích lớn vào Stalingrad, đánh tan các đơn vị tiều tiêu của Phương diện quân Stalingrad trên các tuyến sông Chir và Tsimla. Đến ngày 22 tháng 7, các cánh quân này đã có mặt trước tiền duyên tuyến phòng thủ chính của quân đội Liên Xô trên tuyến Pavlovsk, Kleshkaya, Surovikino, Suvorovsk, Verkhne-Kurmoyaksk và bắt đầu đột kích vào hai bên sườn tập đoàn quân 62 (Liên Xô). Chiến sự diễn ra ác liệt nhất tại khu vực Kalach.

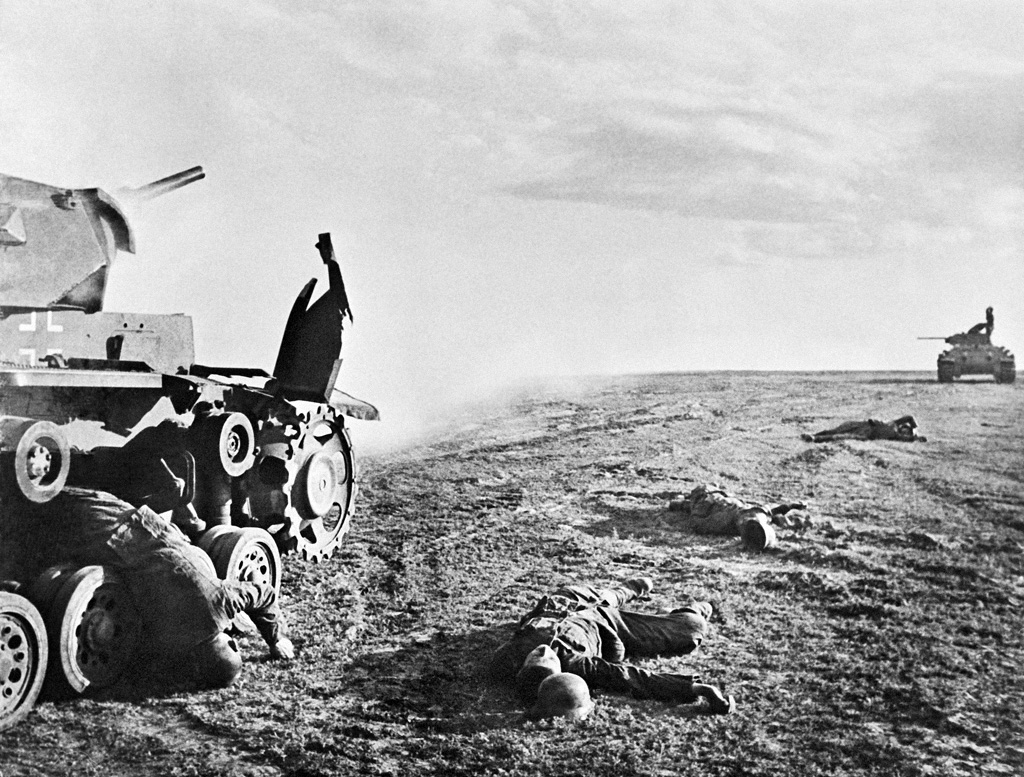
Xe tăng Đức bị tiêu diệt trước của ngõ Stalingrad, ngày 17 tháng 6 năm 1942

Ngày 23 tháng 7, với ưu thế về binh lực (270.000/160.000 người), pháo binh (3.000/2.200 khẩu), xe tăng (500/400 chiếc), máy bay (550/454 chiếc), Tập đoàn quân xe tăng 4 và Tập đoàn quân 6 Đức đã đầy lùi Phương diện quân Stalingrad khỏi tuyến phòng thủ cơ bản. Đến ngày 17 tháng 8, Quân đoàn xe tăng 14, Quân đoàn bộ binh 8 (Đức) và Tập đoàn quân 3 Romania đã tiến đến tuyến Vertiachi - Kalach; Quân đoàn xe tăng 24, Quân đoàn bộ binh 51 (Đức) đánh chiến khu vực Nizhni-Chirskaya; Quân đoàn xe tăng 48, Quân đoàn bộ binh 4 (Đức) và Tập đoàn quân 4 Romania đã vượt sông Aksay-Esaulovsky, dồn Tập đoàn quân 64 (Liên Xô) ra khỏi khu vực Kamensk về phía bắc. 10 giờ sáng ngày 25 tháng 7, Phương diện quân Stalingrad buộc phải tung hai tập đoàn quân xe tăng 1 và 4 mới thành lập (tổng cộng cả hai tập đoàn quân chỉ có ba quân đoàn với có 213 xe tăng) ra phản kích tại các khu vực Perelazovsky - Kletskaya (Tập đoàn quân xe tăng 4) và Morozovsk Surovkino (Tập đoàn quân xe tăng 1). Cuộc phản kích từ ngày 25 tháng 7 đến ngày 1 tháng 8 đã thất bại, cả hai tập đoàn quân xe tăng có 51 xe T-34 và 30 xe T-70 bị diệt, 34 xe T-34 và 26 xe T-70 bị hư hỏng; sư đoàn bộ binh 196 hầu như bị xóa sổ với 2.195 người chết, 2.894 người bị thương, 2.089 người bị bắt. Sư đoàn bộ binh 184 và sư đoàn cận vệ bộ binh 33 chỉ còn lại 1.196 và 5.613 người. Mặc dù các cuộc phản kích này nhanh chóng bị Tập đoàn quân xe tăng 4 (Đức) đánh tan nhưng nó cũng đã làm trì hoãn cuộc công kích của Tập đoàn quân 6 (Đức), giành thêm một khoảng thời gian 2 ngày để quân đội Liên Xô có thể rút các tập đoàn quân 42 và 64 khỏi vòng vây và chuyển 6 sư đoàn bộ binh 126, 204, 205, 321, 399 và 422 từ Viễn Đông đến tăng viện cho Tập đoàn quân 62 là tập đoàn quân đóng vai trò chủ chốt trong các trận đánh trên đường phố ở nội đô Stalingrad sau này.
Ngày 28 tháng 7, Đại bản doanh Bộ Tổng tư lệnh tối cao Liên Xô ra mệnh lệnh số 227, trong đó nên rõ:
| “                | Có một số người ở ngoài mặt trận ngu ngốc đến mức tự an ủi mình bằng những câu chuyện rằng chúng ta có thể còn phải rút lui xa hơn nữa về phía đông vì chúng ta còn nhiều lãnh thổ rộng lớn, nhiều đất, nhiều dân và lúa mỳ thì bao giờ cũng thừa thãi. Những luận điệu như vậy hoàn toàn giả dối và gian trá, chỉ có lợi cho kẻ thù của chúng ta. Mỗi chỉ huy trưởng, mỗi chiến sĩ Hồng quân, mỗi các bộ chính trị phải hiểu rằng lúa mỳ và phương tiện của chúng ta không phải là vô hạn, lãnh thổ Xô Viết không phải là hoang mạc mà ở đó có nông dân, công nhân, trí thức, cha mẹ, vợ con, anh em chúng ta... Cuộc xâm lược của kẻ thù đã lấy đi của chúng ta hơn 70 triệu dân, trên 800 triệu put lúa mỳ và trên 10 triệu tấn kim loại mỗi năm. Rút lui xa hơn nữa tức là tự giết mình và giết chết cả Tổ quốc của chúng ta. Vì thế, cần phải chấm dứt việc rút lui. Không lùi một bước! | ” |
| — Đại bản doanh, | |   |

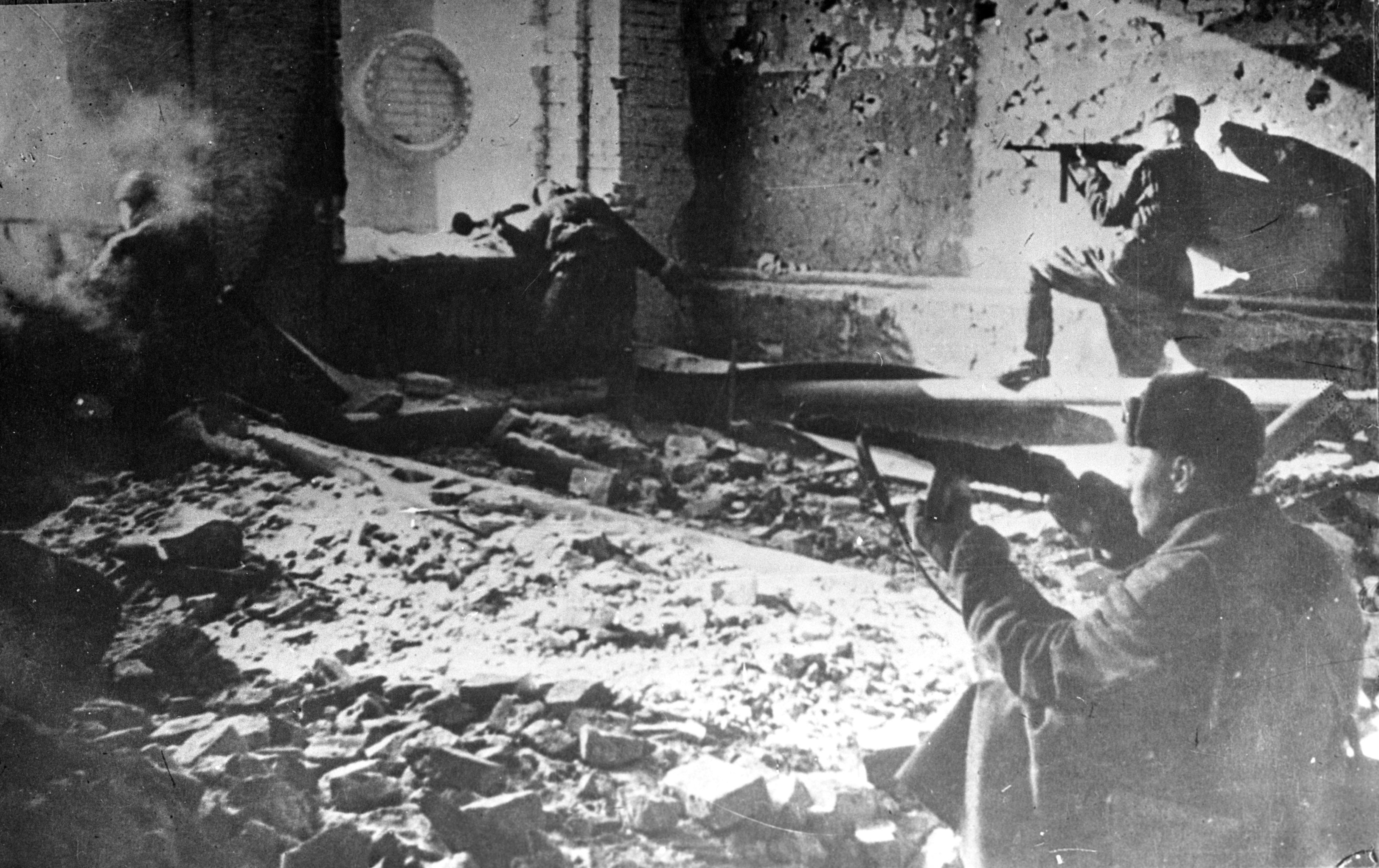
Một tổ chiến đấu của Tập đoàn quân 62 (Liên Xô) phòng ngự tại khu vực nhà máy Tháng Mười Đỏ - Stalingrad

Để tăng mật độ phòng thủ Stalingrad với trận tuyến đã kéo dài đến 800 km, ngày 5 tháng 8, Bộ Tổng tư lệnh tối cao quân đội Liên Xô thành lập Phương diện quân Đông Nam gồm các tập đoàn quân 51, 57, 64, quân đoàn xe tăng 12 và tập đoàn quân không quân 8 lấy từ cánh trái Phương diện quân Stalingrad. Phương diện quân Stalingrad còn lại các tập đoàn quân 21, 62, 63, Quân đoàn xe tăng 28 và Tập đoàn quân không quân 16.
Ý đồ hợp vây các tập đoàn quân 62 và 64 (Liên Xô) ở chỗ lồi giữa sông Đông và sông Volga rất đơn giản. Tập đoàn quân 6 đánh bọc sườn phía bắc, Tập đoàn quân xe tăng 4 đánh bọc sườn phía nam và hợp điểm tại bờ đông Volga và khép toàn bộ Phương diện quân Stalingrad vào thế gọng kìm. Hai bên sườn của các tập đoàn quân này được giao cho các tập đoàn quân 3 và 4 Romania yểm hộ. Ngày 1 tháng 8, Tập đoàn quân xe tăng 4 (Đức) vượt sông Đông chiếm bàn đạp quân sự Tsimlianskaya và đột ngột quay sang phía đông, hướng đòn tấn công về Stalingrad. Ngày 19 tháng 8, quân đoàn xe tăng 24 (Đức) đánh chiếm Tundutovo, Krasnoyaarmeysk. Ngày 23 tháng 8, quân đoàn xe tăng 14 (Đức) đánh chiếm Zetas, Donskaya-Tsaritsa và Chervlennaya. Ngày 27 tháng 8, quân đoàn xe tăng 24 chiếm Bagatsin-Voroponovo. Đến ngày 28 tháng 8, Tập đoàn quân 6 tiến đến bờ sông Volga ở phía bắc Stalingrad. Những trận hỗn chiến trên đường phố Stalingrad bắt đầu.

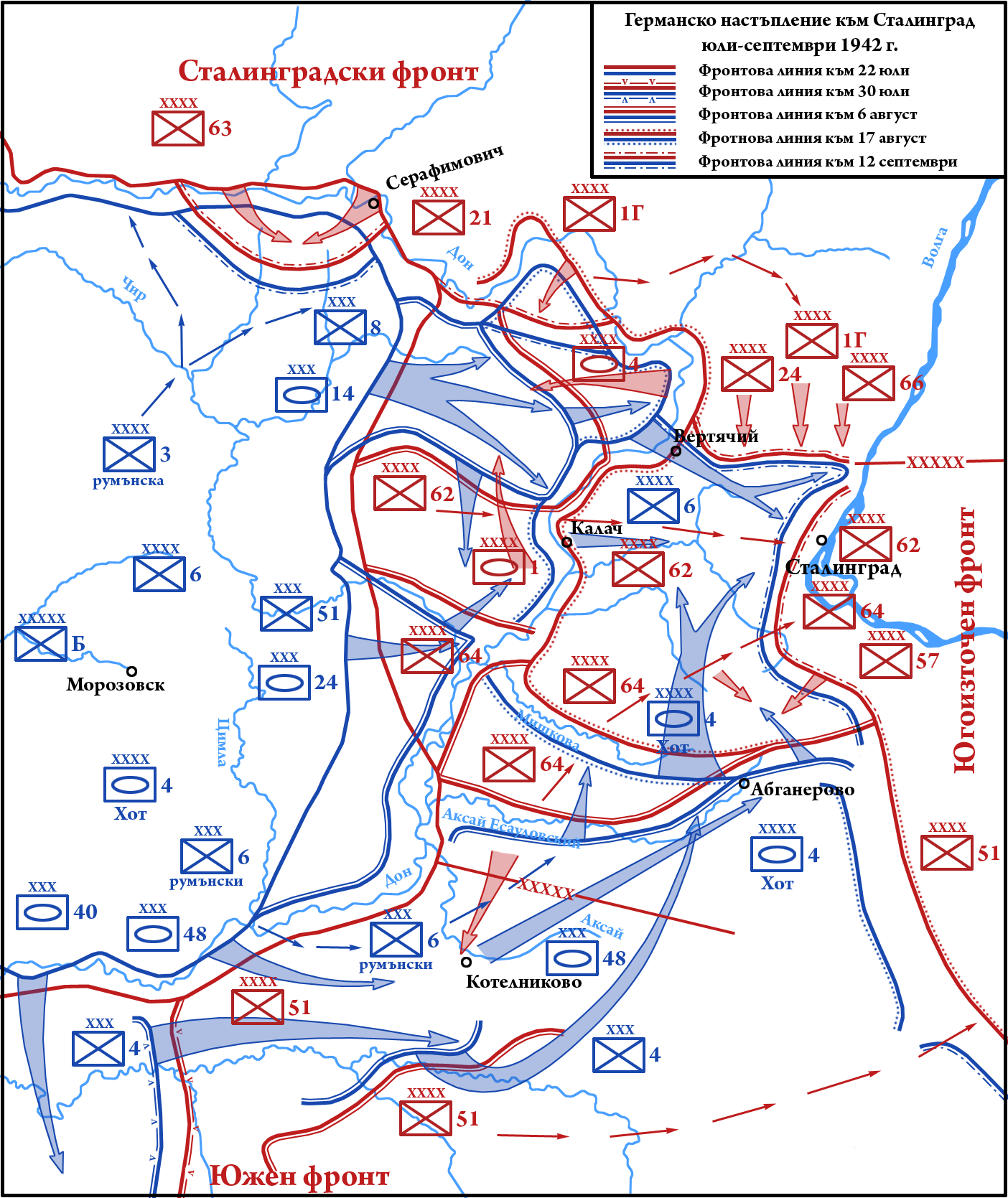
Diễn biến trận phòng thủ Stalingrad từ tháng 7 đến tháng 9 năm 1942

Ngày 3 tháng 9, các tập đoàn quân 21 và 63 tấn công quân Đức từ phía bắc và chiếm được hai căn cứ bàn đạp tại Serafimovich và Kletskaya. Các tập đoàn quân 24 và 66 cũng tổ chức phản kích vào sườn trái của Tập đoàn quân 6 đã tiến ra bờ sông Volga nhưng không cắt đứt được hành lang này của quân Đức. Bộ chỉ huy Cụm tập đoàn quân B đưa tập đoàn quân 3 Romania ra tuyến phòng thủ phía bắc để Tập đoàn quân 6 (Đức) rảnh tay tổ chức các đòn tấn công vào trung tâm Stalingrad, ép hai tập đoàn quân 62 và 64 của Liên Xô lùi về phía bờ sông Volga. Ngày 27 tháng 9, diễn ra các trận đánh ác liệt để giành giật từng ngôi nhà tại các nhà máy "Tháng Mười Đỏ", "Chiến Lũy" và kéo dài đến ngày 19 tháng 11. Tại trung tâm thành phố, khu đồi Mamayev - Kurgan đã nhiều lần bị chiếm đi, chiếm lại bởi quân đội Đức và quân đội Liên Xô. Tập đoàn quân 62 của quân đội Liên Xô chỉ còn giữ được tại rìa phía đông thành phố một khu vực rộng 3,5 km và có chiều sâu không quá 1,5 km. Ở phía nam thành phố, Tập đoàn quân 64 cũng giữ được một khu vực rộng hơn. Quân đoàn bộ binh 8 và Quân đoàn xe tăng 14 (Đức) nhiều lần tấn công nhưng vẫn không nhổ được hai "cái gai" đang cắm vào hai bên sườn Tập đoàn quân 6 (Đức) trong thành phố. Trong vòng hai tháng, Tập đoàn quân 6 và Quân đoàn xe tăng 14 (Đức) bị hút vào các cuộc chiến trên đường phố và bị tiêu hao một phần lực lượng và mất dần tính cơ động nhưng vẫn không thể chiếm trọn toàn thành phố Stalingrad.
Ngày 27 tháng 8, đại tướng Georgy Zhukov được bổ nhiệm chức vụ Phó Tổng tư lệnh tối cao và được cử đến khu vực Stalingrad. Tại đây, trong khi chỉ đạo Phương diện quân Đông Nam thực hiện các đòn phản kích tại phía nam Stalingrad và chiếm được một căn cứ bàn đạp rất có giá trị quân sự ở dải đất hẹp giữa hai hồ Tsatsa và Barmantsak; ông đã cùng với tổng tham mưu trưởng A. M. Vasilevsky nghiên cứu kế hoạch phản công tại khu vực Tây Nam mặt trận Xô-Đức. Còn tại Tổng hành dinh quân đội Đức Quốc xã ở Đông Phổ, Adolf Hitler vẫn một mực yêu cầu phải đánh chiếm ngay Stalingrad và chuẩn bị cho cuộc tấn công vào khu vực Astrakhan.. Chiến dịch Blau mà tác giả chính của nó là Adolf Hitler sắp trải qua một bước ngoặt nằm ngoài dự đoán của Bộ Tổng chỉ huy quân đội Đức Quốc xã.

### Quân đội Liên Xô phản công

#### Trên hướng Stalingrad

Chiến dịch Sao Thiên Vương

Từ giữa tháng 9 năm 1942, kế hoạch phản công của quân đội Liên Xô tại khu vực Stalingrad đã được các tướng Georgy Zhukov và Aleksandr Vasilevsky hoạch định khi Bộ Tổng tư lệnh tối cao quân đội Liên Xô nắm trong tay một lực lượng dự bị rất lớn được xây dựng trong mùa hè và mùa thu gồm 25 sư đoàn bộ binh, 6 quân đoàn xe tăng, 7 quân đoàn cơ giới, 4 lữ đoàn bộ binh độc lập, 3 lữ đoàn xe tăng độc lập. Trong khi đó, đến tháng 10 năm 1942, về cơ bản, quân đội Đức Quốc xã đã sử dụng hết lực lượng dự bị của mình. Hơn thế nữa, một khối binh lực và phương tiện rất lớn của quân Đức và các đồng minh của họ đang bị sa lầy vào các trận đánh có tính chất địa phương tại thảo nguyên Kuban và thành phố Stalingrad. Trên hướng Bắc và Trung tâm, quân đội Đức cũng phải giữ thế phòng ngự. Mặc dù Bộ Tổng chỉ huy quân đội Đức cũng điều từ Pháp và Đức sang 8 sư đoàn nhưng lại đưa đến bố trí tại vùng Vitebsk - Smolensk. Hai sư đoàn được rút từ Leningrad đến bố trí tại Velikiye Luki, hai sư đoàn cũng được rút từ Voronezh và Zhizdra để đưa đến khu vực Yartsevo-Roslavl. Quân đội Đức cũng không xác định được 11 tập đoàn quân Liên Xô đã tập trung xung quanh khu vực Stalingrad. Sau chiến tranh, tướng Đức Alfred Jodl thừa nhận:
| “              | Chúng tôi tuyệt nhiên không tưởng tượng được sức mạnh của quân Nga trong khu vực này. Trước đó, ở đây không có gì hết. Thế mà bất thình lình, chúng tôi bị nện một đòn mạnh có ý nghĩa quyết định. | ” |
| — Alfred Jodl, | |   |

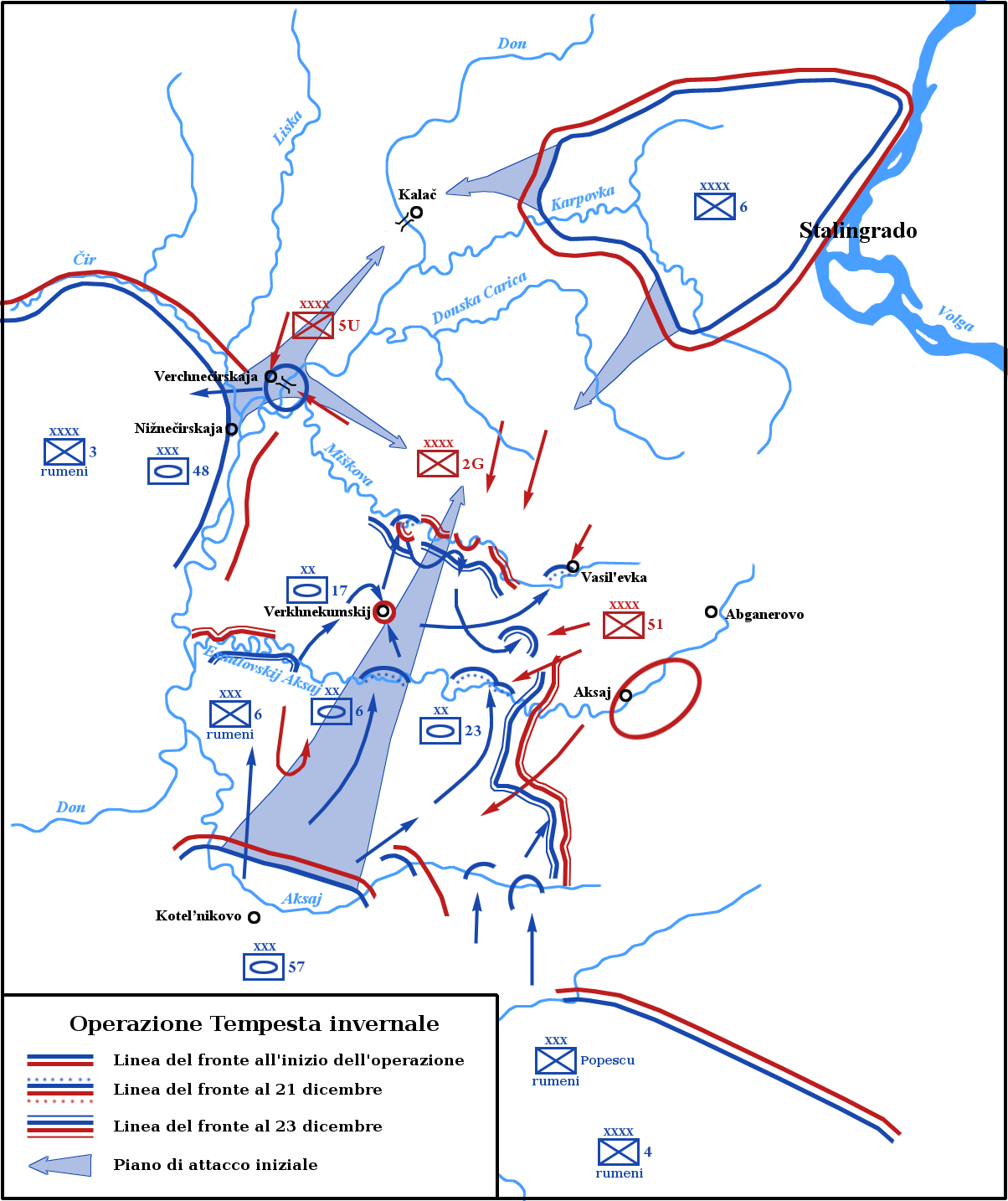
Chiến dịch Bão Mùa đông

Ngày 19 tháng 11 năm 1942, trong khi Tập đoàn quân 6 và Quân đoàn xe tăng 14 (Đức) vẫn mải miết tiến hành các trận chiến giằng co trên các đường phố Stalingrad để nhổ từng chốt điểm của Tập đoàn quân 62 (Liên Xô) thì ba Phương diện quân Tây Nam (mới), Stalingrad (mới) và Sông Đông của quân đội Liên Xô đã bất ngờ mở Chiến dịch Sao Thiên Vương. Chỉ sau năm ngày tấn công, các mũi đột kích bằng xe tăng, cơ giới ở vòng ngoài, tiến hành đồng tâm với các cuộc xung phong bằng bộ binh, được không quân và pháo binh yểm hộ mạnh đã đè bẹp hai tập đoàn quân 3 và 4 (Romania) ở phía tây Bắc và Đông Nam Stalingrad. Ngày 25 tháng 11, vòng vây kép của quân đội Liên Xô đã khép chặt tại thị trấn Kalach và thị trấn Nizhni-Chirskaya trên ngã ba sông Đông và sông Chir. Nằm trong vòng vây là Tập đoàn quân 6 (Đức) gồm các quân đoàn bộ binh 8, 11, 51 (tổng cộng 14 sư đoàn bộ binh); Quân đoàn xe tăng 14 thuộc Tập đoàn quân xe tăng 4 (Đức) gồm 2 sư đoàn cơ giới (3 và 60), 3 sư đoàn xe tăng (14, 16 và 24); sư đoàn cơ giới 29 (trong đội dự bị của Tập đoàn quân xe tăng 4), cùng nhiều đơn vị kỹ thuật, công binh, trợ chiến, thông tin, quân y, hai trung đoàn không quân (Đức); các sư đoàn kỵ binh 1 và 20 (Romania).
Trong một nỗ lực giải cứu cho Tập đoàn quân 6, Bộ Tổng chỉ huy quân đội Đức thành lập Cụm tập đoàn quân Sông Đông do thống chế Erich von Manstein chỉ huy gồm các cụm tác chiến Hoth và Hollidt; binh lực gồm các quân đoàn xe tăng 48 và 57, sư đoàn xe tăng độc lập 17, Tập đoàn quân 8 Ý, 2 quân đoàn bộ binh Romania và Tập đoàn quân không quân 4. Ngày 12 tháng 12 năm 1942, Cụm tập đoàn quân Sông Đông (Đức) mở Chiến dịch Bão Mùa đông nhằm mở hai hành lang qua vòng vây của quân đội Liên Xô từ hướng Tây và Tây Nam Stalingrad. Tuy nhiên, Cụm quân Hoth phải dừng lại ở hướng Tây Nam trên các tuyến sông Aksay-Esaulovsky và Myskova khi chỉ còn cách cụm quân của tướng Friedrich Paulus trên dưới 40 km. Vấp phải sức phản kích của Tập đoàn quân cận vệ 2 và Tập đoàn quân 51 (Liên Xô), ngày 27 tháng 12, cụm quân Hoth bị đẩy lùi về vị trí xuất phát. Ngày 29 tháng 12, quân Đức phải bỏ Kotelnikovo, rút về hướng Rostov để bảo vệ thành phố này và tránh một nguy cơ bị hợp vây mới.

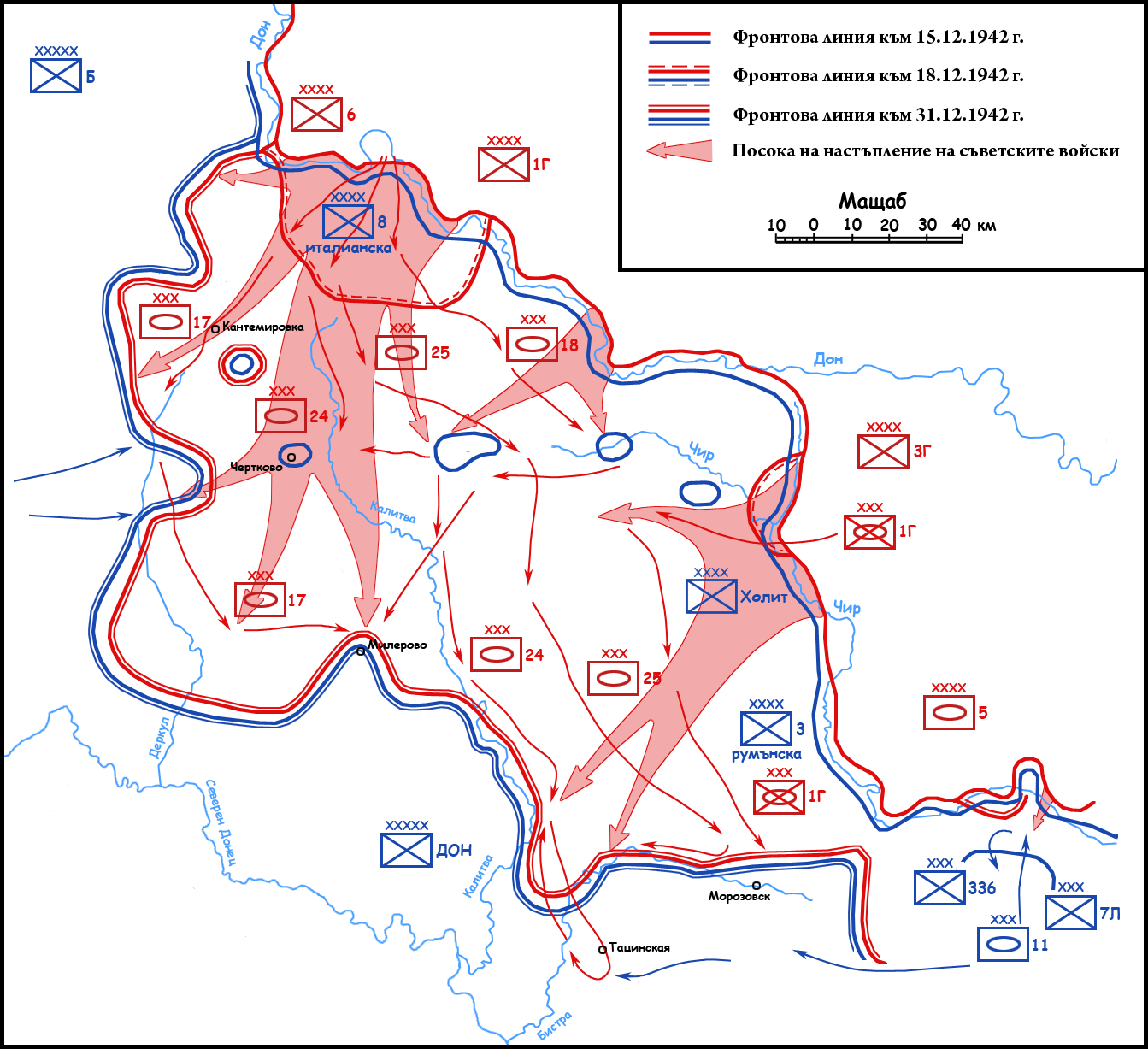
Chiến dịch Sao Thổ

Ở trung lưu Sông Đông, cuộc tấn công của Cụm tác chiến Hollidt bị bẻ gãy ngay từ đầu bởi đòn phản công thứ hai của Phương diện quân Tây Nam (Liên Xô) do thượng tướng N. F. Vatutin trong Chiến dịch Sao Thổ vào hậu cứ của cụm tác chiến này và uy hiếp cả hậu cứ của Cụm tập đoàn quân Sông Đông. Mặc dù phải điều chỉnh mục tiêu chiến dịch nhưng Phương diện quân Tây Nam đã gần như xóa sổ Tập đoàn quân 8 Ý; đánh tan 2 sư đoàn và 4 trung xe tăng Đức, 1 sư đoàn bộ binh Đức, 5 sư đoàn và 3 trung đoàn bộ binh Ý, 5 trung đoàn bộ binh Romania, loại khỏi vòng chiến đấu tổng cộng 120.000 quân Đức và đồng minh của Đức, bắt 60.000 tù binh, thu 1.900 súng các loại, 176 xe tăng và khoảng 350 máy bay. Trận đột kích vào khu vực Tatsinskaya và Minlerovo do Quân đoàn xe tăng 24 (Liên Xô) thực hiện đã phá hủy nhiều sân bay quan trọng của Tập đoàn quân không quân 4 (Đức), làm suy giảm đáng kể sức tiếp tế đường không cho cụm quân Đức đang bị vây trong khu vực Stalingrad. Những trận pháo kích và ném bom của các tập đoàn quân không quân 8 và 16 vào các sân bay Gumrak, Pitomnik và các sân bay dã chiến trong vòng vây của quân Đức cùng các trận không chiến nhằm vào các máy bay vận tải Đức cũng đã làm kiệt quệ các phi đội vận tải của Tập đoàn quân không quân 4 (Đức). Tất cả những yếu tố trên đây đã đẩy Tập đoàn quân 6 cùng các sư đoàn Đức và Romania trong vòng vây vào một "phiên bản của địa ngục".

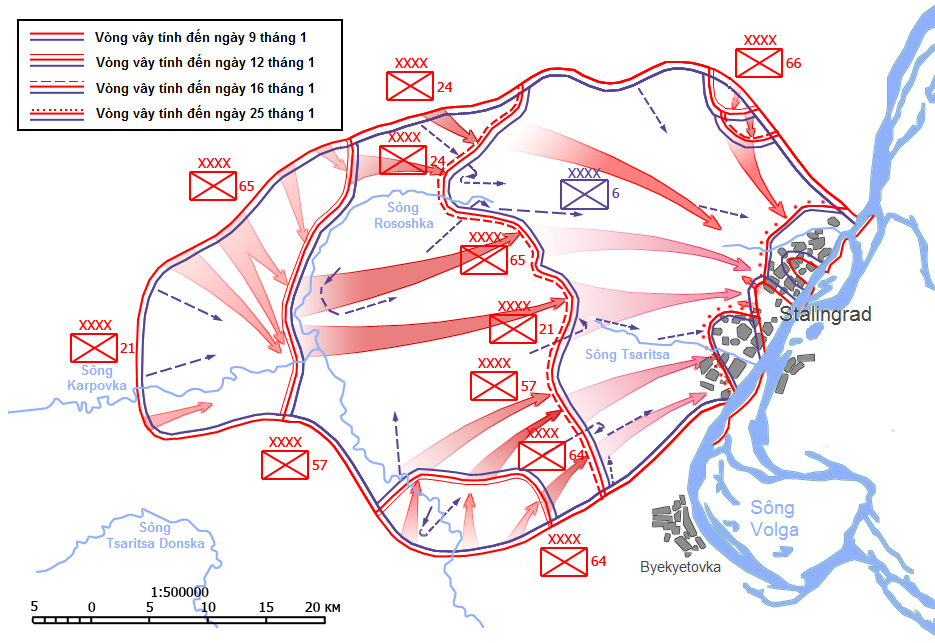
Chiến dịch Cái Vòng (1943)

Sau khi đánh bại những nỗ lực phá vây của quân đội Đức Quốc xã, ngày 10 tháng 1 nam 1943, quân đội Liên Xô mở lại Chiến dịch Cái Vòng trước đó bị hoãn lại ngày 14 tháng 12. Phương diện quân Sông Đông (Liên Xô) của trung tướng K. K. Rokossovsky được chuyển thuộc các tập đoàn quân 57 và 64 từ Phương diện quân Stalingrad đã sử dụng ba đòn công kích liên tiếp từ Tây sang Đông, tiêu diệt và bắt làm tù binh toàn bộ Tập đoàn quân 6 (Đức) cùng các đơn vị của Quân đoàn xe tăng 14 (Đức) và 2 sư đoàn kỵ binh Romania trong vòng vây gồm trên 285.000 người. Trong số 91.000 người bị bắt có Thống chế Friedrich Paulus (được phong ngày 30 tháng 1 năm 1943) và 24 tướng lĩnh dưới quyền. Quân đội Liên Xô đã phá hủy và thu giữ 5.762 khẩu pháo, 1.312 súng cối, 12.701 súng máy, 80.438 tiểu liên, 156.987 súng trường, 10.722 ô tô, 744 máy bay, 1.666 xe tăng, 261 xe bọc thép, 10.679 mô tô, 240 máy kéo, 571 xe half-track, 3 đoàn tàu hỏa bọc thép và nhiều thiết bị quân sự khác. Những thiệt hại nói trên chưa từng xảy ra đối với nước Đức Quốc xã kể từ ngày đầu chiến tranh thế giới thứ hai. Uy tín về tính bách chiến, bách thắng của quân đội Đức Quốc xã bị tổn hại nghiêm trọng.
Cuộc phản công thắng lợi của quân đội Liên Xô đã biến thành cuộc tổng phản công mùa Đông 1942-1943 trên toàn tuyến mặt trận phía nam Liên Xô, đẩy quân Đức ra khỏi Kavkaz và Kuban, chiếm lại tuyến sông Đông, uy hiếp Donbass, đẩy quân Đức lùi về phía tây từ 250 km (ở trung lưu và thượng lưu sông Đông) đến hơn 700 km (ở Kavkaz). Quân đội Liên Xô chỉ chịu dừng bước trước cuộc phản công đầu mùa hè năm 1943 (Chiến dịch Donets) và bắt tay vào chuẩn bị cho Trận Kursk.

#### Chiến sự tại trung lưu và thượng nguồn sông Đông

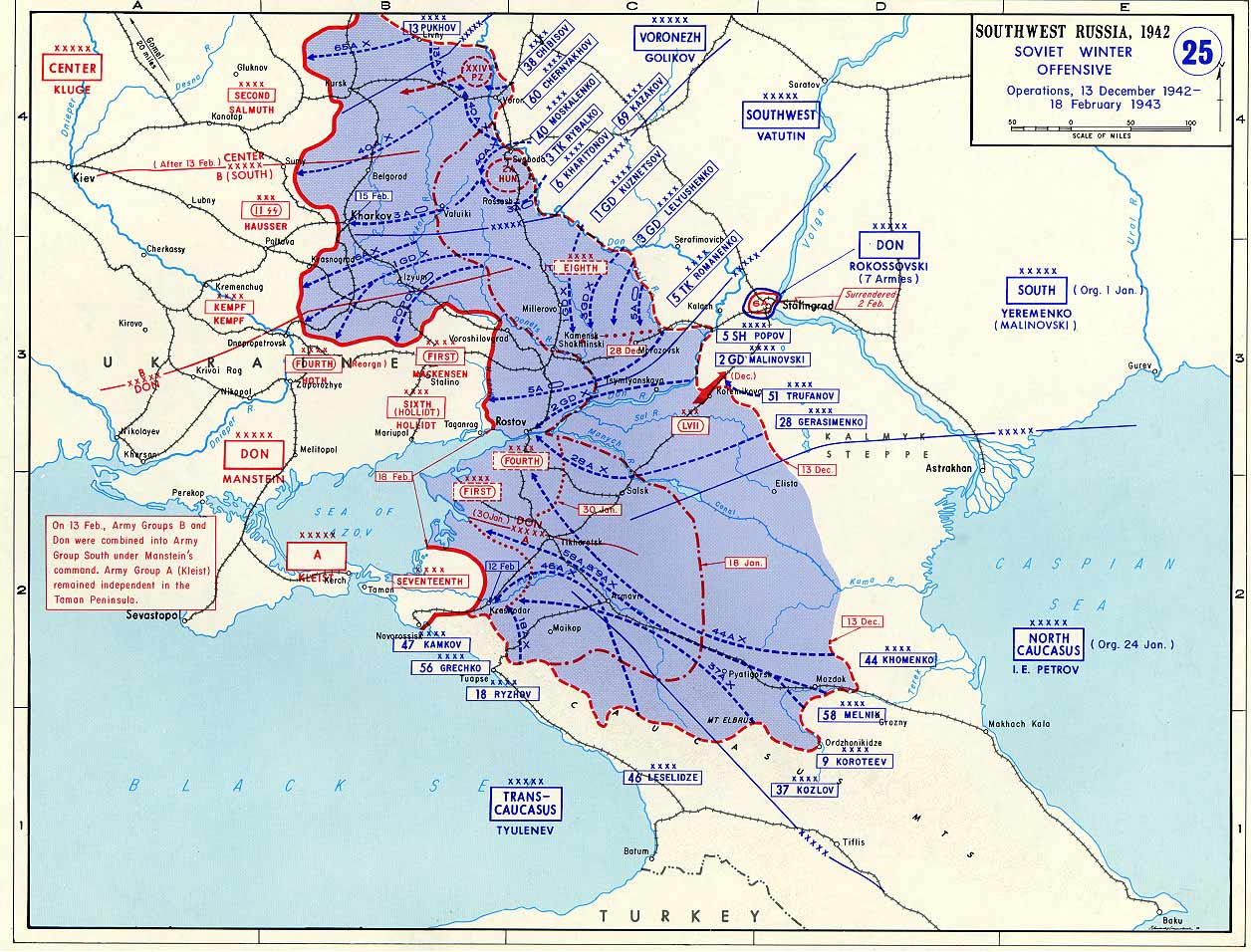
Diễn biến chiến sự tại cánh Nam Mặt trận Xô-Đức từ 13 tháng 12 năm 1942 đến 18 tháng 4 năm 1943

Giai đoạn 2 cuộc tổng tấn công mùa đông 1942-1943 của quân đội Liên Xô mở màn vào 13 tháng 1 năm 1943 với cuộc tấn công của 4 tập đoàn quân thuộc Phương diện quân Voronezh của tướng F. I. Golikov phối hợp với các Tập đoàn quân 13 thuộc Phương diện quân Briansk và Tập đoàn quân 6 thuộc Phương diện quân Tây Nam. Cuộc tấn công này đã bao vây và tiêu diệt Tập đoàn quân số 2 Hungary gần thị trấn Svoboda bên sông Đông, đánh thiệt hại nặng Tập đoàn quân 2 (Đức). Cuộc tấn công thứ hai của Phương diện quân Bryansk Liên Xô vào cánh Bắc của Tập đoàn quân 2 (Đức) đã tạo ra nguy cơ đe dọa bao vây tập đoàn quân này. Mặc dù tập đoàn quân số 2 Đức đã cố gắng thoát được nhưng họ phải rút lui và đến 12 tháng 1, Phương diện quân Voronezh đã mở tiếp chiến dịch tấn công thứ ba trên hướng Ostrogozhsk - Rossoshsk và ngay sau đó là Chiến dịch Voronezh - Kastornoye. Cuối cùng, quân đội Liên Xô đã lần đầu tiên chiếm lại được thành phố Kharkov sau 18 tháng nhưng cũng chỉ còn đủ sức giữ được nó đến ngày 16 tháng 3 năm 1943.

##### Trên hướng Ostrogozhsk - Rossosh

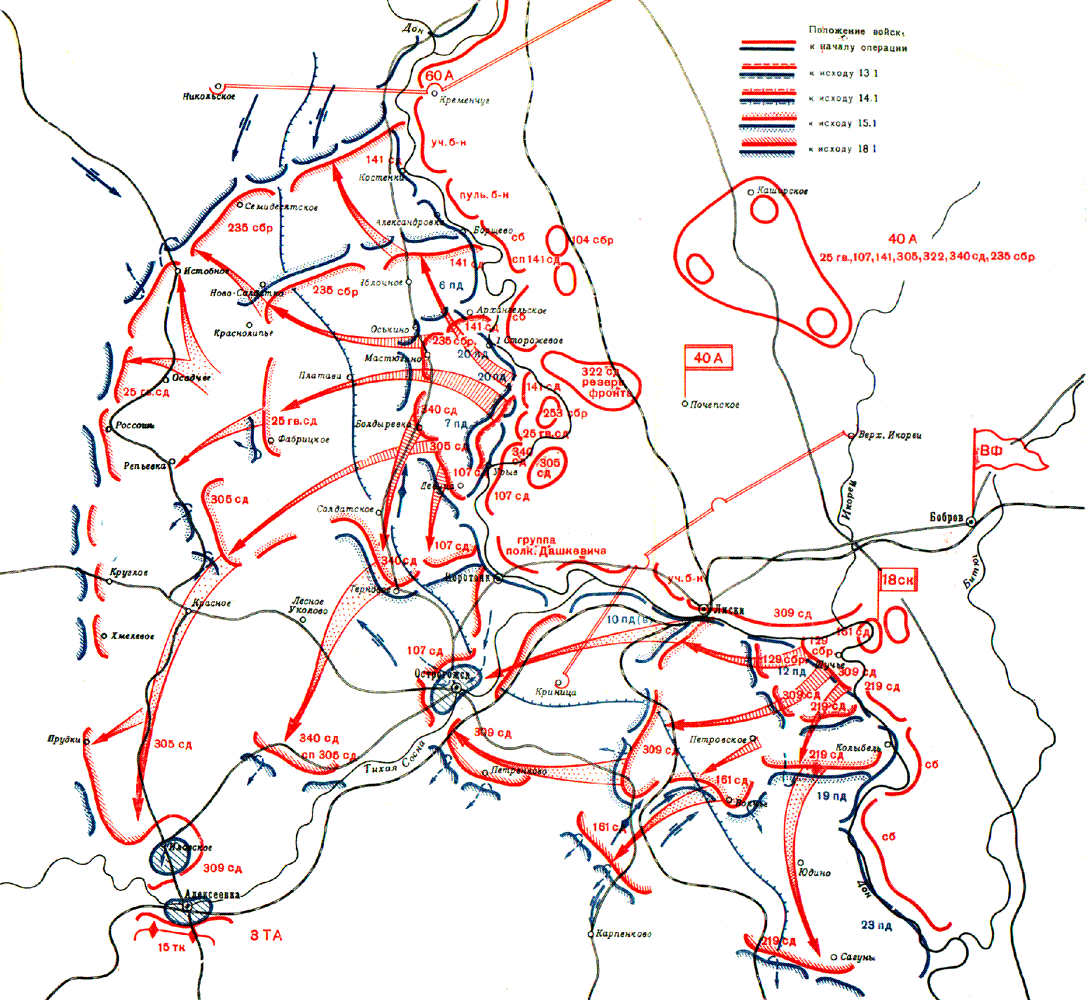
Diễn biến chiến dịch Ostrogozhsk-Rossosh

Chiến dịch Ostrogozhsk-Rossosh là tên gọi chính thức trong lịch sử Liên Xô (trước đây) và Liên bang Nga (hiện nay) của cuộc tấn công mùa đông 1942-1943 tại khu vực Ostrogozhsk - Rossosh trên thượng lưu sông Đông. Khởi đầu ngày 12 tháng 1 và kết thúc ngày 27 tháng 1, trong khi giai đoạn thứ ba của Chiến dịch Cái Vòng còn đang tiếp diễn, Phương diện quân Voronezh do trung tướng Filipp Ivanovich Golikov chỉ huy đã sử dụng tập đoàn quân 40 ở cánh phải, Tập đoàn quân xe tăng 3 ở cánh trái và quân đoàn bộ binh độc lập 18 để tấn công, bao vây và loại khỏi vòng chiến đấu Tập đoàn quân 2 (Hungary) và Quân đoàn sơn chiến Alpino, (quân đoàn còn lại của Tập đoàn quân 8 Ý tại mặt trận phía đông); đánh thiệt hại nặng Tập đoàn quân 2 Đức, buộc tập đoàn quân này phải bỏ phòng tuyến sông Đông, lùi về giữ tuyến Prusky, Khmelevskoye, Krugkoye, phía tây Rossosk, Ilovskoye, Soldarskoye trên bờ tây các con sông nhỏ Potudan, Tikhaya-Sosna và Tsyornaya-Kalitva. Quân đội Liên Xô cắt đứt đoạn phía bắc con đường sắt thứ hai dọc phía tây sông Đông và khôi phục việc sử dụng con đường sắt chiến lược từ Katemirovka đến Liski. Chiếm được khu vực tam giác Ostrogozhsk - Rossosh - Alekseyevka, quân đội Liên Xô đã đẩy quân đội Đức ra xa Voronezh thêm hơn 140 km về phía tây nam, tạo một bàn đạp thuận lợi có thể uy hiếp phàn còn lại của Cụm tập đoàn quân B (Đức) gồm 10 sư đoàn Đức và 2 sư đoàn Hungary đang đóng tại Belgorod - Kharkov (về phía tây) và Kursk (về phía tây Bắc), phía tả ngạn khúc sống Đông chảy qua giữa thành phố Voronezh. Chiến dịch Ostrogozhsk - Rossosh có vai trò khởi đầu cho ba chiến dịch có tính chiến thuật của quân đội Liên Xô tại trung lưu sông Đông. Trong chiến dịch này, 5 sư đoàn Đức, 7 sư đoàn Hungary, 3 sư đoàn sơn chiến Ý đã bị bao vây, tiêu diệt. Số quân Đức và đồng minh bị bắt làm tù binh lên đến 86.000 người. Thất bại của tập đoàn quân 2 (Đức), tập đoàn quân 2 Hungary và quân đoàn Alpino Ý đã đẩy cánh quân Đức đang đối diện với khu vực Voronezh vào tình thế bị uy hiếp từ phía nam trong khi thống chế Maximilian Freiherr von Weichs không còn trong tay một lực lượng dự bị đáng kể nào tại khu vực mặt trận này. Chiến dịch Ostrogozhsk-Rossosh đã tạo bước chuyển biến thuận lợi cho quân đội Liên Xô tiếp tục tiến hành Chiến dịch Voronezh-Kastornoye và Chiến dịch Kharkov sau này.

##### Trên hướng Voronezh - Kastornoye

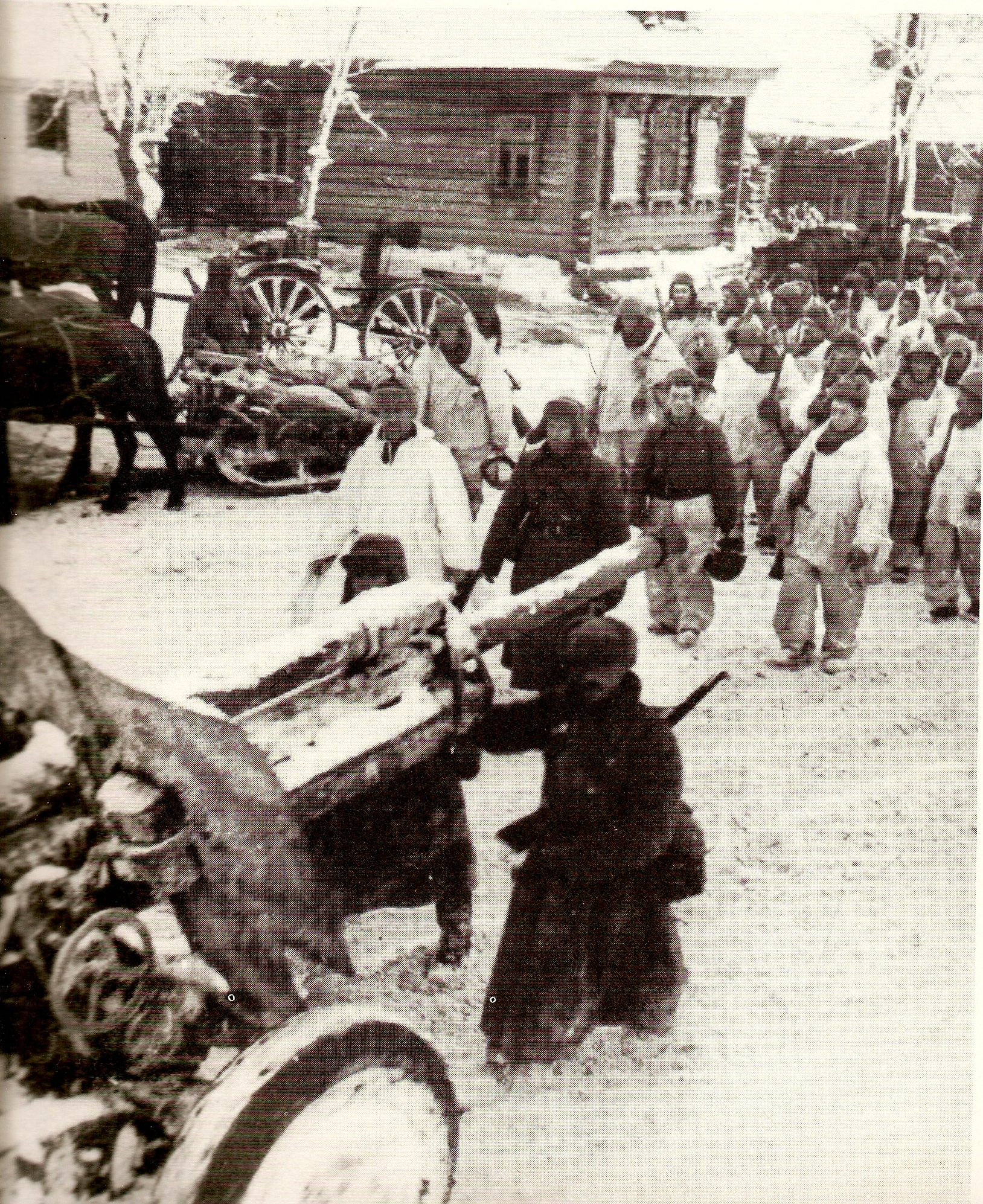
Quân đội Liên Xô triển khai chiến dịch Voronezh-Kastornoye

Kết quả thắng lợi lớn của Chiến dịch Ostrogozhsk - Rossosh đã làm cho cụm quân Đức - Hungary đóng trong vùng Voronezh, Kastornoye bị hở một khoảng dài hơn 100 km tại sườn phía nam. Sườn phía bắc của cụm quân này cũng đang bị Tập đoàn quân 13 của Phương diện quân Briansk uy hiếp. Những điều kiện thuận lợi cho việc đánh bại các lực lượng Đức đóng đối diện với khu vực Voronezh, Kastornoye đã xuất hiện. Cũng như tại Chiến dịch Ostrogozhsk-Rossosh trước đó, tại khu vực thượng lưu và trung lưu sông Đông, quân đội Đức Quốc xã không còn các đơn vị dự bị cơ động để tăng viện cho các hướng bị uy hiếp. Quân số và phương tiện của các đơn vị còn lại của Cụm tập đoàn quân B cũng bị tiêu hao bởi các trận đánh nhỏ lẻ hàng ngày và chiến tranh du kích
Ngày 24 tháng 1 năm 1943, Phương diện quân Voronezh do Trung tướng F.I. Golikov chỉ huy gồm Tập đoàn quân xe tăng 3, các tập đoàn quân 40 và 60 và Tập đoàn quân 13 trên cánh trái của Phương diện quân Briansk do Trung tướng M.A. Reyter chỉ huy phối hợp chặt chẽ dưới sự điều hành thống nhất của Nguyên soái A.M. Vasilevsky đã phát động một cuộc tấn công vào khu vực Kursk và phát triển từ phía bắc và phía nam hướng đến Kastornoye. Ngày 25 tháng 1, Tập đoàn quân 60 của tướng I.D. Cherniakhovsky đã lấy lại phần phía tây thành phố Voronezh từ tay quân đội Đức Quốc xã. Bất chấp băng giá và bão tuyết hoành hành trong suốt thời gian diễn ra chiến dịch, quân đội Liên Xô vẫn tấn công mau lẹ. Ngày 28 tháng 1, trong một trận đánh quyết định, họ đã phá vỡ tuyến phòng thủ của quân Đức quanh Kastornoye và chiếm lại thành phố này vào buổi sáng ngày hôm sau. Khi các tuyến đường chính có thể sử dụng để rút lui của quân Đức đã bị quân đội Liên Xô cắt đứt thì có đến 10 sư đoàn quân Đức và 2 sư đoàn quân Hungary bị vây chặt ở phía đông nam thị trấn Kastornoye và mọi cố gắng của quân Đức để phá vây đều trở nên vô ích. Toàn bộ 125.000 quân bị vây, trong đó có đến 83% là quân Đức đã bị tiêu diệt hoặc bị bắt. Tiếp sau Chiến dịch Ostrogozhsk-Rossosh, chiến dịch Voronezh-Kastornoye đã tiêu diệt một nhóm quân lớn thứ hai của Cụm tập đoàn quân B (Đức) trong khu vực Voronezh-Kursk, đặt nhóm quân Đức còn lại đang đóng tại khu vực Kharkov-Belgorod với binh lực rất mỏng vào tình thế bị đe dọa bao vây và tiêu diệt.

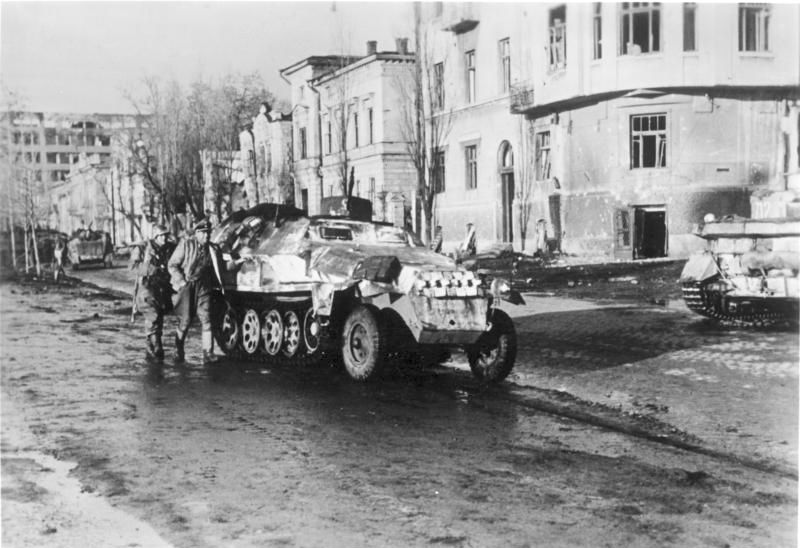
Quân đội Đức Quốc xã chiếm đóng Kharkov lần thứ hai, tháng 3 năm 1943

Chiến dịch Belgorod-Kharkov có tên mã là "Chiến dịch Ngôi Sao" (tiếng Nga: Oпераций «Звезда») được phát động Phương diện quân Voronezh (Liên Xô) phát động ngày 2 tháng 2 năm 1943 như một sự tiếp nối với hai chiến dịch Ostrogozhsk-Rossosh và Voronezh-Kastornoye trước đó. Chiến dịch này đã diễn ra song song với "Chiến dịch Bước nhảy vọt" (Oпераций «Скачок»), một chiến dịch thất bại nặng nề do Phương diện quân Tây Nam (Liên Xô) thực hiện ở khu vực Nam Donets-Donbass. Bắt đầu tấn công từ ngày 2 tháng 2 tại khu vực Oboyan-Belgorod, đến ngày 16 tháng 2, Phương diện quân Voronezh mới chiếm được Kharkov một cách chật vật và không những không còn lực lượng để tiếp tục tấn công mà còn tiêu hao nốt những đội dự bị cuối cùng lẽ ra phải được bố trí để giữ vững thành phố vừa lấy lại được. Bị mê hoặc bởi giả thuyết "Quân Đức đang tháo chạy về tuyến sông Dniepr", không chỉ tướng F.I. Golikov, Tư lệnh Phương diện quân Voronezh mà cả tướng N.F. Vatutin, Tư lệnh Phương diện quân Tây Nam cũng đòi hỏi "Phải có những hành động kiên quyết". Bị thôi thúc bởi ý tưởng tái thực hiện lại ý đồ hợp vây quân Đức tại Kharkov trong Chiến dịch Barvenkovo-Lozovaya không thành công gần một năm trước đó, Tổng tư lệnh tối cao Stalin cuối cùng cũng xiêu lòng trước đề nghị của các tư lệnh Phương diện quân mà không tỏ ra một chút băn khoăn về tình trạng hao quân trầm trọng của các đơn vị này sau hơn một tháng chiến đấu liên tục trong bão tuyết, đồng thời đã phải di chuyển trên chiều sâu hơn 300 km và mở rộng thêm chính diện lên đến hơn 800 km. Kết quả là quân đội Liên Xô chỉ trụ lại được tại Kharkov 30 ngày và sau đó, phải rút quân về phía bắc Belgorod sau khi Phương diện quân Voronezh được tăng cường Tập đoàn quân 21 và Tập đoàn quân xe tăng 1.

### Chiến dịch Donets và sự hình thành mặt Nam của vòng cung Kursk

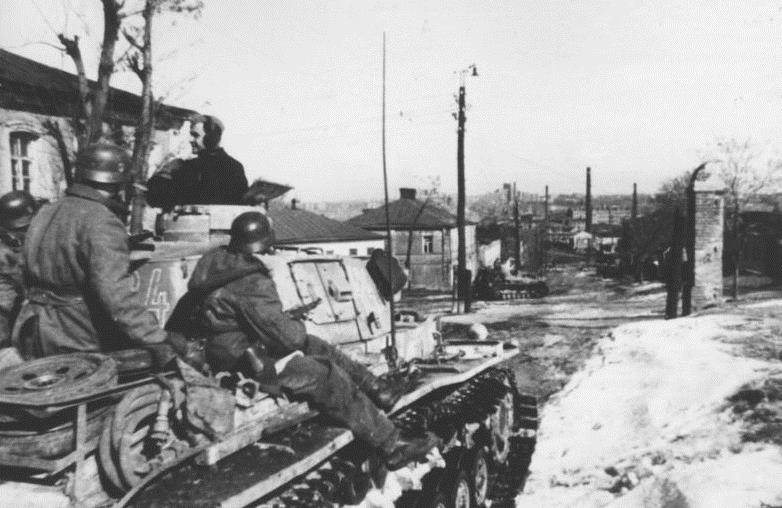
Sư đoàn xe tăng 3 Neumann (Đức) tấn công Kharkov, tháng 3 năm 1943

Dựa trên những lợi thế chiến lược mới có được ở cánh Nam mặt trận Xô-Đức, một kế hoạch đầy tham vọng được Phương diện quân Voronezh (Liên Xô) được hoạch định để tiếp tục đánh chiếm Kharkov, phối hợp với một cuộc tấn công của Phương diện quân Briansk vào Cụm tập đoàn quân Trung tâm (Đức) tại "chỗ lõm" ở Orel trước khi tiếp tục đột phá hướng về Bryansk. Một chiến dịch nữa (Chiến dịch Bước Nhảy Vọt) không kém phần phiêu lưu của Phương diện quân Tây Nam cũng được tiến hành. Bộ Tổng tham mưu quân đội Liên Xô đã cảnh báo về tình trạng hao quân tại các tập đoàn quân và về tình trạng chưa sẵn sàng, về những khó khăn của công tác hậu cần trong việc tiếp tế cho các tập đoàn quân đã tiến xa đến hơn 650 km ở phía tây Stalingrad nhưng cả F. I. Golikov (tư lệnh Phương diện quân Voronezh), N. F. Vatutin (Tư lệnh Phương diện quân Tây Nam) đều quả đoán rằng "quân Đức đang rút chạy về tuyến sông Dniepr và đây là thời điểm tốt nhất để tấn công truy kích". Mặc dù chiếm được Kharkov ngày 16 tháng 2 một cách chật vật nhưng Phương diện quân Voronezh đã không còn đủ lực lượng để giữ nó. Ngày 23 tháng 2, vấp phải đòn phản công của các quân đoàn xe tăng 57, 48 và 2-SS, cả cụm cơ động thuộc Phương diện quân Tây Nam và cánh trái của Phương diện quân Voronezh đã phải vội vã rút lui. Chẳng những Phương diện quân Voronezh không thể tiếp tục phát triển tấn công đến tuyến Rynsk, Lebedino, Zenkov, Artyrka, Poltava theo kế hoạch giai đoạn 2 của Chiến dịch Ngôi Sao mà ngày 18 tháng 3, họ còn bị Quân đoàn xe tăng 2 SS phản công đánh bật khỏi khu vực Kharkov-Belgorod (bao gồm cả thành phố Kharkov) vừa chiếm được.
Việc quân Đức rút bỏ khỏi "chỗ lồi" Rzhev-Viazma ngày 2 tháng 3 và cuộc rút quân của Quân đoàn xe tăng 2 SS ra khỏi Kharkov ngày 15 tháng 2 được các tướng lĩnh chỉ huy các Phương diện quân Voronezh và Tây Nam (Liên Xô) đánh giá là một hành động rút chạy nhưng sự thật không phải như vậy. Quân đội Đức Quốc xã rút khỏi Rzhev-Viazma không chỉ để cứu viện cho cánh Nam mà còn để tập trung lực lượng phản công tại tả ngạn Ukraina. Cuộc phản công của Manstein, được tăng cường bởi Quân đoàn xe tăng 2 SS với những chiếc xe tăng Tiger, mở màn vào 19 tháng 2 năm 1943 và đến tuần thứ ba của tháng 3, khi mùa tuyết tan vừa tới, đã đẩy lùi quân Liên Xô từ Poltava về bên kia sông Bắc Donets. Do kịp thời đưa những lực lượng mới gồm Tập đoàn quân xe tăng 1 từ lực lượng dự bị và Tập đoàn quân 21 từ Phương diện quân Briansk đến lấp vào lỗ trống do Tập đoàn quân xe tăng 3 và Tập đoàn quân 69 thua trận ở Kharkov để lại, Quân đội Liên Xô đã chặn đứng Tập đoàn quân xe tăng 4 và Quân đoàn xe tăng 2 SS trên tuyến Sumy, Krasnopol, Ploretarysk, Yakovlevsk, Belgorod, Volchansk, hình thành mặt chính diện phía nam của vòng cung Kursk. Đến đây, cả hai bên đều tạm ngưng chiến và tiếp tục tập trung binh lực để chuẩn bị cho trận Kursk.

## Chiến sự trên hướng Kavkaz
Việc chia Cụm tập đoàn quân Nam (Đức) thành hai Cụm tập đoàn quân A và B kèm theo việc mở rộng phạm vi tác chiến trên cả hai mặt trận Stalingrad và Kavkaz được các tướng lĩnh của nước Đức Quốc xã coi là một "sai lầm của chỉ một kẻ ngu ngốc" là Adolf Hitler. Theo tướng Kurt von Tippelskirch, ý đồ này đã làm "quá tải" các quân đội Đức khi tính bình quân cho mỗi tập đoàn quân phải tác chiến trên một chính diện từ 350 đến gần 600 km trong khi quân số và phương tiện không phải là vô hạn. Không những thế, nó còn làm cho các đơn vị ở tuyến trước ngày càng xa rời các đầu mối căn cứ hậu cần và không quân chủ yếu như Rostov, Poltava, Dniepropetrovsk, Zaporozhye từ 700 đến 900 km. Thế nhưng Adolf Hitler vẫn quyết định làm như vậy khi ông ta khăng khăng cho rằng: "Chỉ cần một cú huých mạnh bằng các tập đoàn quân xe tăng là chế độ Xô Viết sẽ đổ nhào".
Đưa quân vào Kavkaz, Adolf Hitler và một số tướng lĩnh Đức Quốc xã cho rằng có thể cắt đứt nguồn dầu mỏ Baku mà họ coi là một trong các nguồn nhiên liệu cơ bản của Liên Xô, cắt đứt con đường bộ nối Liên Xô với các nước đồng minh qua Iran, kích động các thế lực chống đối Xô viết trong các cộng đồng dân tộc ít người ở khu vực Kavkaz, lôi kéo Thổ Nhĩ Kỳ vào vòng chiến chống Liên Xô và các nước đồng minh chống phát xít và xa hơn nữa là để chuẩn bị cuộc hội ngộ với Nhật Bản, người "cùng hội cùng thuyền" với nước Đức Quốc xã trong phe Trục.

### Quân đội Đức Quốc xã tấn công

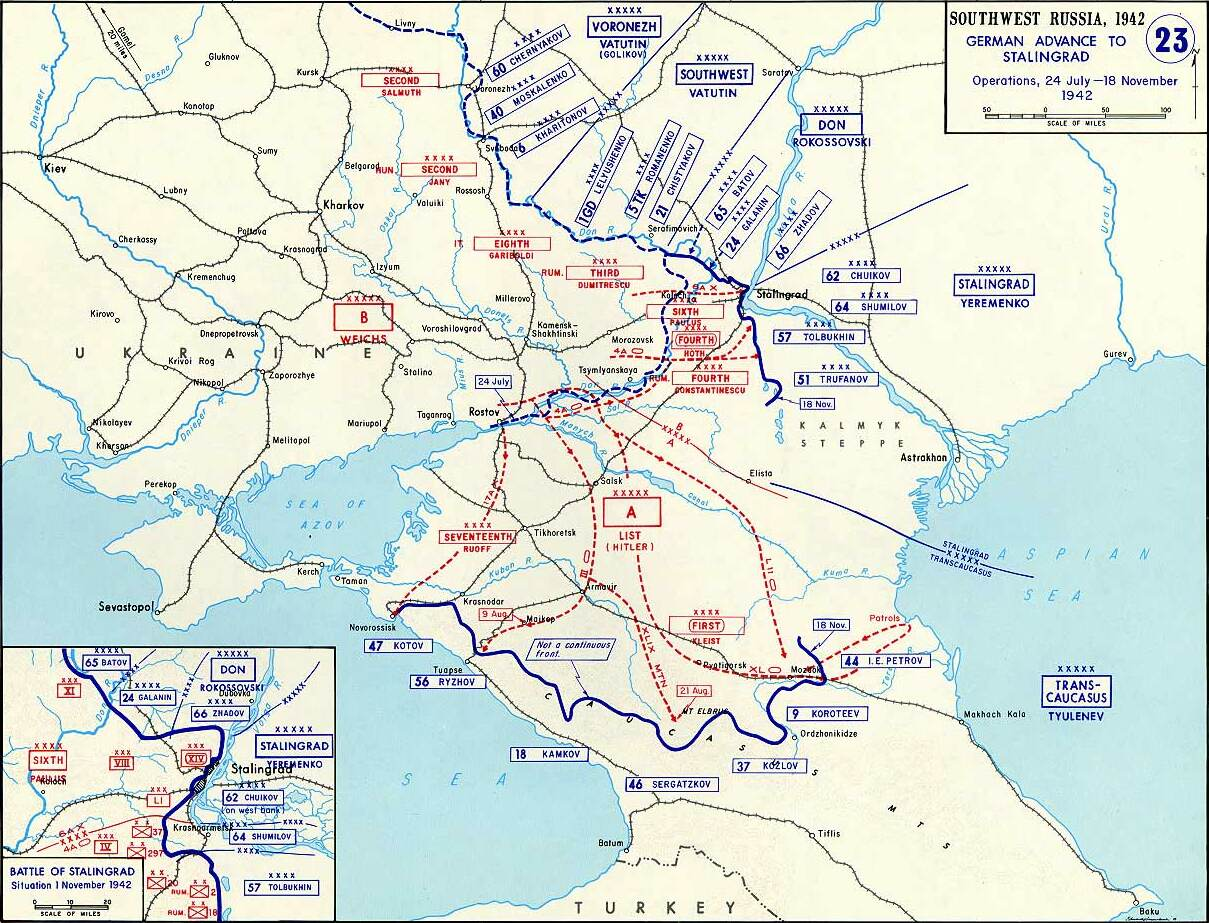
Diễn biến chiến sự trên cánh Nam của Mặt trận Xô-Đức từ ngày 23 tháng 7 đến 18 tháng 11 năm 1942

Tức giận vì những sự chậm trễ trong việc kết liễu Liên Xô và tin rằng chế độ Xô Viết đang trên đà tan rã, Adolf Hitler đã thực hiện một loạt những thay đổi đối với kế hoạch tác chiến. Ngày 7 tháng 7 năm 1942, Hitler quyết định chia Cụm tập đoàn quân Nam thành Cụm tập đoàn quân A và Cụm tập đoàn quân B. Dưới sự chỉ huy của thống chế Wilhelm von List, Cụm tập đoàn quân A bao gồm Tập đoàn quân xe tăng 1, các tập đoàn quân bộ binh 11 và 17 (Đức) chịu trách nhiệm tác chiến trên hướng Kavkaz. Cụm tập đoàn quân B dưới sự chỉ huy của thống chế Maximilian von Weichs, gồm các tập đoàn quân 2 và 6 (Đức), các tập đoàn quân xe tăng 2 và 4 (Đức), các tập đoàn quân Romania 3 và 4, Tập đoàn quân 8 Ý và Tập đoàn quân 2 Hungary chịu trách nhiệm tác chiến tại hướng Volga-Đông.
Thành công ban đầu của Tập đoàn quân 6 (Đức) trong Chiến dịch Barvenkovo-Lozovaya hồi tháng 5 năm 1943, tiếp đó là các thành công trong Chiến dịch Voronezh, Chiến dịch Braunschweig và cuối cùng là sự kiện Tập đoàn quân này đã tiến ra bờ sông Volga ở phía bắc Stalingrad ngày 25 tháng 8 năm 1942 đã gây ấn tượng mạnh cho Hitler đến nỗi ông ta đã lệnh cho Tập đoàn quân xe tăng 4 tiến xuống phía nam để cùng với Tập đoàn xe tăng 1 thực hiện một cuộc vượt sông tại hạ lưu sông Đông để đột nhập vào Kuban. Việc thay đổi đột ngột thế bố trí và hướng tấn công của Tập đoàn quân xe tăng 4 đã gây ra những vấn đề hậu cần nghiêm trọng khi mạng lưới đường sắt phía sau mặt trận của quân Đức ở cánh Nam không đáp ứng được một khối lượng luân chuyển quân đội và phương tiện khổng lồ như vậy. Sự tắc nghẽn giao thông sau đó đã làm chậm quá trình tấn công của cả hai Cụm tập đoàn quân A và B. Nó cũng khiến Tập đoàn quân 6 chỉ nhận được sự yểm hộ của một quân đoàn xe tăng (Quân đoàn 14) để thực hiện các cuộc đột kích nhằm đẩy Tập đoàn quân 62 (Liên Xô) về bên kia sông Volga.
Tình hình cánh Nam mặt trận Xô-Đức còn phát triển thuận lợi thêm cho quân Đức khi ngày 8 tháng 5 năm 1942, Tập đoàn quân 11 (Đức) đã đánh bại Phương diện quân Krym (Liên Xô) trong Chiến dịch Krym-Sevastopol, chiếm được Sevastopol và đe dọa đột nhập Bắc Kavkaz từ hướng bán đảo Kerch. Ngày 23 tháng 7, Tập đoàn quân 17 (Đức) do tướng Richard Ruoff chỉ huy bắt đầu tấn công Rostov và chiếm thành phố này hai ngày sau đó. Tập đoàn quân 56 định lập phòng tuyến chặn đánh tại Bataysk - Azov nhưng phải từ bỏ ngay ý định đó và rút quân về tuyến Ekaterinovskiy - Pavlovskaya vì các đơn vị xe tăng Đức đã thọc sâu vào hậu cứ của họ. Bên cánh trái, Tập đoàn quân xe tăng 1 của tướng Paul Kleist vượt sông Simla tràn qua tuyến phòng thủ của các tập đoàn quân 12 và 37 (Liên Xô), hướng đòn tấn công về đầu mối đường sắt Salsk. Ở cánh phái Quân đoàn kỵ binh sơn chiến Romania sau khi đẩy lùi Tập đoàn quân 18 về tuyến Starominskaya, Kushevsky đã tiến ra đánh chiếm thành phố cảng Eisk trên bờ vịnh Azov. Tập đoàn quân xe tăng 4 Đức sau khi chiếm căn cứ bàn đạp quân sự Tsimlyansk đã ngoặt về phía nam Stalingrad theo lệnh của Hitler. Tại cửa vịnh Azov, Tập đoàn quân 11 (Đức) đã điều động quân đoàn bộ binh 14 vượt qua eo biển Kerch đổ bộ lên bán đảo Taman buộc Tập đoàn quân 18 (Liên Xô) phải tiếp tục rút lui và quay ngược chính diện phòng thủ hướng về bán đảo Taman. Phía trước tập đoàn quân xe tăng 1 là thảo nguyên Kuban rộng lớn, là nơi hoạt động lý tưởng của xe tăng, cơ giới, pháo binh và không quân ném bom.

#### Tikhoretsk-Stavropol-Maikop
Ngày 28 tháng 7, Tập đoàn quân xe tăng 1 (Đức) tràn qua tuyến phòng ngự mỏng yếu của Tập đoàn quân 37 (Liên Xô) tại tuyến Zhukovskoye - Yashalta và đột kích thẳng vào Stavropol, thủ phủ khu Vladikavkaz. Bộ Tổng tư lệnh quân đội Liên Xô gấp rút điều Tập đoàn quân 12 về giữ tuyến sông Sosyka nhưng không thể chặn được Tập đoàn quân 17 Đức đang nhanh chóng vượt qua Tập đoàn quân 56 (Liên Xô) đang rút lui và hướng đòn đột kích vào Krasnodar. Không gặp phải sức kháng cự nào đáng kể, Tập đoàn quân xe tăng 1 (Đức) đánh chiếm Stavropol và bắt đầu mở rộng chính diện tấn công. Ngày 1 tháng 8, Quân đoàn xe tăng 3 lật cánh sang hướng Biển Đen, vượt sông Kuban đánh chiếm Armavir và Maikop. Quân đoàn sơn chiến 49 của tướng Rudolf Konrad đánh chiếm Nevinnomyssk sau đó, tiếp tục phát triển đến sườn Bắc của dãy Kavkaz ở hướng Biển Đen. Sư đoàn cơ giới 16 (Đức) đột kích sang phía đông, chiếm thành phố Elista và các thị trấn Kegulta, Ulan Erge, Yashkul và tiến qua Utta mới bị Tập đoàn quân 28 (Liên Xô) chặn lại ở phía đông Khulkhuta, cách Astrakhan 150 km về phía tây. Ngày 5 tháng 8, phần lớn binh lực của Tập đoàn quân xe tăng 1 (Đức) tiếp tục tấn công đánh chiếm Piatigorsk, Kislovodsk, Georgiyevsk.

#### Mozdok - Grozny - Odzhonikidze
Bộ Tư lệnh Cụm tác chiến Bắc Kavkaz điều Tập đoàn quân 9 phối hợp với Tập đoàn quân 37 lập phòng tuyến ở sườn Bắc dãy Kavkaz để bảo về Grozny và Nalchik nhưng đến cuối tháng 8, Quân đoàn xe tăng 40 (Đức) đã đánh thiệt hại nặng Tập đoàn quân 37 (Liên Xô), chiếm Nalchik và tiến sát đến phía tây thành phố Orzhonikize (Vladikavkaz). Chỉ khi có cuộc phản kích của các Tập đoàn quân 9 và Tập đoàn quân 44 (tái lập) vào hai bên sườn, Quân đoàn xe tăng này mới chịu dừng bước trước của ngõ thành phố. Đầu tháng 9, Quân đoàn bộ binh 52 (Đức) và sư đoàn cơ giới SS "Wiking" triển khai tấn công thành phố Grozny nhưng đều bị Tập đoàn quân 9 và Tập đoàn quân 44 Liên Xô chặn lại ở Đông Nam Mozdok. Hướng đi thuận tiện nhất qua Makhachkala đến Baki đã bị hai tập đoàn quân Liên Xô khóa chặt trước cửa ngõ Grozny. Đến cuối tháng 9 năm 1942, quân đội Đức Quốc xã đã đánh chiếm hầu hết các địa bàn trung tâm ở Bắc Kavkaz nhưng không còn đủ lực lượng để vượt qua dãy núi cao nhất nhì châu Âu này.

#### Quân cảng Novorrossiysk
Từ ngày 17 tháng 8, Tập đoàn quân 17 (Đức) sử dụng Quân đoàn bộ binh xung kích 5 và Quân đoàn bộ binh 42 phối hợp với Quân đoàn bộ binh 14 của Tập đoàn quân 11 đổ bộ từ bán đảo Kerch sang bán đảo Taman tấn công lực lượng phòng thủ liên hợp lục quân và hải quân Hạm đội Biển Đen (Liên Xô) tại quân cảng Novorossisk. Tập đoàn quân 47 và sư đoàn bộ binh 216 thuộc Tập đoàn quân 56 của quân đội Liên Xô với sự yểm hộ và phối hợp của Hạm đội Biển Đen đã chống giữ quân cảng Novorossiysk trong hơn một tháng. Để đánh chiếm Novorossiysk, Quân đội Đức Quốc xã dùng chiến thuật thay phiên tấn công, bao vây trên bộ, dùng không quân ngăn chặn việc tiếp tế trên biển, tiêu hao các lực lượng phòng thủ của Liên Xô, lần lượt đánh chiếm từng tuyến phòng thủ của Tập đoàn quân 47 (Liên Xô), chiếm được tuyến nào, cho củng cố ngay tuyến đó làm bàn đạp tiếp tục tấn công. Đến ngày 26 tháng 9, quân Đức đã đánh chiếm toàn bộ quân cảng Novorossiysk, đánh thiệt hại nặng Tập đoàn quân 47 của quân đội Liên Xô, buộc Hạm đội Biển Đen (Liên Xô) phải chuyển đến trú đậu ở các căn cứ Sukhumi và Poti kém hoàn thiện hơn.

#### Tuapse

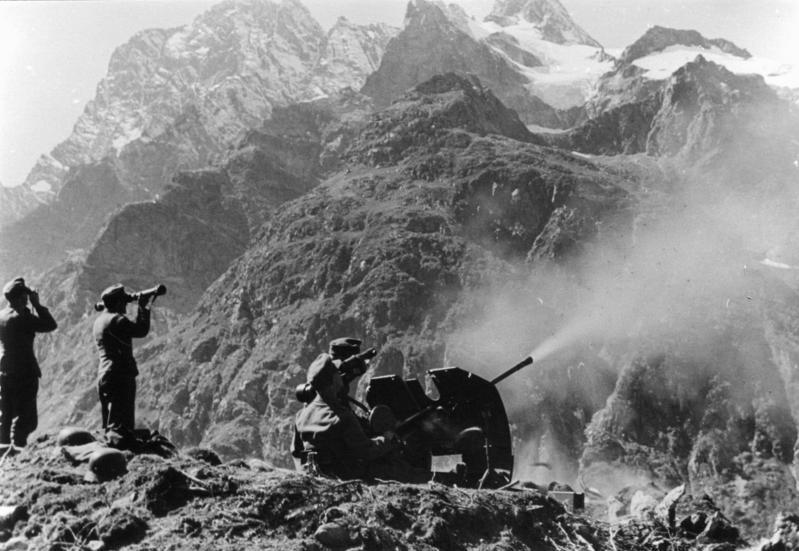
Quân đội Đức đang pháo kích từ sườn dãy Kavkaz gần Teberda

Trong suốt gần ba tháng, từ 25 tháng 9 đến 20 tháng 12 năm 1942, chủ lực Tập đoàn quân 17 (Đức) nhiều lần nỗ lực đột phá qua các dải núi phía tây Bắc dãy núi Kavkaz để tiến ra bờ Biển Đen tại Tuapse và Sochi. Đây là trận đánh then chốt nhất trong giai đoạn đầu của Chiến dịch Kavkaz tại hướng Biển Đen khi quân đội Đức Quốc xã đang giành thế chủ động tấn công và quân đội Liên Xô đang phải chật vật phòng ngự chống đỡ. Đối với quân đội Đức Quốc xã, nếu cuộc đột phá thành công, Tập đoàn quân 17 Đức sẽ chia cắt Tập đoàn quân 47, Tập đoàn quân 56 và một phần Tập đoàn quân 18 của quân đội Liên Xô khỏi các cụm quân chủ lực tại khu vực Kavkaz, mở đường đột kích vào phía nam dãy Kavkaz qua con đường sắt ven bờ Đông Biển Đen. Do ý nghĩa quân sự quan trọng của các vị trí phòng thủ, chiến sự diễn ra ác liệt tại các thị trấn Goryachi-Ylyukh, Neftegorsk, Shaumian và ngay trước cửa ngõ phía đông Tuapse. Trong các trận đánh cuối tháng 9, đầu tháng 10, quân đội Đức đã đột phá được một chính diện rộng 50 km và sâu 25 km về phía Tuapse, đánh chiếm các thị trấn Goryachi-Ylyukh, Neftegorsk, Shaumian. Ở phía nam, các đơn vị bộ binh sơn chiến hỗn hợp Đức, Ý và Romania cũng chiếm được khu vực Kammenomostskaya - Bagovskaya - Kamyshky và tiến hành các trận đột kích nhằm đánh chiếm các cao điểm xung quanh ngọn núi Belorechensky để mở đường tiến ra Sochi trên bờ Biển Đen. Đến ngày 17 tháng 10, quân Đức chỉ còn cách Tuapse 8 km nhưng đã kiệt sức. Những cố gắng đột phá cuối cùng của quân Đức ngày 23 tháng 10 và 24 tháng 11 đều thất bại. Ngày 26 tháng 11, Tập đoàn quân 18 và Tập đoàn quân 56 (Liên Xô) phản công. Đến ngày 17 tháng 12, Tập đoàn quân 17 Đức phải lùi về tuyến xuất phát mà trước đó gần 3 tháng họ đã bắt đầu cuộc tấn công lớn lên núi Kavkaz. Ở hướng thứ yếu, cuộc phản công ngày 19 tháng 12 cũng đẩy lùi ba sư đoàn bộ binh sơn chiến Đức, Ý và România xuống chân ngọn núi Belorechensky. Ngày 20 tháng 12, toàn bộ quân Đức trên hướng Tuapse - Belorechensky phải lùi sang bên kia sông Psits và chuyển sang phòng ngự. Với việc giữ được khu phòng thủ Tuapse nhờ điều chuyển kịp thời lực lượng dự bị chiến dịch từ các hướng khác đến, Cụm tác chiến Biển Đen của quân đội Liên Xô đã thoát khỏi nguy cơ bị chia cắt, bao vây và bắt đầu giành lại thế chủ động trên chiến trường.

### Quân đội Liên Xô chiếm lại Bắc Kavkaz

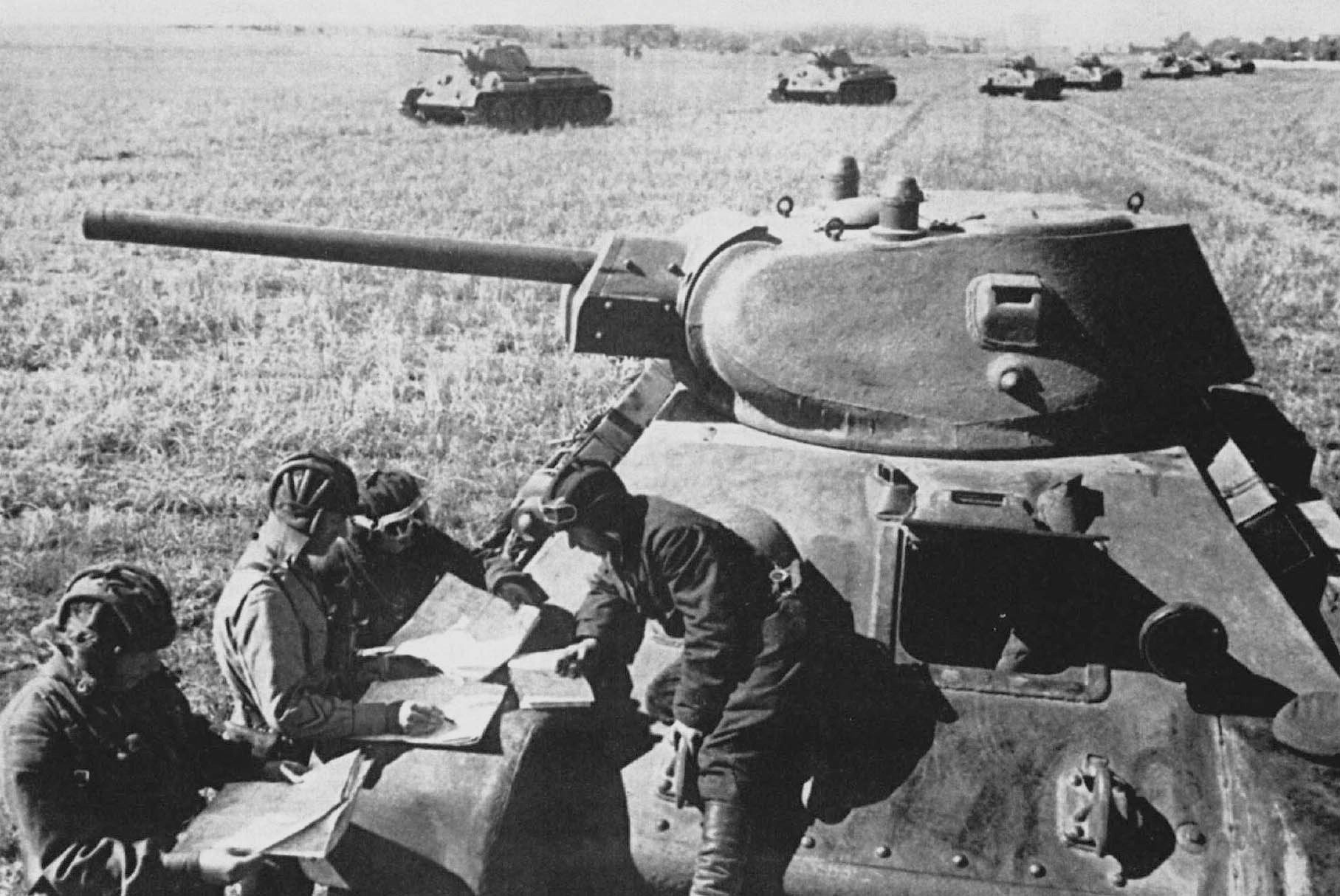
Đơn vị xe tăng Liên Xô ở Makhachkala đang chuẩn bị cho cuộc phản công

Thất bại của quân đội Đức Quốc xã tại khu vực Stalingrad đã làm cho quân Đức mất quyền chủ động chiến lược. Không những thế, chiến trường Stalingrad còn thu hút vào đó nhiều lực lượng của cả lục quân và không quân Đức để cố gắng giải vây cho Tập đoàn quân 6 và một phần Tập đoàn quân xe tăng 4. Sau các chiến dịch Bão Mùa đông và Sao Thổ, số phận của cụm quân Đức do tướng Friedrich Paulus chỉ còn có thể tính bằng tháng, bằng ngày. Trên toàn bộ mặt trận Xô-Đức, quân Đức đều phải chuyển sang phòng ngự. Đó là những điều kiện thuận lợi để quân đội Liên Xô tại mặt trận Kavkaz chuyển sang phản công cùng với các phương diện quân khác. Nhận thấy lợi thế to lớn hơn có thể thu được nếu Cụm tập đoàn quân A (Đức) ở Bắc Kavkaz bị đẩy vào thế cô lập, ngày 4 tháng 1 năm 1943, Bộ Tổng tư lệnh tối cao quân đội Liên Xô bác bỏ kế hoạch tấn công một hướng vào Maikop của Cụm tác chiến Biển Đen do tướng I. E Petrov đề xuất và yêu cầu vạch một kế hoạch khác với hướng tấn công chính qua khu Krasnodar lên phía bắc, đến Azov và phía tây Rostov, phối hợp với Phương diện quân Nam đánh chiếm Bataisk và Rostov, khóa kín con đường rút lui của Cụm tập đoàn quân A (Đức) khỏi Bắc Kavkaz.

#### Các kế hoạch "Núi" và "Biển"
Kế hoạch "Núi" dự kiến hai giai đoạn phản công vào phía tây đồng bằng Kuban. Giai đoạn I từ ngày 14 đến ngày 18 tháng 1 năm 1943, Tập đoàn quân 56 với 5 sư đoàn và 7 lữ đoàn bộ binh có xe tăng và các phương tiện tăng cường khác tấn công đánh chiếm Krasnodar và các bến vượt qua sông Kuban. Giai đoạn II từ ngày 19 đến ngày 30 tháng 1 sẽ phát triển tấn công từ Krasnodar tới Tikhoretsk, đánh chiếm tuyến Tikhoretsk - Kanevskaya. Vì không thấy mục tiêu Bataisk trong kế hoạch, I. V. Stalin khẳng định lại mệnh lệnh, nói rõ Bataisk mới là mục tiêu cuối cùng của chiến dịch "Núi" và yêu cầu Cụm tác chiến Biển Đen phải bổ sung mục tiêu chiếm Bataisk thành giai đoạn ba của kế hoạch. Vì lợi ích toàn cục, Bộ tư lệnh Cụm tác chiến Biển Đen phải điều Tập đoàn quân 18 lẽ ra được dùng để đánh chiếm Novorossiysk trong giai đoạn II và điều nó sang hướng Krasnodar để tấn công về phía Bataisk - Rostov.
Kế hoạch "Biển" dự kiến ba giai đoạn phản công trên hướng biển. Giai đoạn I từ ngày 12 đến ngày 15 tháng 1 năm 1943, Tập đoàn quân 47 phối hợp hành động với Hạm đội Biển Đen chọc thủng tuyến phòng ngự của quân Đức ở Abinskaya, chiếm thị trấn Krymskaya, tạo bàn đạp tấn công cánh quân Đức Ở Novorrossiysk từ phía đất liền, sau đó, phát triển tấn công vào bán đảo Taman. Giai đoạn II dự kiến từ ngày 16 tháng 1 đến 25 tháng 1. Nhiệm vụ đánh chiếm cảng Novorossiysk sẽ do sự phối hợp hành động giữa Hạm đội Biển Đen và Tập đoàn quân 18 từ đất liền đánh vào đội quân đổ bộ từ phía biển đánh lên. Giai đoạn III dự tính sẽ tổng tiến công bằng hai tập đoàn quân phối hợp với Hạm đội Biển Đen giải phóng bán đảo Taman sau khi hoàn thành hai giai đoạn trước. Bản kế hoạch này đã được Bộ Tổng tư lệnh tối cao Liên Xô phê chuẩn mà không cần phải góp ý nhiều.

#### Chiến dịch Salsk-Rostov

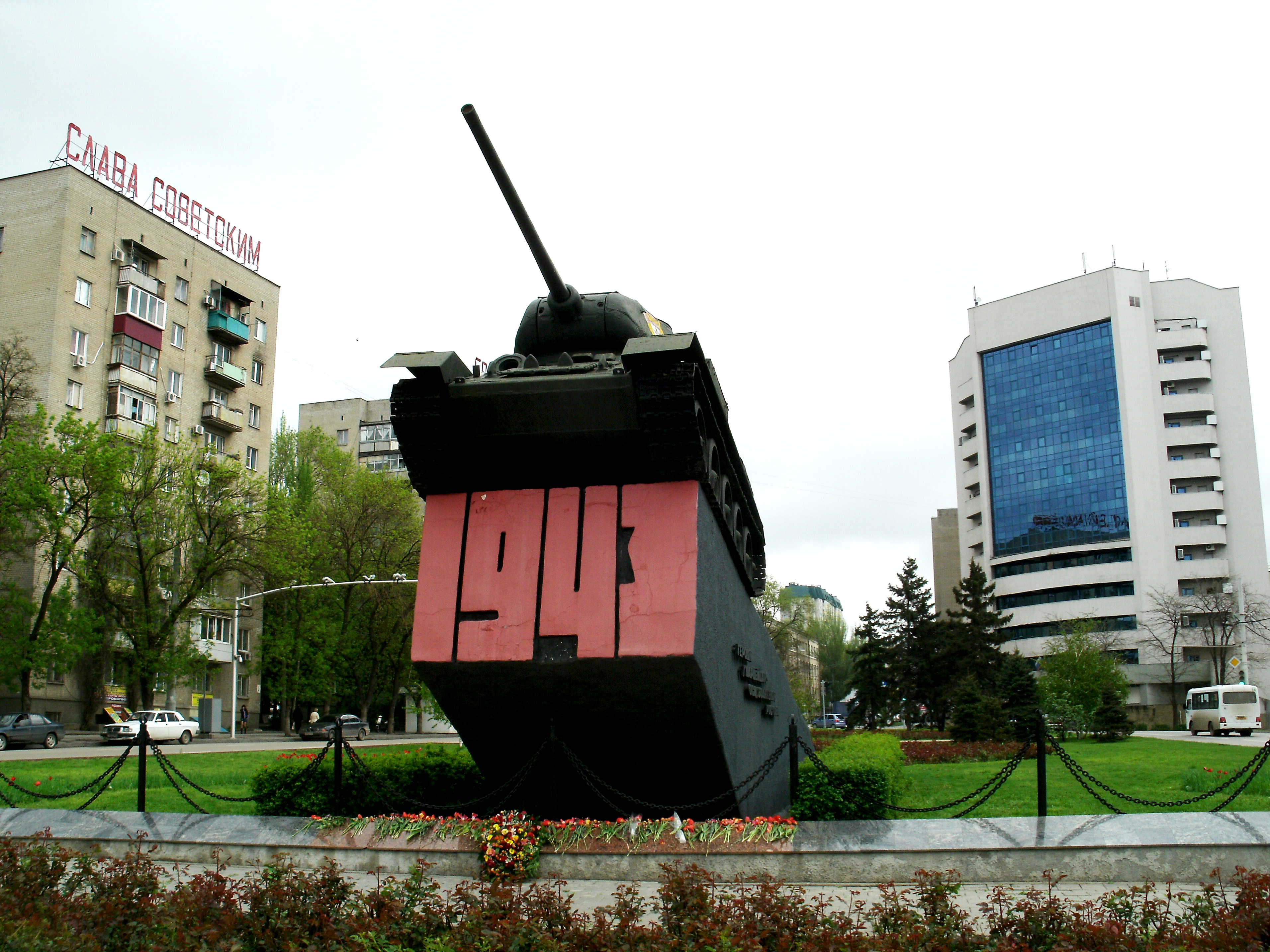
Đài kỷ niệm chiến thắng Rostov tháng 2 năm 1943

Ngày 1 tháng 1 năm 1943, Phương diện quân Nam (Liên Xô) sử dụng Tập đoàn quân xung kích 5, Tập đoàn quân cận vệ 2 các tập đoàn quân 28 và 51 từ chíng diện Loznoy, Kotelnikovo, Zhukovskaya, Dubovskoye, Khutorskoy, Remontnoye mở cuộc phản công xuyên qua thảo nguyên Kalmyk hướng về tuyến Bataisk - Rostov - Novocherkassk - Shakhty - Novoshakhtinsk. Các mũi đột kích chủ yếu được mở ở cả hai bờ Bắc, Nam sông Đông và Bắc, Nam sông Sal. Chiến dịch có tên mã là "Chiến dịch Sông Đông".
Ngày 9 tháng 1, Chủ lực Phương diện quân Nam (Liên Xô) đã đến tuyến sông Manych. Từ ngày 10 đến ngày 18 tháng 1, Quân đoàn xe tăng 3 và Quân đoàn xe tăng 57 (Đức) tổ chức kháng cự quyết liệt trên tuyến sông Manych. Ngày 21 tháng 1, Tập đoàn quân 28 đánh chiếm Slask và đến ngày 23 tháng 1 đã đẩy lùi quân Đức thêm hơn 100 km về phía tây Bắc. Ngày 24 tháng 1, Quân đoàn xe tăng 57 (Đức) đã chặn được cuộc tấn công của Tập đoàn quân cận vệ 2 (Liên Xô) tại Manychskaya trên ngã ba sông Đông và sông Sal, cách Rostov 45 km về phía đông. Từ ngày 25 tháng 1, cuộc phản công tiếp tục với sự tham gia của Tập đoàn quân 44 của Phương diện quân Bắc Kavkaz. Đến ngày 4 tháng 2, quân đội Liên Xô mới buộc được Quân đoàn xe tăng 3 (Đức) phải rút khỏi tuyến sông Manych. Ở cánh Bắc, Quân đoàn xe tăng 57 (Đức) vẫn liên tục phản kích vào Tập đoàn quân cận vệ 2 và tập đoàn quân 51 (Liên Xô), không cho các tập đoàn quân này vượt sông đánh sang Rostov. Ngày 12 tháng 2, sau khi được tăng cường Quân đoàn xe tăng 3 từ Tập đoàn quân xung kích 5 của tướng P. A. Rotmistrov, các tập đoàn quân 28 và cận vệ 2 mới chọc thủng được phòng tuyến phía đông và phía nam Rostov. Ngày 14 tháng 2, Quân đoàn xe tăng 3 (Liên Xô) đánh chiếm Rostov nhưng đã muộn. Các tập đoàn quân xe tăng 1 và 4 (Đức) đã rút khỏi Rostov. Thống chế Erich von Manstein điều động Cụm tác chiến Hollidt cùng các quân đoàn bộ binh 52, sư đoàn cơ giới 16 (Tập đoàn quân xe tăng 1) và sư đoàn đổ bộ đường không 15 (Tập đoàn quân 57) thiết lập tuyến phòng thủ vững chắc dọc theo bờ Tây sông Mius từ Taganrog đến phía bắc Matveev - Kurgan. Cuộc phản công đầu năm 1943 của quân đội Liên Xô phải dừng lại trên tuyến sông này.
Sau hai ngày, Cụm tác chiến Bắc Kavkaz (Liên Xô) cũng mở cuộc phản công lên phía bắc và hội quân với Tập đoàn quân 28 tại Bogoroditskoye ngày 19 tháng 1, Tập đoàn quân 44, các quân đoàn kỵ binh 4, 5 và Quân đoàn cơ giới 5 tiếp tục tấn công. Tập đoàn quân 58 cũng tham gia cuộc tấn công này và có mặt ở Eisk trên bờ biển Azov ngày 4 tháng 2, chia cắt Tập đoàn quân 17 với các lực lượng còn lại của Cụm tập đoàn quân A (Đức). Quân đoàn xe tăng 3 (Đức) đã lập được một "vành đai thép" xung quanh hai cứ điểm Azov và Bataisk, chặn đứng cuộc tiến quân của các tập đoàn quân 44 và 28 trước cửa ngõ phía nam Rostov. Ngày 4 tháng 2, cuộc tấn công của quân đội Liên Xô phải dừng lại trên tuyến Krugloye, Samarskoye, Manychskaya sát phía nam Azov và Bataisk. Ở cánh trái, các tập đoàn quân 9 và 37 sau khi chiếm Armavir và Kropotkin đã lật cánh sang hướng Biển Đen, trợ giúp cho Cụm tác chiến Biển Đen công kích khu phòng thủ hạ lưu Kuban của Tập đoàn quân 17 (Đức).
Kết quả lớn nhất của chiến dịch phản công Salsk-Rostov mà quân đội Liên Xô đạt được là thu hồi thành phố Rostov, một trong các thành phố quan trọng ở miền Nam Nga, cửa ngõ của khu vực Kavkaz. Cùng với Rostov là toàn bộ mạng lưới đường sắt vùng nam Donets từ Stalingrad đi Rostov, từ Rostov lên phía bắc qua Sverdlovsk, Likhovskoy và toàn bộ tuyến đường thủy ở hạ lưu sông Đông cũng đã được thu hồi. Tuy nhiên, mục đích cao nhất của quân đội Liên Xô là cô lập Cụm tập đoàn quân A (Đức) ở Bắc Kavkaz đã không thực hiện được. Không đợi đến khi Tập đoàn quân 6 hoàn toàn bị tan rã, bị tiêu diệt và bị bắt làm tù binh, Bộ Tổng tư lệnh quân đội Đức Quốc xã đã thực hiện được kế hoạch rút phần lớn Tập đoàn quân xe tăng 1 khỏi Bắc Kavkaz.

#### Chiến dịch Mozdok-Stavropol
Ngày 3 tháng 1 năm 1943, Cụm tác chiến Bắc Kavkaz (Liên Xô) thực hiện đòn phản công lớn đầu tiên trong năm 1943 vào Cụm tập đoàn quân A (Đức) trên một chính diện rộng hơn 150 km, có chiều sâu từ 350 km đến 400 km, từ khu vực Mozdok - Nalchik qua tuyến Kislovodsk - Essentuki - Pyatigorsk - Georgiyevsk đến tuyến Nevinnomyssk - Stavropol và sau đó, tiếp tục phát triển lên phía bắc. Đứng trước nguy cơ bị bao vây và cô lập tại Bắc Kavkaz, bất chấp mệnh lệnh cấm rút quân của Adolf Hitler, Tập đoàn quân xe tăng 1 (Đức) vẫn buộc phải vừa rút quân vừa luồn tránh và phản kích lại những đòn vu hồi của quân đội Liên Xô vào hai bên sườn.
Bốn tập đoàn quân 9, 37, 44, 58, các quân đoàn kỵ binh cận vệ 4, 5 và quân đoàn cơ giới 5 (Liên Xô) lần lượt chiếm lại các thành phố Mozdok và Nalchik (ngày 4 tháng 1), Kislovodsk, Pyatigorsk và Georgiyevsk (ngày 15 tháng 1), Cherkessk và Nevinnomyssk (ngày 18 tháng 1) và Stavropol (ngày 21 tháng 1). Ngày 24 tháng 1 năm 1934, Cụm tác chiến Bắc Kavkaz được nâng cấp thành Phương diện quân Bắc Kavkaz. Cũng trong ngày này, Tập đoàn quân 9 đánh chiếm Armavir. Ngày 25 tháng 1, Tập đoàn quân 44 và Quân đoàn kỵ binh cận vệ 4 Kuban gặp Tập đoàn quân 28 của Phương diện quân Nam tại Bogoroditskoye. Ngày 26 tháng 1, Tập đoàn quân 37 đánh chiếm thành phố Kropotkin. Ngày 28 tháng 1, Tập đoàn quân 58 đánh chiếm Tikhoretsk và phát triển tấn công dọc theo con đường sắt Tikhoretsk - Eisk, lần lượt đánh chiếm các điểm dân cư Kanevskaya, Pavlovskaya, Kushchevsk và ngày 31 tháng 1 đã có mặt tại bờ vịnh Azov trên khu vực Novobataysk - Eisk - Yasenki.
Mặc dù buộc quân Đức phải rút lui khỏi hầu hết đất đai Kuban (trừ bán đảo Taman, khu vực Novorossiysk) và gây những thiết hại đáng kể cho Tập đoàn quân xe tăng 1 (Đức) nhưng Phương diện quân Bắc Kavkaz (Liên Xô) đã thất bại về chiến thuật. Trong quá trình chiến dịch, Tập đoàn quân xe tăng 1 (Đức) đã sử dụng các cánh quân chặn hậu và yểm hộ chặt chẽ hai bên sườn, phá vỡ ý đồ bao vây, chia cắt của bốn tập đoàn quân Liên Xô và cuối cùng, rút được một phần lớn xe tăng về Rostov. Bộ chỉ huy tối cao quân đội Đức Quốc xã coi việc rút được phần lớn Tập đoàn quân xe tăng 1 khỏi Kavkaz là một thắng lợi chiến thuật. Bằng cách tập trung các sư đoàn xe tăng trên một chính diện hẹp để dựng lên một tấm mộc thép độc đáo trước của ngõ phía đông và phía nam Rostov, họ đã ngăn cản rất có hiệu quả đòn tấn công vũ bão của quân đội Liên Xô, bảo đảm cho Bộ tư lệnh Cụm tập đoàn quân Sông Đông (Đức) có thì giờ để tổ chức một tuyến phòng thủ mới trên sông Mius và tiếp tục tổ chức những cuộc phản kích nhằm làm chậm bước tiến và tiêu hao binh lực, phương tiện của đối phương.
Ý định ban đầu của quân đội Liên Xô nhằm hợp vây quân Đức với những "đòn truy kích vừa phải" trong kế hoạch đã biến thành một cuộc truy đuổi ồ ạt theo các đoàn tàu quân sự của quân đội Đức Quốc xã đang chủ động rút lui có tổ chức. Không cản được cuộc phản công của quân đội Liên Xô nhưng quân đội Đức Quốc xã cũng không để cho đối phương chiếm được lợi thế chiến thuật ở hai cạnh sườn và ngăn chặn quyết liệt các đòn đột kích chiều sâu vào phía sau Cụm tập đoàn quân A. Do đó, thế trận của quân đội Liên Xô đã không đạt được những chuyển biến căn bản trong quá trình chiến dịch mặc dù đã tiến lên được gần 800 km và giải phóng vùng đất rộng đến 200.000 km vuông. Trong các cuộc giao tranh trên bộ, kết quả chiến đấu của quân đội Liên Xô hết sức hạn chế. Trong hơn một tháng, các đơn vị quân đội Liên Xô dành thời gian để hành quân nhiều hơn là để chiến đấu. Trong khi đó, kết quả chiến đấu của lực lượng không quân Liên Xô lại nổi bật hơn khi họ phá hủy một số lớn xe tăng và các phương tiện chiến tranh khác của quân Đức. Tuy vậy, không quân vẫn không quyết định được số phận chiến trường. Những lực lượng cơ bản của Tập đoàn quân xe tăng 1 (Đức) vẫn rút lui khỏi Kuban và sau khi được trang bị lại, Tập đoàn quân này đã phục hồi được sức mạnh và trở thành một trong các lực lượng xe tăng chính của quân Đức tại cánh Nam của chiến dịch Thành Trì sau đó nửa năm.

#### Chiến dịch Maikop-Krasnodar
Ngay sau khi các Quân đoàn bộ binh 42 và 44 (Đức) bị hất xuống chân núi Kavkaz trước khu vực phòng thủ Tuapse và phải chuyển sang phòng ngự, Bộ tham mưu Cụm tác chiến Biển Đen đã xây dựng một kế hoạch phản công với nhiệm vụ ban đầu hạn chế ở mục tiêu đánh chiếm lại khu mỏ dầu Maikop, sau đó phát triển ra đồng bằng Kuban để hội quân với Cụm tác chiến Bắc Kavkaz. Kế hoạch dự định sử dụng Tập đoàn quân 46 làm chủ công, có sự phối hợp của Tập đoàn quân 18 bên cánh trái và đảo quân tại khu vực phía đông Novorossiysk, đưa Tập đoàn quân 56 vào thay tập đoàn quân 47 để cho Tập đoàn quân này nghỉ ngơi ít ngày, bổ sung quân số và đạn dược trước khi sử dụng nó vào Chiến dịch Maikop. Vì không đặt ra mục tiêu cô lập Cụm tập đoàn quân A (Đức) ở Bắc Kavkaz, ngày 29 tháng 12, Bộ Tổng tư lệnh tối cao Liên Xô bác kế hoạch này và yêu cầu lập một kế hoạch khác với hướng tấn công chủ yếu nhằm vào Krasnodar, hướng thứ yếu vào Maikop, sau đó phát triển lên Rostov từ phía tây nam, phối hợp với Phương diện quân Nam khoá chặt đường rút lui khỏi Bắc Kavkaz của Cụm tập đoàn quân A (Đức). Trong khi Bộ tư lệnh Cụm tác chiến Biển Đen đang xây dựng lại kế hoạch tấn công thì quân Đức đã không để mất thì giờ vô ích. Ngày 5 tháng 1, các sư đoàn Đức và Romania bắt đầu rút quân khỏi các sườn núi phía bắc. Các quân đoàn bộ binh 42 và 44 (Đức) đã củng cố tuyến phòng thủ ở phía nam Krasnodar và khu vực Khadyzhensky, Apseronsky và Neftegorsk để yểm hộ bên sườn cho cuộc rút quân. Từ ngày 11 tháng 1 đến ngày 12 tháng 2 năm 1943, Cụm tác chiến Biển Đen (Liên Xô) tấn công vào tuyến phòng thủ của Tập đoàn quân 17 (Đức) tại phía tây đồng bằng Kuban từ Maikop qua Armavir đến thành phố Krasnodar với ý định nhanh chóng đánh chiếm các vị trí xung yếu, các đầu mối giao thông quan trọng trên địa bàn tả ngạn sông Kuban; sau đó đánh chiếm bán đảo Taman, cắt đứt con đường rút lui của Tập đoàn quân 17 (Đức) sang Krym và phối hợp với các tập đoàn quân 28, 51 (Phương diện quân Nam) đánh chiếm Bataisk, cô lập Cụm tập đoàn quân A (Đức) ở Bắc Kavkaz.
Cuộc tấn công ban đầu đã gặp phải sức chống trả kịch liệt của Tập đoàn quân 17 (Đức) trên hướng Krasnodar với những trận đánh chặn ác liệt tại khu vực Neftegorsk, Khadyzhensky và Apsheronsky phía đông Tuapse để tranh thủ thời gian rút quân về phòng tuyến phía đông bán đảo Taman. Ở hướng Elbrus, quân Đức chủ động bỏ các vị trí trên sườn núi Kavkaz, tập trung tại các thị trấn phía đông để rút quân lên phía bắc. Ngày 30 tháng 1, quân đội Liên Xô chiếm lại Maikop. Cánh phải của Tập đoàn quân 46 phát triển qua Belorechensky đến Ust Labinskaya ngày 2 tháng 2. Sau gần một tuần bị quân Đức kìm chân ở khu vực Noryachi Klyuch, các tập đoàn quân 18 và 56 (Liên Xô) cũng tiếp cận được cửa ngõ phía nam Krasnodar ngày 4 tháng 2. Ở phía tây, Tập đoàn quân 47 không đột phá được tuyến phòng thủ của Quân đoàn bộ binh xung kích 5 (Đức) ở phía bắc Novorossiysk. Trung đoàn xe tăng còn lại của Sư đoàn xe tăng 22 (Quân đoàn bộ binh 42 (Đức)) đã chặn được các mũi tấn công yếu hơn của Tập đoàn quân 47 trước cửa ngõ các thị trấn Abinskaya và Krymskaya. Cuộc đổ bộ lên cứ điểm Nam Ozereika của Hạm đội Biển Đen cũng không thực hiện được vì bão biển lớn. Dựa vào các tuyến phòng thủ trước đây của quân đội Liên Xô, Tập đoàn quân 17 (Đức) mặc dù bị chia cắt khỏi Tập đoàn quân xe tăng 1 nhưng đã thiết lập được tuyến phòng thủ vững chắc phía ở Đông bán đảo Taman, bao gồm cả thành phố Krasnodar.
Ngày 9 tháng 2, Cụm tác chiến Biển Đen phối hợp với các tập đoàn quân 9 và 37 của Cụm tác chiến Bắc Kavkaz mở cuộc tổng công kích vào Taman nhưng chỉ đẩy lùi được Tập đoàn quân 17 Đức sâu thêm hơn 70 km về phía tây. Mặc dù đánh chiếm được thành phố Krasnodar ngày 12 tháng 2 và dồn quân Đức vào khu vực cửa sông Kuban lầy lội nhưng ba tập đoàn quân 9, 37 và 56 (Liên Xô) vẫn bị chặn lại trên "Phòng tuyến xanh" của quân Đức. Quân cảng Novorossiysk vẫn nằm trong tay quân Đức. Tập đoàn quân 17 (Đức) đã biến bán đảo Taman thành một căn cứ bàn đạp quân sự rất có lợi cho quân Đức mà sau này quân đội Liên Xô phải mất rất nhiều thời gian và công sức để trục nó đi.

#### Đất nhỏ và Novorossiysk
Thực hiện Kế hoạch "Biển" ngày 4 tháng 2, Hạm đội Biển Đen phối hợp với Cụm tác chiến Biển Đen (Liên Xô) thực hiện cuộc đổ bộ lên bán đảo Myskhako trong một nỗ lực nhằm đánh chiến quân cảng và thành phố Novorossiysk, làm bàn đạp để đột phá vào cánh trái phòng tuyến xanh của quân đội Đức Quốc xã tại bán đảo Taman. Lực lượng đổ bộ đầu tiên gồm 550 bộ binh và 250 hải quân đánh bộ đã chiếm được một đầu cầu nhỏ tại khu vực Myskhako - Stanichka (được gọi là "Đất nhỏ"). Nhóm đổ bộ thứ hai lên Nam Ozereyka trong khi triển khai phối hợp với quân đổ bộ đường không đánh chiếm Grebovka (???) đã bị ba sư đoàn bộ binh Đức bao vây và đánh tan. Một bộ phận rút lên núi, số còn lại chạy về sáp nhập vào nhóm quân đổ bộ tại Myskhako - Stanichka. Trong năm đêm tiếp theo, Hạm đội Biển Đen tiếp tục đổ quân. Lực lượng đổ bộ có mặt trên bán đảo đã tăng lên 17.000 người gồm hai lữ đoàn hải quân đánh bộ, một lữ đoàn bộ binh, một trung đoàn pháo chống tăng và hàng trăm tấn vũ khí, thiết bị (sau này họp thành quân đoàn bộ binh - hải quân hỗn hợp 12). Tuy nhiên, đến ngày 7 tháng 2, do bão lớn, các cuộc đổ bộ tiếp theo bị hủy bỏ.
Do thiếu quyết tâm trong việc chở quân đổ bộ cũng như tùy tiện thay đổi địa điểm đổ bộ và thiếu sự phối hợp chính xác giữa hải quân là lục quân, làm mất yếu tố bất ngờ, chiến dịch không thực hiện được. Chỉ còn đội quân đồn trú Myskhako phải trụ lại chiến đấu với các lực lượng Đức lớn gấp đôi. Từ đầu tháng 3 đến cuối tháng 8 năm 1943, Quân đoàn bộ binh xung kích 5 thuộc Tập đoàn quân 17 (Đức) phòng thủ hướng Novorossiysk đã mở nhiều cuộc tấn công "tảo thanh" nhằm nhổ "cái dằm" Myskhako - Stanichka, thậm chí, trong cuộc tấn công nửa đầu tháng 4 năm 1943, năm sư đoàn bộ binh Đức đã dồn đội quân đồn trú Liên Xô trên ""Đất nhỏ" vào một khu vực chỉ rộng từ 8 đến 10 km vuông xung quanh các thị trấn Myskhako và Stanichka (???) nhưng không tiêu diệt được họ. Chiến dịch đánh chiếm Novorossiysk theo kế hoạch Biển chỉ trong 10 ngày đã kéo dài đến 227 ngày (từ 4 tháng 2 đến 10 tháng 9 năm 1943). Vì để xảy ra thất lợi do trách nhiệm của hải quân, Phó đô đốc A. F. Oktyabrsky bị bãi chức tư lệnh hạm đội Biển Đen và được điều sang Viễn Đông làm tư lệnh phân hạm đội Amur. Tư lệnh mới của Hạm đội Biển Đen, Phó đô đốc L. A. Vladimirsky đã thường xuyên thực hiện các chuyến tiếp tế cho đội quân đồn trú để duy trì sức chiến đấu của họ. Trong 227 ngày đó, đội quân đồn trú đã đánh nhiều trận phòng ngự chống lại các cuộc tập kích của Quân đoàn bộ binh 5 thuộc Tập đoàn quân 17 (Đức), trấn giữ được căn cứ đầu cầu cho đến khi Cụm tác chiến Biển Đen và Hạm đội Biển Đen phối hợp tổ chức lại Chiến dịch đánh chiếm Novorossiysk.
Từ ngày 10 đến ngày 16 tháng 9 năm 1943 Tập đoàn quân 18 và Hạm đội Biển Đen (Liên Xô) tổ chức Chiến dịch Novorossiysk nhằm thu hồi thành phố và quân cảng Novorossiysk đồng thời mở đầu cho Chiến dịch Taman lần thứ hai. Khác với chiến dịch Myskhako, cuộc tấn công giải phóng Novorossyisk trung tuần tháng tháng 9 năm 1943 diễn ra với sự phối hợp chặt chẽ hơn giữa Phương diện quân Bắc Kavkaz với Hải quân hạm đội Biển Đen và không quân Liên Xô. Mặt khác, chiến dịch giải phóng Novorossiysk tháng 9 năm 1943 còn nằm trong một kế hoạch hoạt động quân sự chung của toàn bộ Phương diện quân Bắc Kavkaz để giải phóng hoàn toàn bán đảo Taman. Điều này đã làm cho Tập đoàn quân 17 (Đức) không thể chủ động điều lực lượng đi ứng cứu cho các hướng bị uy hiếp khi họ bị tấn công đồng loạt trên toàn tuyến mặt trận và từ phía biển.
Ngày 12 tháng 9, hai lữ đoàn hải quân đánh bộ và Tập đoàn quân 18 (Liên Xô) đã tấn công trực diện vào thành phố Novorossiysk từ phía đông và phía tây. Lữ đoàn hải quân đánh bộ 8 đổ bộ lên các con đê chắn sóng, đánh chiếm quân cảng và tấn công thành phố từ phía đông nam. Cùng thời gian này, Tập đoàn quân 17 (Đức) đang bị hai tập đoàn quân 9, 56 (Liên Xô) tấn công đồng loạt trên toàn bộ "Phòng tuyến xanh" đã không còn lực lượng dự bị rảnh rỗi để tăng viện cho Quân đoàn xung kích 5 giữ Novorossiysk. Sau bốn ngày chống cự với các cứ điểm, hỏa điểm kiên cố bị các đơn vị đặc nhiệm và công binh Liên Xô lần lượt phá hủy, Quân đoàn xung kích 5 (Đức) buộc phải bỏ Novorossiysk rút về phía bắc trong sự truy đuổi sát gót của Tập đoàn quân 18 (Liên Xô). 10 giờ sáng ngày 16 tháng 9, quân đội Liên Xô hoàn toàn làm chủ thành phố, quân cảng Novorossiysk và các vùng phụ cận. Chiến dịch giải phóng Novorossiysk kết thúc nhanh chóng sau một tuần với việc 5 sư đoàn Đức và Romania bị thiệt hại nặng và phải rút khỏi khu vực Novorossyisk về trung tâm bán đảo Taman. Thành công của chiến dịch này đã tạo thêm một mũi tấn công vu hồi để Phương diện quân Bắc Kavkaz (Liên Xô) tiếp tục cuộc tấn công giải phóng bán đảo Taman bị quân đội Đức Quốc xã chiếm đóng từ tháng 8 năm 1942. Hạm đội Biển Đen có thêm một căn cứ hải quân quan trọng để tiếp cận và thực hiện các chiến dịch giành lại quyền khống chế hải phận của Liên Xô trên Biển Đen. Đây cũng là căn cứ hậu cần quan trọng cho chiến dịch giải phóng Krym của quân đội Liên Xô dự định thực hiện vào cuối năm 1943, đầu năm 1944.

#### Các chiến dịch cuối cùng tại Taman
Sau những thất bại ở đồng bằng trung lưu sông Kuban và buộc phải bỏ thành phố Krasnodar cùng với hầu hết đồng bằng Kuban và rút về cố thủ tại bán đảo Taman, Tập đoàn quân 17 (Đức) đã dựng lên ở đây một tuyến phòng thủ vững chắc gồm hai lớp. Lớp ngoài gồm hai tuyến phòng thủ không liên tục. Lớp phòng thủ bên trong liên tục từ phía đông căn cứ không quân Temryuk qua Kievskoye, Moldavanskoye đến Krymsk. Trên chiều dài 128 km từ khu vực đầm lầy Kurchanskaya đến Novorossiysk, công binh Đức đã bố trí 577 hỏa điểm với mật độ 3 điểm/km trên 71 km cánh trái phòng tuyến, 8 điểm/km trên 32 km ở khu trung tâm và 6 điểm/km ở cánh phải. 37,5 km trên phòng tuyến được bố trí các bãi mìn. 87 km được ngăn bằng rào thép gai nhiều lớp. 11,75 km phòng tuyến được bố trí các vật cản bằng sắt, bê tông và gỗ. Toàn bộ các bãi mìn có 142.370 quả mìn chống tăng, 155.848 mìn chống bộ binh, 3.032 bom điều khiển nổ bằng điện, 144 quả bom vướng nổ. Trên ba lớp rào thép gai có 142 cụm rào cũi lợn, 120 cụm rào thép gai kết hợp hào chống tăng. Tổng chiều dài của loại rào thép gai vòng xoắn lên đến 266,4 km.
Ngày 29 tháng 4 năm 1943, chiến dịch mở màn. Trong 5 ngày đầu, các Tập đoàn quân 18 và 56 (Liên Xô) chỉ thu được một số kết quả hạn chế, đánh chiếm được một số điểm dân cư như Krymsk, Abinsk, Slavianskaya, Petrovskaya. Trong những ngày sau đó, cả bốn tập đoàn quân Liên Xô đều bị Tập đoàn quân 17 (Đức) chặn lại trên "Phòng tuyến xanh" từ sông Kurka, dọc theo một đoạn sông Kuban qua Kievskoye, Moldavanskaya đến Neberzhayevskaya ở phía bắc Novorossiysk. Các nỗ lực tiếp theo của quân đội Liên Xô nhằm tiếp tục đột phá vào "Phòng tuyến xanh" đều thất bại. Quân đoàn 44 (Đức) đã giữ vững các cụm cứ điểm Kievskoye, Moldavanskoye. Ngày 15 tháng 5, Quân đội Liên Xô buộc phải ngừng tấn công.

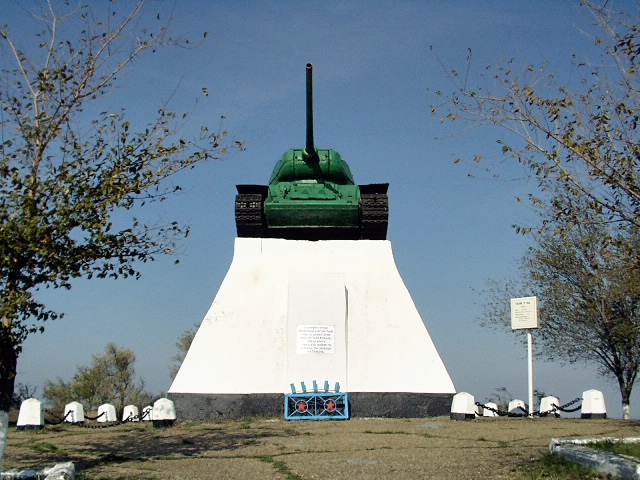
Đài kỷ niệm chiến thắng Taman, tháng 9 năm 1943

Ngày 12 tháng 7 năm 1943, quân đội Đức Quốc xã thua trận tại Kursk và bắt đầu rút lui trước các đòn phản công của 5 Phương diện quân Liên Xô tại cánh Nam của mặt trận Xô-Đức. Tình thế chiến lược có quá nhiều thuận lợi cho Phương diện quân Bắc Kavkaz (Liên Xô) giải quyết dứt điểm căn cứ cuối cùng của Cụm tập đoàn quân Nam (Đức) tại Taman. Cuộc tấn công giải phóng Taman lần thứ hai được tổ chức kỹ lưỡng và phối hợp chặt chẽ hơn giũa lục quân, không quân và Hạm đội Biển Đen. Toàn bộ Tập đoàn quân không quân 4 (Liên Xô) được huy động yểm hộ các cuộc tấn công trên bộ và phối hợp với không quân của hạm đội Biển Đen chống lại các cuộc phản kích của không quân và hải quân Đức Quốc xã.
Ngày 12 tháng 10, Quân đoàn bộ binh cận vệ 5 (Liên Xô) vượt sông Adagum đột kích vào cứ điểm Keslerovo do Sư đoàn bộ binh 79 (Đức) đóng giữ. Sư đoàn bộ binh 98 (Đức) và Sư đoàn bộ binh 10 (Romania) phản kích để lấp lại cửa mở tại Keslerovo nhưng sau 5 ngày chiến đấu vẫn không đẩy lui được Quân đoàn bộ binh cận vệ 5. Ngày 17 tháng 9, chủ lực Tập đoàn quân 56 (Liên Xô) có Lữ đoàn xe tăng 63 mở đường đã đột phá một đoạn dài 6 km tại khu vực Moldavanskaya. Yểm hộ cho cuộc tấn công, 108 máy bay của Tập đoàn quân không quân 4 và 28 máy bay của Hạm đội Biển Đen đã đánh bom trúng nhiều hỏa điểm pháo binh và súng máy của Sư đoàn bộ binh 98 và cả sở chỉ huy dã chiến Quân đoàn 44 (Đức) tại Gladkovskaya. Các máy bay trinh sát của hạm đội Biển Đen cũng chỉ điểm và hiệu chỉnh chính xác cho pháo binh bắn phá các hỏa điểm của quân Đức trong khoảng 10 km gần tiền duyên.
Từ phía nam, Lữ đoàn xe tăng 63 cùng Quân đoàn bộ binh cận vệ 2 tấn công vòng ra phía sau Cụm cứ điểm Kievskoye và gặp sư đoàn bộ binh 389 (Tập đoàn quân 9) tại nhà ga Varenikovskaya ngày 20 tháng 9. Chỉ có không quá ba trung đoàn Đức và Romania thoát khỏi cuộc bao vây này và rút chạy về Gostagaevkaya. Ngày 22 tháng 9, các đơn vị Đức và Romania còn lại tại cụm cứ điểm Keslerovo - Kievskoye đầu hàng quân đội Liên Xô. Tại phía bắc Novorossiysk, các sư đoàn bộ binh 317, 395 và lữ đoàn bộ binh 20 được phối thuộc Lữ đoàn xe tăng cận vệ 5 đã nhanh chóng tràn ngập cụm cứ điểm Moldavanskoye và hướng đòn tấn công về thị trấn Verkhnebakansky. Từ phía Novorrosiysk, Tập đoàn quân 18 (Liên Xô) phát triển tấn công đến Verkhnebakansky. Ngày 18 tháng 9, tướng Karl Allmendinger tập trung Sư đoàn sơn chiến 4 (Đức), Sư đoàn sơn chiến 4 (Romania) ở phía tây, Sư đoàn bộ binh 73 và Sư đoàn sơn chiến 1 (Romania) từ phía đông phản đột kích vào hai bên sườn Tập đoàn quân 18. Chỉ sau một ngày, cuộc phản đột kích đã bị Quân đoàn bộ binh cận vệ 8, các lữ đoàn bộ binh 81 và 107 đánh lui. Bị truy kích, tàn quân của các sư đoàn bộ binh 9 và 73 (Đức), Sư đoàn sơn chiến 4 (Đức), các sư đoàn sơn chiến 1 và 4 (Romania) phải tháo chạy về trung tâm phòng ngự Verkhnebakansky. Ngày 21 tháng 9, quân Đức bỏ Verkhnebakansky rút lên Gostagayevskaya tìm đường chạy sang Krym.
Ngày 21 tháng 9, các lữ đoàn hải quân đánh bộ 83 và 255 đổ quân lên Anapa và tiến nhanh lên phía bắc để cắt con đường thoát sang Krym của quân Đức. Chiến sự diễn ra lịch liệt nhất tại hành lang Volchy Vorota (???) (tiếng Nga:Волчьи Ворота, có nghĩa là Cổng Sói). Đến 17 giờ, quân Đức và Romania tháo chạy ra doi đất Blagoveshenskaya. Ngày 18 tháng 8, các tàu biển của Đức ém sẵn tại ngoài khơi vịnh Kizyntatsky để di tản Quân đoàn bộ binh xung kích 5 (Đức) đã bị Sư đoàn không quân 11 Novorrossiysk của Hạm đội Biển Đen phát hiện và đánh đắm 1 pháo hạm, 2 tàu vận tải của hải quân Đức ngay trước cửa vịnh Kizyntatsky, buộc những chiếc còn lại phải tháo lui. Đến ngày 26 tháng 9 năm 1943, hầu hết các cụm cứ điểm quan trọng trên "Phòng tuyến xanh" của Tập đoàn quân 17 (Đức) tại Taman lần lượt thất thủ. Sau khi bị mất toàn bộ "Phòng tuyến xanh" trong 25 ngày đầu chiến dịch, Tập đoàn quân 17 (Đức) buộc phải dựa vào các chướng ngại thiên nhiên để ngăn chặn quân đội Liên Xô. Nhằm khắc phục điều bất hợp lý khi một quân đoàn sơn chiến phải chiến đấu ở đồng lầy, tướng Rudolf Konrad đã "nhường lại" toàn bộ khu vực ngập mặn quanh vịnh Kurchnsky cho Tập đoàn quân 9 (Liên Xô) xử lý và rút các sư đoàn 50 và 370 về giữ căn cứ không quân Temryuk, đồng thời là cửa ngõ chặn con đường qua Starotytarovskaya đến các mũi đất Tuzla và Chushka có các bến vượt sang bán đảo Kerch.
Ở phía bắc Temryuk, đêm 24 tháng 9, Phân hạm đội Azov (Liên Xô) đổ Lữ đoàn hải quân đánh bộ 8 lên đánh chiếm đầu cầu Chaikyno (???) và Lữ đoàn 47 chiếm đầu cầu Golubiskaya. Sáng sớm 25 tháng 9, các lữ đoàn tàu vận tải tiếp tục đưa lên Chaikyno 1.200 quân của trung đoàn bộ binh 547, 369 quân của tiểu đoàn Hải quân đánh bộ độc lập 220; đổ bộ lên Golubiskaya 850 quân của Trung đoàn bộ binh độc lập 9. Ngày 26 tháng 9, các đơn vị này tiếp tục mở sộng các đầu cầu và bắt đầu đột kích phía sau hai sư đoàn Đức đang phòng thủ Temryuk. Ngày 25 tháng 9, Sư đoàn bộ binh 50 (Đức) mở cuộc phản kích quyết liệt vào căn cứ đầu cầu Chaikyno, đánh thiệt hại nặng Lữ đoàn hải quân đánh bộ 8 và trung đoàn bộ binh 547 (Liên Xô). Ngày 26 tháng 9, Quân đoàn bộ binh cận vệ 11 được điều từ lực lượng dự bị của Phương diện quân Bắc Kavkaz với sự yểm hộ tối đa của pháo binh đã phá vỡ tuyến phòng ngự ở ngoại ô phía đông nam Temryuk. Chiều 27 tháng 9, toàn bộ thành phố và sân bay Temryuk đã nằm trong tay quân đội Liên Xô cùng nhiều pháo, súng cối và vũ khí cá nhân bị quân Đức bỏ lại.
Ngày 1 tháng 10, Tập đoàn quân 56 phá vỡ tuyến phòng thủ của quân Đức tại Krasnaya Strela (???) đánh chiếm Vyshestebliyevskaya. Mũi đột kích của Tập đoàn quân 18 qua doi đất Bugasky (???) đã đánh chiếm Veselovka ngày 2 tháng 10. Ngày 3 tháng 9, tướng Maximilian de Angelis tập trung sư đoàn bộ binh 97 và sư đoàn kỵ binh 9 (Romania) phản kích vào sườn trái Quân đoàn bộ binh cận vệ 8 đang tấn công từ Veselovka vào Taman nhưng đã bị Quân đoàn này và Sư đoàn bộ binh 176 từ Gryazelechevnitsa (???) kéo lên dập tắt nhanh chóng. Chiều 3 tháng 10, Quân đoàn bộ binh cận vệ 8 và Lữ đoàn xe tăng cận vệ 5 (Liên Xô) tiến vào Taman. Ngày 7 tháng 10, các sư đoàn bộ binh cận vệ 20, 83 và 242 phá vỡ tuyến phòng thủ phía ngoài ở Senaya Semenyuk (???), phối hợp với Sư đoàn 227 (Tập đoàn quân 9) đánh từ hai mặt vào hai cứ điểm Akhtanyzovskaya và Peresyp. Ngày 8 tháng 10, bốn sư đoàn Liên Xô bắt đầu dồn ép tàn quân của ba sư đoàn Đức và Romania. Chỉ một phần quân Đức tháo chạy qua làng Ilych ra được doi đất Chushka, cướp thuyền của ngư dân để sang quân Đức cuối cùng ở Zaporozhskaya hạ vũ khí đầu hàng. Quân đội Liên Xô thu hồi toàn bộ bán đảo Taman.

## Kết quả, đánh giá và ảnh hưởng

### Kết quả
Chiến dịch Blau tại cánh Nam mặt trận Xô-Đức với sự tham gia của 3.910.200 quân Liên Xô và 2.550.000 quân Đức Quốc xã đã kết thúc tại Bắc Kavkaz. Bộ Tổng tư lệnh quân đội Đức Quốc xã dự định thôn tính xong toàn bộ vùng đồng bằng trung lưu, hạ lưu sông Volga, sông Đông và Kavkaz trong 4 tháng nhưng chiến dịch đã kéo dài đến tháng 10 năm 1943 với tình thế mặt trận trở lại tương tự như khi bắt đầu chiến dịch. Quân Đức quốc xã thu được bao nhiêu thành quả trong 6 tháng đầu chiến dịch thì cũng mất đi bấy nhiêu vào 6 tháng cuối chiến dịch. Sau hơn một năm xung đột, hai bên đều chịu những thiệt hại rất nặng nề về người và phương tiện chiến tranh. Để giành lại được từ tay quân Đức những vùng bị chiếm đóng, Quân đội Liên Xô chịu tổn thất 1.312.775 người chết và mất tích; hơn 1.500.000 người bị thương, trong đó có hơn 600.000 người không thể tiếp tục chiến đấu. Tổng số xe tăng Liên Xô bị đánh hỏng trong chiến đấu lên đến hơn 9.000 chiếc, trong đó có hơn 6.000 chiếc bị phá hủy hoàn toàn. Quân đội Đức Quốc xã cũng chịu tổn thất nặng không kém. Tính từ ngày 15 tháng 7 năm 1942 đến ngày 1 tháng 10 năm 1943, tổng số thiệt hại về người của quân đội Đức Quốc xã tại hai Cụm tập đoàn quân A, B và Cụm tác chiến Hollidt (của Cụm Tập đoàn quân Nam tái lập) đã lên đến 1.890.320 người; trong đó, 1.243.590 người chết và mất tích, 656.730 người bị thương. Quân đội Đức Quốc xã cũng mất 7.209 xe tăng tại cánh Nam mặt trận Xô-Đức từ tháng 7 năm 1942 đến tháng 10 năm 1943 (không kể số xe tăng của Cụm tập đoàn quân Nam bị tổn thất trong trận Kursk).

### Đánh giá
Chiến dịch Blau có quy mô không thua kém Chiến dịch Barbarossa nhưng đối với quân đội Đức Quốc xã, nó lại trở thành một chiến dịch thất bại còn lớn hơn cả chiến dịch Babarossa. Nếu như trong Chiến dịch Babarossa, quân đội Đức Quốc xã chỉ để thua một trận chiến lược ở ngoại vi Moskva và có thể nhanh chóng phục hồi "sau một giấc ngủ đông" thì Chiến dịch Blau không những đã tiêu hao một lực lượng lớn quân đội Đức Quốc xã, đặc biệt là tại Chiến dịch Stalingrad, chiến dịch đánh dấu bước ngoặt không chỉ của cuộc Chiến tranh Xô-Đức mà còn đối với toàn bộ cuộc chiến tranh thế giới thứ hai. Các trận đánh ở thượng lưu sông Đông và Kavkaz càng khoét sâu vào những vết thương của quân đội Đức Quốc xã đang choáng váng sau thất bại nặng nề ở Stalingrad và chỉ có những lực lượng mới được đưa từ Đức, Pháp và Đông Âu sang cùng với sự điều chỉnh chiến lược hợp lý của thống chế Erich von Manstein vào giai đoạn sau của chiến dịch mới giúp cho mặt trận phía đông của quân đội Đức Quốc xã tránh khỏi sự đổ vỡ toàn diện.
Bị "ngây ngất" bởi những thắng lợi ban đầu rất lớn ở tuyến sông Đông và tiến sát tới sông Volga trong giai đoạn đầu của chiến dịch, một tham vọng lớn đã nảy sinh trong đầu Adolf Hitler cùng một số tướng lĩnh Đức có tư tưởng phiêu lưu. Mặc dù được coi là một chiến lược gia của Đảng Quốc xã nhưng tham vọng đó đã cám dỗ Hitler đến mức làm cho ông ta không còn giữ được sự bình tĩnh để đánh giá đúng quân đội của ông ta và của đối thủ. Hệ quả tất yếu của tham vọng đó là việc xé lẻ lực lượng Đức tại cánh Nam của mặt trận Xô-Đức và điều đó đã trở thành một trong những nguyên nhân dẫn đến thảm họa Stalingrad đối với quân đội Đức Quốc xã. Việc ông ta truất quyền chỉ huy Cụm tập đoàn quân A của thống chế Wilhelm List và tự mình điều hành Cụm tập đoàn quân này với những quyết sách chiến lược rất không phù hợp đã làm cho tình hình quân đội Đức Quốc xã vốn đã bế tắc về chiến lược ngày càng trở kém cơ động hơn. Giống như Chiến dịch Barbarossa, quân đội Đức Quốc xã vẫn tuân theo học thuyết quân sự Chiến tranh chớp nhoáng kiểu Đức, lấy đánh nhanh thắng nhanh làm phương châm chủ yếu. Khi vấp phải sức phòng thủ dẻo dai của quân đội Liên Xô với nhiều lực lượng dự bị mới được tung ra mặt trận, quân đội Đức Quốc xã nhanh chóng "xuống sức" và phải chuyển sang phòng ngự, một chiến lược rất không phù hợp với một đội quân viễn chinh vốn có tiềm lực dự trữ yếu hơn đối thủ. Kết quả là quân đội Đức Quốc xã lại tiếp tục bước vào một cuộc chiến giằng co và tiêu hao thêm sinh lực trong điều kiện nó đã suy yếu hơn so với năm 1942. Một kết quả tệ hại khác mà quân đội Đức Quốc xã phải gánh chịu sau khi Chiến dịch Blau hoàn toàn thất bại là uy tín của nước Đức và quân đội Đức Quốc xã đối với thế giới và dân chúng Đức vốn đã lung lay sau trận Moskva lại càng xuống thấp hơn nữa.

### Ảnh hưởng
Về quân sự thuần túy, Chiến dịch Blau đem lại thiệt hại nặng nề cho hai bên cả về sinh lực và vật chất. Nhưng về khía cạnh chính trị quân sự, Chiến dịch Blau cho thấy sức hồi sinh của quân đội Liên Xô mà David. M. Glantz cùng một số nhà nghiên cứu quân sự phương Tây gọi đó là "phép lạ Nga". Chiến dịch Blau với cái trục xoay là Trận Stalingrad đã cho thấy một tương lai không mấy sáng sủa cho Đế chế thứ ba và quân đội Đức Quốc xã. Về cơ sở nhân lực và vật lực nước Đức, Chiến dịch Blau trở thành một chiến dịch "tốn máu" bậc nhất kể từ khi bắt đầu cuộc chiến tranh thế giới thứ hai đồng thời đem lại những tổn thất đặc biệt lớn về vũ khí, phương tiện chiến tranh của họ. Mặt trận phía đông liên tục ngốn nuốt ngày càng nhiều binh lính, xe tăng, đại bác, máy bay và tiền của nước Đức Quốc xã.
Mặc dù tiềm lực quân sự của nước Đức Quốc xã vẫn chưa hẳn là cạn kiệt nhưng rõ ràng đã trở nên "khan hiếm" hơn so với năm 1942. Theo kết quả nghiên cứu thống kê của Bernard Mullerr Hinlerbrand trong tác phẩm "Cơ sở quân sự của nước Đức (1933 - 1945)" thì trong nửa cuối năm 1943 nửa đầu năm 1944, mức bù đắp cho các thương vong sinh mạng và tổn thất vũ khí, phương tiện trên mặt trận phía đông của quân Đức đã giảm sút hẳn so với 6 tháng cuối năm 1942 đến 6 tháng đầu năm 1943 khi diễn ra Chiến dịch Blau về cả về quân số: 95% (1942-1943) so với 65% (1943-1944) và phương tiện: 122% (1942-1943) so với 97% (1943-1944). Về tiêu thụ nhiên liệu, trong nửa cuối năm 1942 và nửa đầu năm 1943, tại mặt trận phía đông, quân đội Đức Quốc xã đã tiêu hao một khối lượng xăng dầu gấp rưỡi và một khối lượng than đá gấp đôi so với giai đoạn từ tháng 6 năm 1941 đến tháng 6 năm 1942. Nếu về than đá, quân đội Đức Quốc xã còn có thể tự trang trải được nhưng những thứ đó không thể dùng cho xe tăng, xe cơ giới, máy bay quân sự và chiến hạm. Còn về xăng dầu thì sản lượng của cả hai khu khai thác và lọc hóa dầu lớn nhất của Đế chế thứ ba nằm ở đồng bằng Áo - Hung và hạ lưu sông Danube ở Ploesti Romania vẫn không thể đủ để cung cấp cho bộ máy chiến tranh. Bắt đầu từ cuối năm 1943, người ta đã thấy xuất hiện ở Pháp, ở Đức và một số nước Đông Âu các loại xe ô tô dân sự phải sử dụng khí than để thay cho xăng dầu.
Chiến dịch Blau có ảnh hưởng rất lớn đến nhuệ khí của các nước đồng minh phương Tây cùng đứng trên mặt trận chống phát xít với Liên Xô trên chiến trường châu Âu. Khi thấy rõ kết cục của Chiến dịch Blau khẳng định một điều chắc chắn rằng quân đội Liên Xô sẽ đứng vững và hùng mạnh hơn cùng với kết quả khả quan của quân đồng minh Anh ở Bắc Phi đã đánh bại Tập đoàn quân 20 (Cụm tác chiến Rommel) của quân Đức trong hai trận El Alamein, quân đội Đồng minh đã vượt Địa Trung Hải bắt đầu chiến dịch nước Ý. Họ đổ bộ lên Sicilia ngày 10 tháng 7, tấn công Baytown ngày 3 tháng 9, quân đội Hoa Kỳ đổ bộ lên đảo Salerno và tấn công Slapstick, quân Anh tấn công Taranto. Chính phủ Ý của vua Victor Emanuel đầu hàng và giam lỏng Mussolini. Những khó khăn mới cho chế độ Quốc xã bắt đầu chồng chất ngày một nhiều hơn.
Đối với quân đội Liên Xô, kết cục phá sản của chiến dịch Blau đã đem lại cho họ một tinh thần lạc quan mới, lớn hơn nhiều so với đầu năm 1942. Các sĩ quan và các tướng lĩnh chỉ huy chiến trường cũng dày dạn kinh nghiệm trận mạc hơn. Cùng với một số lượng vũ khí trang bị khổng lồ trong đó có 92% nhận được từ nền công nghiệp quốc phòng Liên Xô và 8% từ viện trợ của các đồng minh Hoa Kỳ và Anh, quân đội Liên Xô đã phát huy được ưu thế lực lượng và dần dần giành lại quyền chủ động chiến lược. Mặc dù về giai đoạn cuối của chiến dịch, những biểu hiện chủ quan quá trớn đã đem lại cho họ thất bại trên sông Dniepr và vùng Donbass, phải lùi về giữ chính diện mặt Nam của vòng cung Kursk nhưng thế và lực của họ sau chiến dịch Blau rõ ràng đã khác hẳn so với một năm trước đó. Với quyền chủ động chiến lược tạm thời nắm giữ sau Chiến dịch Donets, quân đội Đức Quốc xã dự tính là một cuộc "rửa hận" cho Trận Stalingrad. Và kết quả là "sự bất quá tam", quân đội Đức Quốc xã tiếp tục thất bại trong Chiến dịch vòng cung Kursk, mất quyền chủ động chiến lược trên mặt trận Xô-Đức lần thứ ba và vĩnh viễn không bao giờ giành lại được thế chủ động nữa.

## Chiến dịch Blau trong văn hóa đại chúng

### Phim
- Bộ phim Họ chiến đấu vì Tổ quốc sản xuất năm 1975 (đạo diễn: Sergei Bondarchuk) lấy bối cảnh các lực lượng của Hồng quân đang rút lui về tả ngạn sông Đông trong giai đoạn đầu của Chiến dịch Blau. Trọng tâm của bộ phim nói về một đơn vị Hồng quân có nhiệm vụ chặn hậu đang chiến đấu hết mình để kìm chân quân xâm lược.
- Chữ thập sắt là một bộ phim sản xuất năm 1977 với đạo diễn là Sam Peckinpah. Bộ phim nói về số phận của một nhóm binh sĩ Đức sau khi Tập đoàn quân số 6 bị hủy diệt trong trận Stalingrad.
- Bộ phim tài liệu "Cuộc chiến của tôi" (Mein Krieg)[123] sản xuất năm 1990 được thực hiện từ những đoạn phim cỡ 8 mm mà lính Đức quay trong cuộc chiến tranh Xô-Đức.
- Bộ phim Stalingrad sản xuất năm 1993 nói về trận đánh tại Stalingrad theo cách nhìn của viên sĩ quan Đức Hans von Witzland và trung đoàn của anh ta.
- Bộ phim Kẻ thù trước cổng nói về vai trò của người lính bắn tỉa huyền thoại Vasily Zaytsev trong trận Stalingrad.

### Văn chương
- Robert Harris viết một tiểu thuyết lịch sử giả tưởng mang tên "Chiến dịch Blau" (Case Blue). Trong tiểu thuyết này ông đặt giả thuyết là phát xít Đức giành thắng lợi chung cuộc trong chiến dịch, và đoạn kết là toàn bộ phần lãnh thổ Nga nằm trên châu Âu bị đánh chiếm.

### Trò chơi
- Case Blue là một game do Multi-Man Publishing (MMP) phát hành năm 2007, bao hàm chiến cục tại mặt trận Xô-Đức từ tháng 10 năm 1941 đến tháng 5 năm 1943.
- Enemy at the Gates là một game do The Gamers phát hành năm 1994, bao hàm khoảng thời gian kể từ chiến dịch Sao Thiên Vương của Liên Xô cho đến "cú trả đòn nghịch tay" của Manstein.
- Streets of Stalingrad, 3rd Edition do L2 Design Group phát hành năm 2003, bao hàm toàn bộ những trận đánh đẫm máu tại Stalingrad kéo dài từ ngày 13 tháng 9 đến 18 tháng 11 năm 1942, ngay trước khi Tập đoàn quân số 6 bị bao vây trong Chiến dịch Sao Thiên Vương.
- Edelweiss do Clash of arms phát hành và bao hàm chiến sự tại dãy Kavkaz.
- Turning Point Stalingrad do Avalon Hill phát hành, bao hàm những trận đánh đẫm máu trong thành phố từ tháng 9 đến đầu tháng 11 năm 1942.

### Tiếng Anh
- Anthony Beevor. Stalingrad. — Viking Press, 1998.
- David M Glantz. When titans clashed: how the red army stopped hitler. Lawrence: Univ Pr Of Kansas, 1998
- David M Glantz. Colossus Reborn: The Red Army At War, 1941-1943. — Lawrence (Kansas): University Press Of Kansas, 2005, ISBN 978-5-699-31040-1
- Dennis W. Dingle, Stalingrad and the turning point on the Soviet-German front, 1941-1943. — Leavenworth, Kansas, 1989.
- William Arthur Shirer. The Rise and Fall of the Third Reich, 1959.

### Tiếng Đức
- Halder Franz. Kriegstagebuch. Tägliche Aufzeichnungen des Chefs des Generalstabes des Heeres 1939-1942. — Stuttgart: W. Kohlhammer Verlag, 1962-1964.
- Hans Doerr. Der Feldzug nach Stalingrad. Darmstadt. 1955.
- Hans-Adolf Jacobsen. 1939-1945. Der Zweite Weltkrieg in Chronik und Documenten. 3.durchgesehene und erganzte Auflage. Wehr-und-Wissen Verlagsgesselschaft. Darmstadt, 1959.
- Friedrich Wilhelm von Mellenthin, Panzer battles 1939-1945: A study of the employment of armour in the second world war. — 2nd edition, enlarged. — London, 1956.
- Erich von Manstein. Verlorene Siege. — Bonn, 1955.
- Heinz Guderian. Erinnerungen eines Soldaten. — Heidelberg. 1951.
- Kurt von Tippelskirch. Geschichte des Zweiten Weltkrieges. — Bonn, 1954.

### Tiếng Nga
- История Великой Отечественной войны Советского Союза 1941-1945 гг. (в 6 томах). — М.: Воениздат, 1960-1965.
- Гречко Андрей Антонович, Битва за Кавказ. — М.: Воениздат, 1967.
- Самсонов Александр Михайлович, Сталинградская битва, 4-е изд., испр. и доп.— М.: Наука, 1989.
- Бешанов Владимир Васильевич, Год 1942 — «учебный». — Мн.: Харвест, 2003.
- Исаев Алексей Валерьевич, Сталинград. За Волгой для нас земли нет. — М.: Яуза, Эксмо, 2008.
- Исаев Алексей Валерьевич, Когда внезапности уже не было. История ВОВ, которую мы не знали. — М.: Яуза, Эксмо, 2006.
- Казаков Михаил Ильич, Над картой былых сражений. — М.: Воениздат, 1971.
- Г. Ф. Кривошеев, В. М. Андроников, П. Д. Буриков, Гриф секретности снят: Потери Вооруженных Сил СССР в войнах, боевых действиях и военных конфликтах, — М.: Воениздат, 1993.
- Москаленко Кирилл Семёнович, На Юго-Западном направлении. Воспоминания командарма. Книга I. — М.: Наука, 1969.
- Евдоким Егорович Мальцев, В годы испытаний, М.: Воениздат, 1979.
- Тюленев Иван Владимирович, Через три войны. — М.: Воениздат, 1972.
- Еременко Андрей Иванович, Сталинград. — М.: Воениздат, 1961.
- Ковалев Иван Владимирович, Транспорт в Великой Отечественной войне (1941–1945 гг.). — М.: Наука, 1981.
- Кожевников Михаил Николаевич, Командование и штаб ВВС Советской Армии в Великой Отечественной войне 1941-1945 гг. — М.: Наука, 1977.
- Холостяков Георгий Никитич, Вечный огонь. — М.: Воениздат, 1976.
- Кирин Иосиф Данилович, Черноморский флот в битве за Кавказ. — М.: Воениздат, 1958.
- Баданин Борис Васильевич, На боевых рубежах Кавказа. — М.: Воениздат, 1962.
- Горшков Сергей Георгиевич, На южном приморском фланге (осень 1941 г. — весна 1944 г.). — М.: Воениздат, 1989.
- Ласкин Иван Андреевич, Волги и на Кубани. — М.: Воениздат, 1986.

### Tiếng Romania
- Dragos Pusca, Victor Nitu, Romanian Armed Forces in the Second World War - The Battle of Stalingrad - 1942

### Tiếng Việt
- G. K. Zhukov. Nhớ lại và suy nghĩ. Tập 2 và Tập 3. Nhà xuất bản Quân đội nhân dân. Hà Nội. 1987.
- A. M. Vasilevsky. Sự nghiệp cả cuộc đời. Nhà xuất bản Tiến Bộ. Moskva. 1984.
- S. M. Stemenko. Bộ Tổng tham mưu Xô Viết trong chiến tranh. Tập 1. Nhà xuất bản Tiến Bộ. Moskva. 1985.
- Grigori Doberyn. Những bí mật của chiến tranh thế giới thứ hai. Nhà xuất bản Sự Thật. Hà Nội. 1986.

### Tiếng Ý
- Gianluca Scotoni, L'Armata Rossa e la disfatta italiana, Ed. Panorama, Roma, 2007